# 掛川市

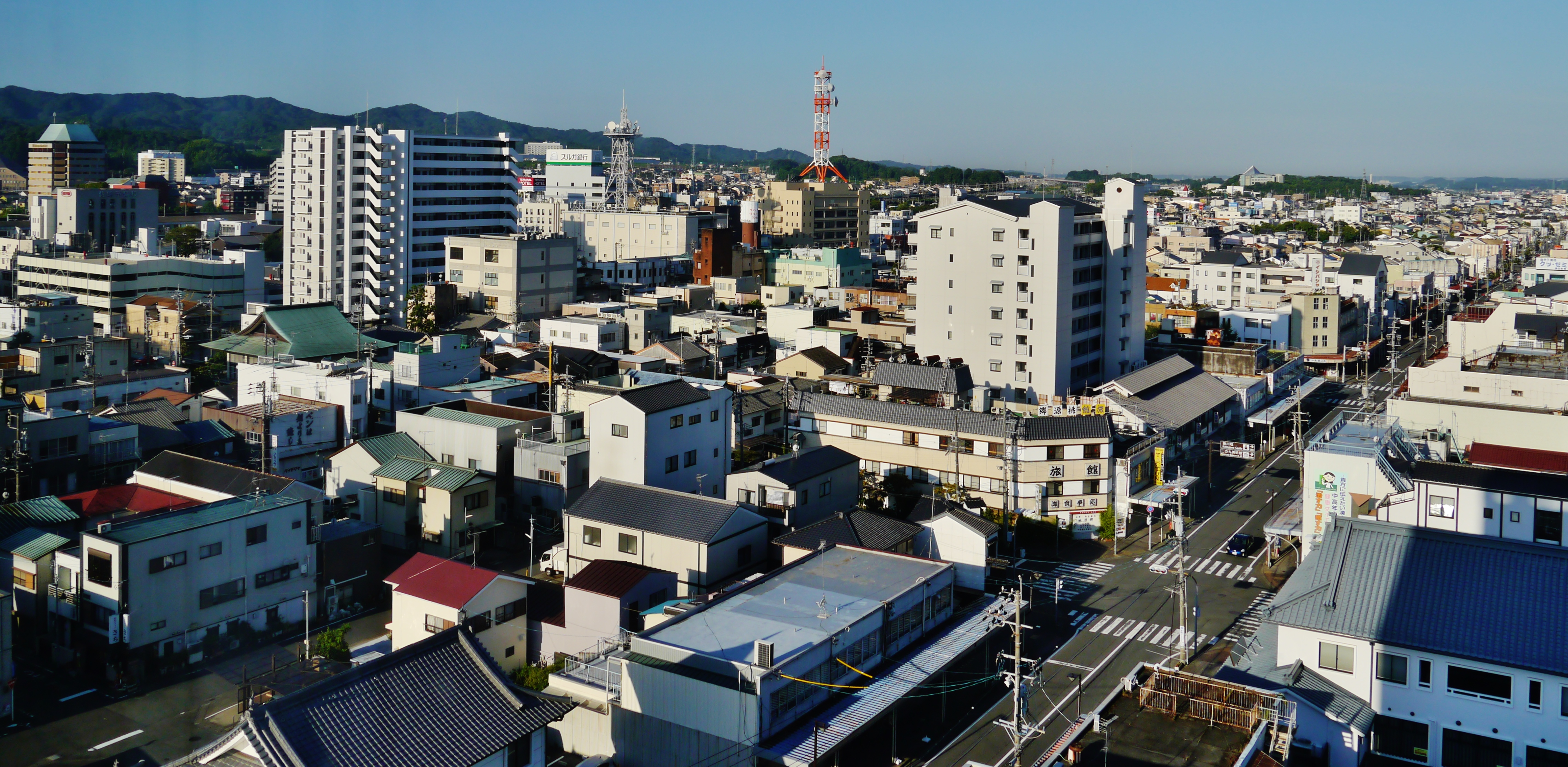
掛川市のスカイライン

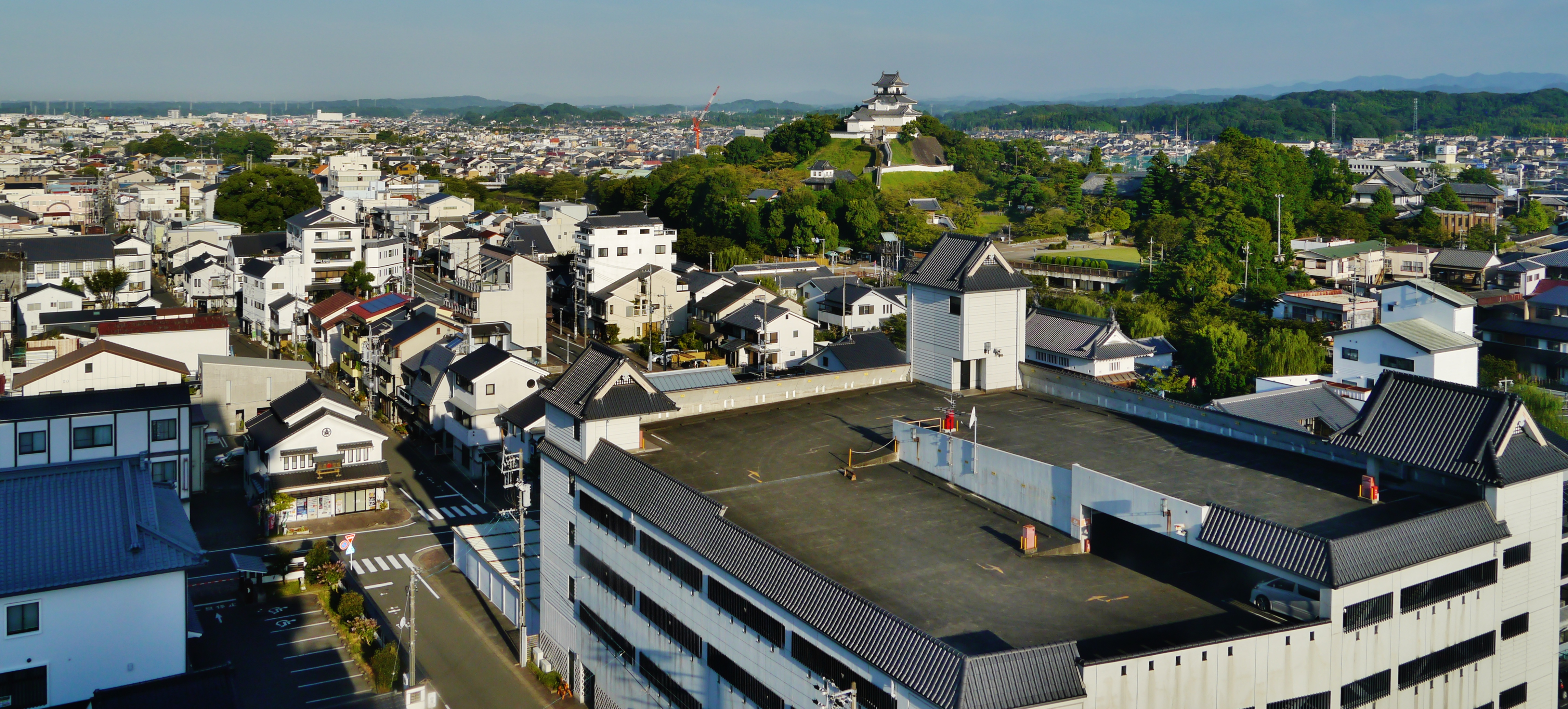
掛川城と中心市街地

掛川市（かけがわし）は、静岡県の遠州地方（県西部）にある市。

## 概要

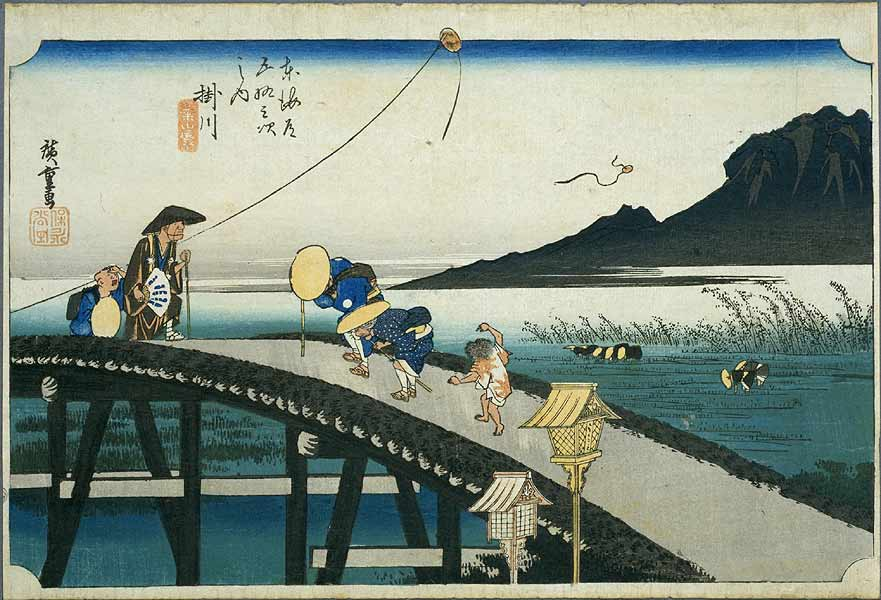
『東海道五十三次之内掛川宿』（歌川広重作、1833年）に描かれた掛川宿

江戸時代には掛川宿が東海道の主要宿場町となり、また掛川城を核とした城下町でもあった。市域は佐野郡および小笠郡に含まれ、牧之原台地のすぐ西に位置している。
安土桃山時代には山内一豊の城下町であったため、この縁で高知市（高知県）との交流関係が深い。江戸時代には掛川藩、横須賀藩の城下町となり、東海道掛川宿、日坂宿の宿場町でもあった。2005年4月1日に、旧掛川市、大東町、大須賀町の1市2町が合併して、現在の掛川市となった。
農業が主要産業であり、茶の栽培は全国屈指の産出量を誇り、掛川茶及び東山茶として地域団体商標登録されている。合併によって牧之原市が成立するまでは、荒茶の生産量全国1位であった。
東海道新幹線掛川駅や東名高速道路掛川インターチェンジとともに工業団地の誘致に成功、拠点都市としての性質を強めると同時に製造品出荷額1兆円を超える県内有数の工業都市となった。その結果、脆弱であった財政基盤は大幅に改善され、2006年には財政力指数が1.033に到達、初めて普通交付税不交付団体となった。しかし、2006年度末には借入金総残高が1016億円に達し、実質公債費比率が18%を超過したため地方債許可団体となった。
また、「スローライフ」を宣言しており、郊外化やスプロール現象を抑制し、中心市街地の活性化で個性を強化する路線を掲げており、中心市街地活性化法（タウンマネージメント機関）の実践が顕著である。
倉真温泉、法泉寺温泉など市内各所の温泉街や掛川花鳥園などを訪れる観光客も多い。また、1970年代には吉田拓郎やかぐや姫、2000年代にはap bankなどが野外コンサートを開催するなど、ロック・フェスティバルの街としても知られている。さらに、掛川市役所や掛川警察署の公式ウェブサイトにて流れるテーマ曲が話題となる。

## 地理

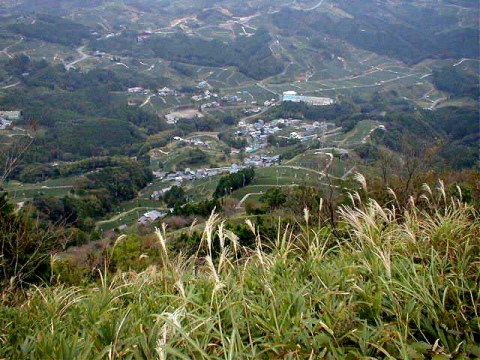
粟ヶ岳から望む掛川市東山地区

### 地勢
牧之原台地の西に位置する。南北に約30km、東西に約16kmの距離がある。
- 山：粟ヶ岳、小笠山、八高山、大尾山
- 川：逆川、原野谷川、菊川、倉真川、垂木川
- 海浜：遠州灘（アカウミガメ産卵地）。南海トラフ巨大地震が発生した際には、最大11mの津波が到達することが予想されている[3]。

### 地名の由来

掛川市中心部周辺の空中写真。2020年6月16日撮影の14枚を合成作成。。

掛川
中心部を流れる逆川の流れが、切り立った崖のように見える点から「缺けた川」と呼ばれ、次第に略されて「懸川」となり、「掛川」と改名された。
「かけがわ」を発音する際、地元では「け」にアクセントをおいて発音するが、標準語ではアクセントはない（平板）とされる。アクセントに違いが見られるのは、標準語と掛川市内で用いられる遠州弁との間にアクセントの差異があるためとされる。同様の事例としては、静岡県磐田市が挙げられる。
かつては、高知県高知市のはりまや橋の近くにも「掛川町」が存在した。これは、掛川から高知に移住した山内一豊の家臣が、居を構えた事に由来する。高知市の掛川町は、現在では「はりまや町」となっている。高知市には山内一豊が建立した「掛川神社」も存在する。この神社は、一豊が高知に入城した際、掛川城の北東（鬼門）にある龍尾神社を高知城の北東に勧請したものであり、掛川に因んで命名された。

### 気候
太平洋側気候に属する。年降水量の平年値は1898.3mmであり、静岡県内では少ない部類に入る。
夏期は高温多湿で、しばしば猛暑日となる日も見られる。また、夏から秋にかけては台風の進路によっては影響を受けることもある。
冬期は空気が乾燥し晴天の日が多く、気温の数値だけを見れば比較的温暖である。しかし静岡県西部特有の強い乾燥した季節風である「遠州のからっ風」が晴れの日を中心に吹き、気温の数字以上に寒く感じられる。また中心市街地は周囲を山に囲まれた地形とやや内陸に入った場所にあるというロケーションのため他の静岡県西部の都市と比較して冷え込みが幾分か強く、強い寒波の影響を受けると最低気温が氷点下になることもしばしばである。降雪は稀だが強い寒波の影響を受けると「風花」と呼ばれる晴天であるにもかかわらず雪が風に乗って舞う現象が起こったり、にわか雪が降ることがある。一方で積雪はほとんど見られず、10年に数回の頻度である。
| 掛川（1991年 - 2020年）の気候      | 掛川（1991年 - 2020年）の気候 | 掛川（1991年 - 2020年）の気候 | 掛川（1991年 - 2020年）の気候 | 掛川（1991年 - 2020年）の気候 | 掛川（1991年 - 2020年）の気候 | 掛川（1991年 - 2020年）の気候 | 掛川（1991年 - 2020年）の気候 | 掛川（1991年 - 2020年）の気候 | 掛川（1991年 - 2020年）の気候 | 掛川（1991年 - 2020年）の気候 | 掛川（1991年 - 2020年）の気候 | 掛川（1991年 - 2020年）の気候 | 掛川（1991年 - 2020年）の気候 |
| 月                                 | 1月                           | 2月                           | 3月                           | 4月                           | 5月                           | 6月                           | 7月                           | 8月                           | 9月                           | 10月                          | 11月                          | 12月                          | 年                            |
| ---------------------------------- | ----------------------------- | ----------------------------- | ----------------------------- | ----------------------------- | ----------------------------- | ----------------------------- | ----------------------------- | ----------------------------- | ----------------------------- | ----------------------------- | ----------------------------- | ----------------------------- | ----------------------------- |
| 降水量 mm （inch）                 | 60.4 (2.378)                  | 78.2 (3.079)                  | 156.2 (6.15)                  | 174.3 (6.862)                 | 183.8 (7.236)                 | 235.7 (9.28)                  | 240.6 (9.472)                 | 151.8 (5.976)                 | 237.5 (9.35)                  | 204.8 (8.063)                 | 113.0 (4.449)                 | 62.3 (2.453)                  | 1,898.3 (74.736)              |
| 平均降水日数 （≥1.0 mm）           | 5.7                           | 6.1                           | 9.6                           | 9.8                           | 10.1                          | 12.5                          | 11.7                          | 9.1                           | 11.3                          | 10.0                          | 7.4                           | 6.0                           | 109.2                         |
| 出典1：Japan Meteorological Agency |                               |                               |                               |                               |                               |                               |                               |                               |                               |                               |                               |                               |                               |
| 出典2：気象庁                      |                               |                               |                               |                               |                               |                               |                               |                               |                               |                               |                               |                               |                               |

## 歴史
鎌倉時代には「懸川」として歴史書に描かれた。また室町時代には、信州塩尻に至る塩の道の始点であった。

### 戦国時代から江戸時代まで

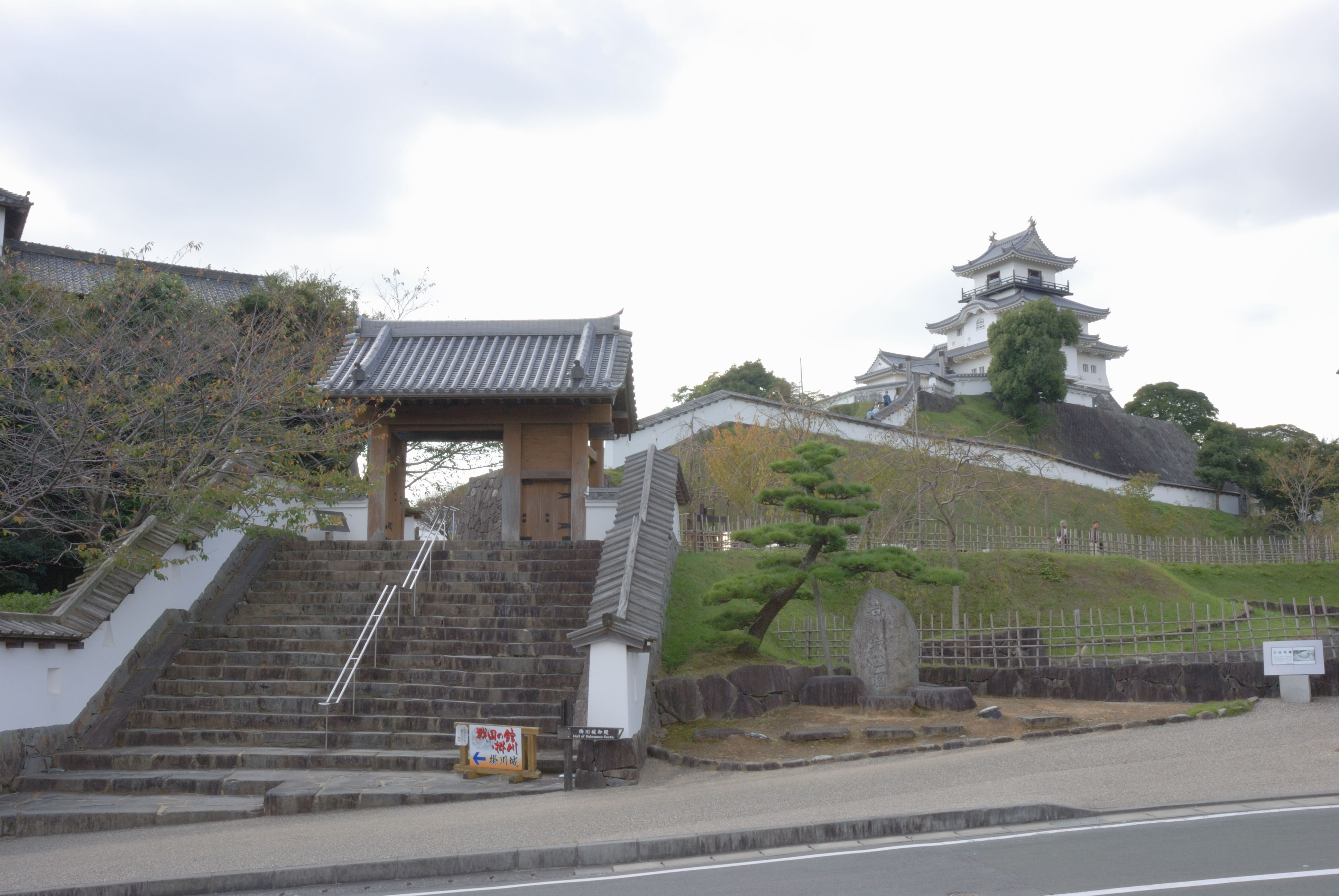
山内一豊が整備した掛川城の城門と天守

戦国時代には戦国大名今川氏の配下の朝比奈氏の城下町として発展した。
- 1567年（永禄10年） - 徳川家康が、掛川城に籠城した今川氏真・朝比奈泰朝を攻撃した。
- 1568年（永禄11年） - 石谷政清が遠州飛鳥郷一色を拝領。
- 1580年（天正8年） - 横須賀城が完成。
- 1581年（天正9年） - 徳川家康が高天神城を攻め落とした。
- 1590年（天正18年） - 山内一豊が掛川城に入る。天守の完成は1596年（慶長元年）。
- 1601年（慶長6年） - 山内一豊が高知城に移り、松平定勝が掛川藩の、大須賀忠政が横須賀藩の藩主となった。

### 江戸時代から明治時代まで

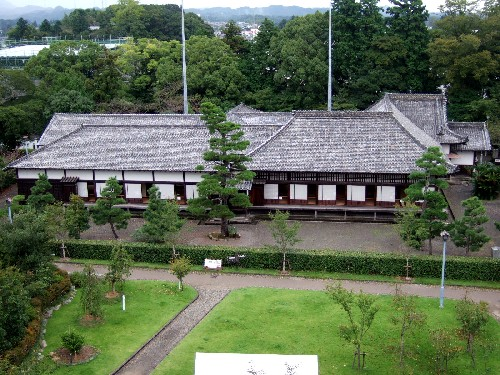
1861年（文久元年）に再建された掛川城二の丸御殿（国の重要文化財）

江戸時代には掛川藩、横須賀藩が樹立され、その城下町となった。藩政時代には、譜代大名が入れ替わり入っていた（歴代藩主は各藩の項目を参照）。
- 1854年（嘉永7年） - 安政東海地震が発生し、掛川城が崩落。

### 明治時代から第一次大戦まで

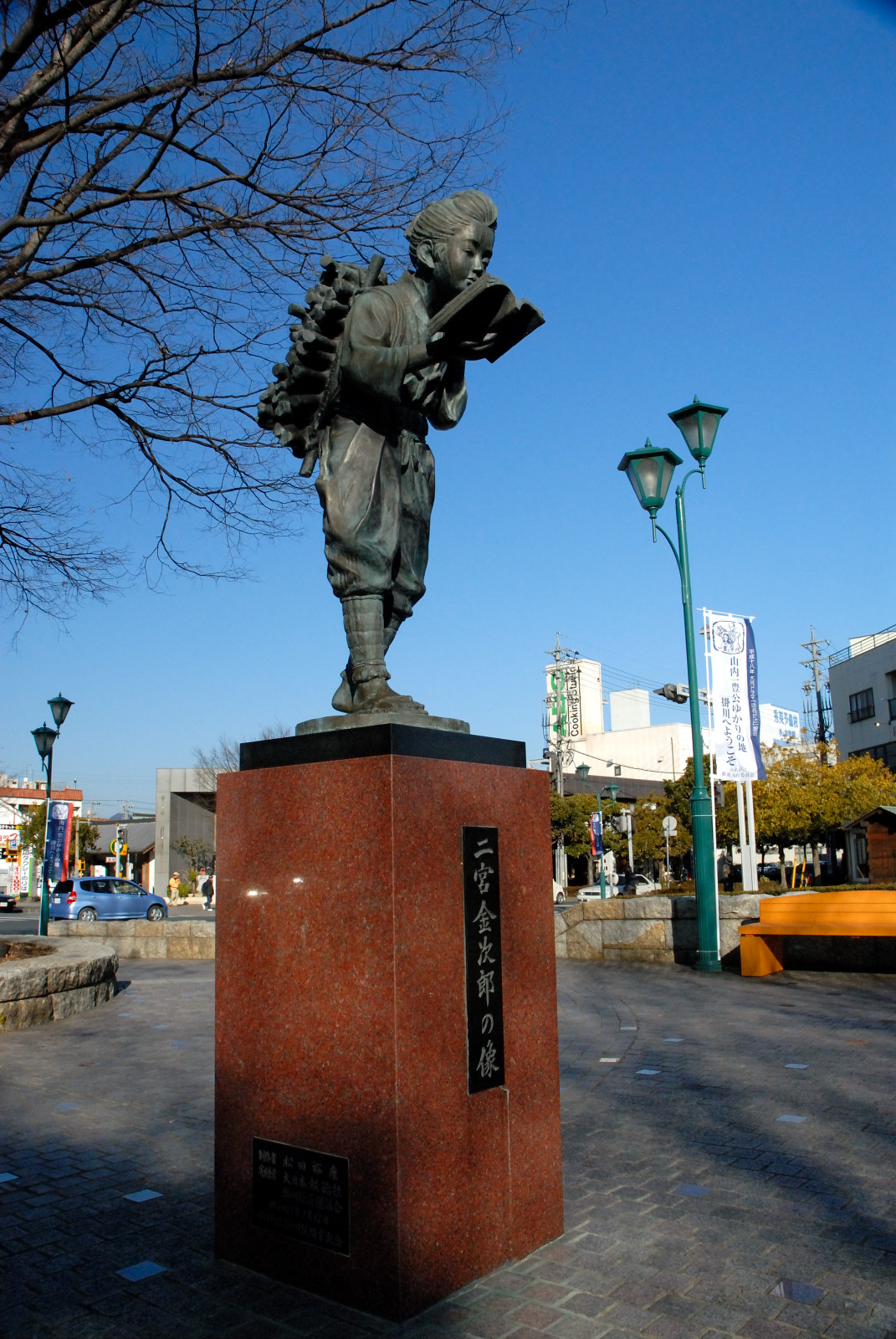
報徳思想の中心地のシンボルとしてJR東海道本線掛川駅北口に建立された『二宮金次郎の像』。岡崎雪聲の『二宮金次郎像』を基に3倍に拡大した像である

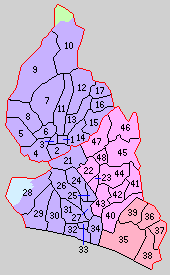
小笠地域の町村制施行時の町村。1が掛川町。(2.南郷村 3.大池村 4.曽我村 5.和田岡村 6.垂木村 7.雨桜村 8.原谷村 9.原田村 10.原泉村 11.西郷村 12.倉真村 13.粟本村 14.西山口村 15.東山口村 16.日坂村 17.東山村 21.上内田村 24.佐束村 25.岩滑村 26.土方村 27.中村 28.笠原村 29.大須賀村 30.大淵村 31.大坂村 32.三浜村 33.三俣村 34.千浜村)

- 1868年（明治元年） : 明治維新で駿府藩に編入された。
- 1871年（明治4年）8月29日 : 廃藩置県で静岡県（ - 1871年12月25日）に属した。
  - 12月26日 : 浜松県に転属した。
- 1872年（明治5年）12月28日 - 連雀の商人宿から出火。150戸が焼失する[7]。
- 1876年（明治9年）8月21日 : 浜松県と静岡県（ - 1876年8月20日）が合併し、以降は静岡県に属する。
- 1889年（明治22年）4月1日 : 町村制施行により掛川宿・下俣町・十九首町・仁藤村・および大池村・葛川村・結縁寺村の各一部が合併して佐野郡掛川町となった。同時に以下の村が成立。
  - 佐野郡
    - 南郷村 ← 結縁寺村・下俣村・南西郷村・上張村・杉谷村・長谷村
    - 大池村 ← 大池村・新村
    - 曽我村 ← 領家村・原川町・高御所村・細田村・篠場村・平野村・梅橋村・徳泉村・岡津村・沢田村
    - 和田岡村 ← 各和村・高田村・吉岡村
    - 垂木村 ← 下垂木村・富部村・黒田村
    - 雨桜村 ← 上垂木村・家代村・遊家村
    - 原谷村 ← 本郷村・細谷村・西山村・幡鎌村
    - 原田村 ← 原里村・平島村・寺島村・久居島村・中西之谷村・上西之谷村
    - 原泉村 ← 萩間村・居尻村・黒俣村・炭焼村・大和田村・丹間村・孕石村
    - 西郷村 ← 上西郷村・下西郷村・五明村
    - 倉真村 ← 倉真村
    - 粟本村 ← 初馬村・水垂村・北池新田
    - 西山口村 ← 成滝村・葛川村・満水村・薗ヶ谷村・安養寺村・宮脇村・印内村
    - 東山口村 ← 伊達方村・千羽村・逆川村・小原子村・八坂村・本所村
    - 日坂村 ← 日坂宿・大野村・佐夜鹿村
    - 東山村 ← 東山村

  - 城東郡
    - 上内田村 ← 上内田村・板沢村・和田村・子隣村・岩井寺村
    - 佐束村 ← 高瀬村・小貫村・中方村
    - 岩滑村 ← 岩滑村
    - 土方村 ← 上土方村・下土方村・入山瀬村・今滝村・川久保村
    - 中村 ← 中村・西之谷村・大石村
    - 笠原村 ← 岡崎村・山崎村
    - 大須賀村 ← 横須賀町・西大淵村・沖ノ須村
    - 大淵村 ← 東大淵村
    - 大坂村 ← 大坂村
    - 三浜村 ← 浜野村・浜野新田村・浜川新田村
    - 三俣村 ← 三俣村
    - 千浜村 ← 千浜村・坂里村・国安村・国包村・久兵衛新田・喜右衛門新田
- 1889年（明治22年）4月16日 : 東海道本線掛川駅開業。
- 1891年（明治24年）6月11日 : 南郷村大字長谷が大池村へ編入。
- 1893年（明治26年）12月12日 : 南郷村の一部（下俣・南西郷・結縁寺）を掛川町に編入。
- 1895年（明治28年）8月20日 : 掛川町南郷地区の一部（下俣の一部、南西郷・結縁寺）が分立し西南郷村を設置。
- 1896年（明治29年）4月1日 : 城東郡と佐野郡が合併して小笠郡を設置。
- 1898年（明治31年）10月19日 : 大日本報徳社が設立。
- 1914年（大正3年）5月1日 : 大須賀村が横須賀町に町制施行、改称。
- 1925年（大正14年）8月20日 : 大池村を掛川町に編入。
- 1932年（昭和7年）10月1日 : 雨桜村と垂木村が合併し桜木村を設置。
- 1940年（昭和15年）6月1日 : 二俣線（現天竜浜名湖線）開通。
- 1942年（昭和17年）6月1日 : 三浜村、三俣村が合併し睦浜村を設置。
- 1943年（昭和18年）4月1日 : 南郷村を掛川町に編入。佐束村と岩滑村が合併し、佐束村（新制）を設置[8]。

### 第二次大戦後から平成時代まで
- 1950年（昭和25年）10月10日 : 上内田村を掛川町に編入。
- 1951年（昭和26年）4月1日 : 掛川町、西南郷村、栗本村、西山口村が合併し掛川町を設置。
- 1954年（昭和29年）3月31日 : 掛川町が曽我村、東山口村を編入し、市制を施行して掛川市（旧制）となる。西郷村、倉真村が合併し三笠村を設置。桜木村、和田岡村が合併し北小笠村を設置。
- 1955年（昭和30年）
  - 1月1日 : 佐束村、土方村が合併し城東村を設置。
  - 4月1日 : 東山村、日坂村を編入。
  - 4月19日 : 大坂村、睦浜村が合併し大坂村（新制）を設置。
- 1956年（昭和31年）
  - 6月1日 : 横須賀町と大淵村が合併して大須賀町となる。
  - 8月1日 : 大坂村と千浜村が合併して大浜町となる。
  - 9月30日 : 中村を城東村に編入。笠原村を大須賀町と磐田郡袋井町に分割、編入。原泉村のうち炭焼の一部と大和田・丹間・孕石・萩間・居尻・黒俣が三笠村に編入。原泉村の残部（炭焼の残部）は周智郡森町に編入。
- 1957年（昭和32年）
  - 3月31日 : 北小笠村、原谷村、原田村、および三笠村の一部（萩間・居尻・黒俣・炭焼）を編入。
  - 6月25日 : 旧日坂村域、大字佐夜鹿の一部が榛原郡金谷町（現島田市）へ編入。
  - 9月1日 : 城東村大字大石の一部が小笠町へ編入。城東村大字中の一部が大浜町へ編入。
  - 10月27日 : 第12回国民体育大会のレスリング競技会場となっていた掛川西高等学校に昭和天皇、香淳皇后が行幸啓[9]。
- 1958年（昭和33年）1月1日 : 城東村大字大石の一部が小笠町へ編入。
- 1960年（昭和35年）10月1日 : 三笠村を編入。
- 1973年（昭和48年）4月1日 : 大浜町と城東村が合併して大東町となる。
- 1979年（昭和54年） : 掛川市が生涯学習都市宣言を行う。
- 1982年（昭和57年）9月12日： 台風18号の大雨により原野谷川と逆川の水が溢れ、市内のほぼ全域が水浸しとなる被害を出す[10]。
- 1983年（昭和58年） : ヤマハレクリェーションつま恋にてつま恋ガス爆発事故が発生する。
- 1985年（昭和60年）9月27日 : 大須賀町が非核平和都市宣言を行う。
- 1988年（昭和63年）3月13日 : 東海道新幹線掛川駅開業。

### 平成時代以降

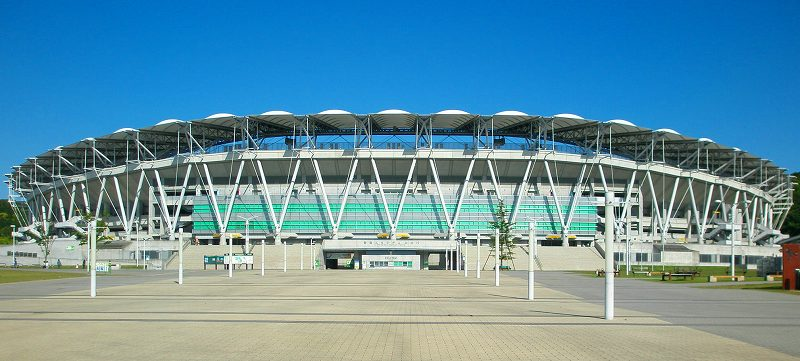
2002 FIFAワールドカップ、第58回国民体育大会「NEW!!わかふじ国体」が開催された静岡県小笠山総合運動公園スタジアム

- 1993年（平成5年） : 東名高速道路掛川インターチェンジ供用開始。
- 1994年（平成6年） : 掛川城天守復元。第一回「一豊公&千代サミット」開催。
- 1997年（平成9年）3月14日 : 大東町が核兵器廃絶平和都市宣言を行う。
- 2000年（平成12年）4月 : 大須賀海岸にてマッコウクジラが座礁。
- 2002年（平成14年）6月 : 掛川市郊外の小笠山総合運動公園にて2002 FIFAワールドカップが開催される。
- 2003年（平成15年） : 市内の各会場にて第58回国民体育大会「NEW!!わかふじ国体」が開催され明仁天皇、美智子皇后（いずれも当時）が行幸啓。
- 2005年（平成17年）
  - 4月1日 : （旧）掛川市、大東町、大須賀町が対等合併し、新制の掛川市が成立。同時に、小笠郡が消滅。
  - 4月25日：戸塚進也が市長に就任。
  - 5月17日：掛川市議会平成17年第1回臨時会にて菅沼茂雄が議長に、鈴木治弘が副議長に就任[11]。
- 2007年（平成19年）
  - 3月23日 : 掛川市が非核平和都市宣言を行う。
  - 4月1日：山本君治が副市長に就任[12]。
  - 4月14日 : 突風により民家等74棟が被災。
- 2009年（平成21年）
  - 4月24日：松井三郎が市長に就任[12]。
  - 10月24日 - 11月8日 : 第24回国民文化祭（通称:国文祭）が行われる。
- 2011年（平成23年）
  - 4月1日：伊村義孝が副市長に就任[12]。
- 2013年（平成25年）
  - 4月24日：松井三郎が市長に再任[12]。
- 2015年（平成27年）
  - 4月1日：伊村義孝が副市長に再任し[12]、浅井正人が副市長に就任[12]。
- 2017年（平成29年）
  - 4月24日：松井三郎が市長に再任[12]。
- 2021年（令和3年）
  - 4月24日：久保田崇が市長に就任[13]。
  - 5月18日：髙栁泉が副市長に就任[13]。
- 2022年（令和4年）4月1日：石川紀子が副市長に就任[14]。

## 人口
| |                                        |  |
| 掛川市と全国の年齢別人口分布（2005年） | 掛川市の年齢・男女別人口分布（2005年） |  |
| ■紫色 ― 掛川市 ■緑色 ― 日本全国 | ■青色 ― 男性 ■赤色 ― 女性              |  |
| 掛川市（に相当する地域）の人口の推移 \| 1970年（昭和45年） \| 86,113人 \| \| \| 1975年（昭和50年） \| 90,160人 \| \| \| 1980年（昭和55年） \| 94,398人 \| \| \| 1985年（昭和60年） \| 99,974人 \| \| \| 1990年（平成2年） \| 105,030人 \| \| \| 1995年（平成7年） \| 109,978人 \| \| \| 2000年（平成12年） \| 114,328人 \| \| \| 2005年（平成17年） \| 117,857人 \| \| \| 2010年（平成22年） \| 116,363人 \| \| \| 2015年（平成27年） \| 114,602人 \| \| \| 2020年（令和2年） \| 114,954人 \| \| |                                        |  |
| 総務省統計局 国勢調査より |                                        |  |
| 1970年（昭和45年） | 86,113人                               |  |
| 1975年（昭和50年） | 90,160人                               |  |
| 1980年（昭和55年） | 94,398人                               |  |
| 1985年（昭和60年） | 99,974人                               |  |
| 1990年（平成2年） | 105,030人                              |  |
| 1995年（平成7年） | 109,978人                              |  |
| 2000年（平成12年） | 114,328人                              |  |
| 2005年（平成17年） | 117,857人                              |  |
| 2010年（平成22年） | 116,363人                              |  |
| 2015年（平成27年） | 114,602人                              |  |
| 2020年（令和2年） | 114,954人                              |  |

## 政治・行政

### 行政

#### 市の機関

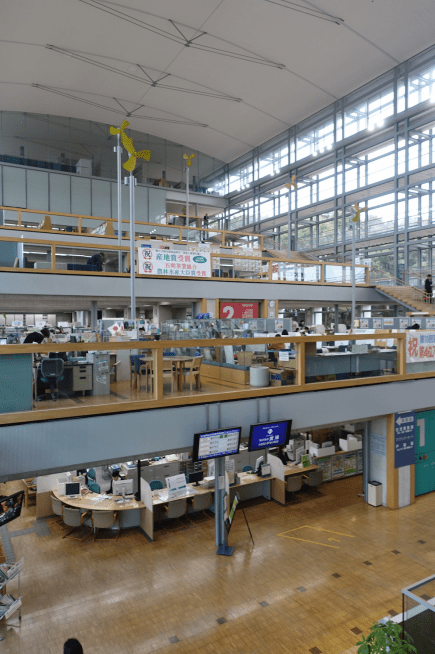
掛川市役所本庁舎の各フロアと防霜ファンのオブジェ

掛川市役所本庁舎はガラス張り、階段状吹き抜け、シースルーエレベーターなどが特徴的であり、JR東海道新幹線からも見えるランドマークタワーのひとつ。茶産地に因み、茶畑に設置する防霜ファンを屋内に設置、回転させることで空調効果を向上させている。
- 掛川市役所
  - 本庁舎
  - 南館（掛川市教育委員会）
  - 大須賀支所
  - 大東支所
  - 連雀出張所
- 掛川市水道事業所
- 浄化センター管理棟（下水整備課）

#### 執行部
| 掛川市 市長 | 掛川市 市長   | 掛川市 市長 | 掛川市 市長   | 掛川市 市長   | 掛川市 市長 | 掛川市 市長        |
| 代          | 氏名          | 氏名        | 就任日        | 退任日        | 党派        | 備考               |
| ----------- | ------------- | ----------- | ------------- | ------------- | ----------- | ------------------ |
| ‐           |               | 大倉重信    | 2005年4月1日  | 2005年4月24日 | 無所属      | （市長職務執行者） |
| 1           |               | 戸塚進也    | 2005年4月25日 | 2009年4月23日 | 無所属      |                    |
| 2           |               | 松井三郎    | 2009年4月24日 | 2013年4月23日 | 無所属      |                    |
| 3           | 2013年4月24日 | 松井三郎    | 2017年4月23日 | 無所属        | 再任        |                    |
| 4           | 2017年4月24日 | 松井三郎    | 2021年4月23日 | 無所属        | 再任        |                    |
| 5           |               | 久保田崇    | 2021年4月24日 | 2025年4月23日 | 無所属      |                    |
| 6           | 2025年4月24日 | 久保田崇    | 現職          | 無所属        | 再任        |                    |

- 党派の欄は就任時、または、再任時の所属政党を記載した。

#### 監査委員
- 委員：後藤知彦（2005年 - ）
- 委員：戸塚正義（2005年 - ）

#### 農業委員会
- 会長：萩原治（2005年 - ）
- 副会長：土屋巖（2005年 - ）

#### 教育長
新教育委員会制度が施行された2015年4月1日以降の教育長を記述。
- 山田文子（2015年4月1日 - 2018年3月31日）
- 佐藤嘉晃（2018年4月1日 - ）

### 議会
| 掛川市議会 議長 | 掛川市議会 議長 | 掛川市議会 議長 | 掛川市議会 議長 | 掛川市議会 議長 |
| 代              | 氏名            | 就任日          | 退任日          | 備考            |
| --------------- | --------------- | --------------- | --------------- | --------------- |
| 1               | 菅沼茂雄        | 2005年5月17日   | 2006年5月16日   |                 |
| 2               | 加藤一司        | 2006年5月16日   | 2007年5月16日   |                 |
| 3               | 鳥井昌彦        | 2007年5月16日   | 2008年5月14日   |                 |
| 4               | 鈴木治弘        | 2008年5月14日   | 2009年4月23日   |                 |
| 5               | 佐藤博俊        | 2009年5月14日   | 2010年5月14日   |                 |
| 6               | 加藤一司        | 2010年5月14日   | 2011年5月16日   | 再任            |
| 7               | 竹嶋善彦        | 2011年5月16日   | 2012年5月16日   |                 |
| 8               | 大石與志登      | 2012年5月16日   | 2013年4月23日   |                 |
| 9               | 大石與志登      | 2013年5月16日   | 2015年5月15日   | 再任            |
| 10              | 竹嶋善彦        | 2015年5月15日   | 2017年4月23日   | 再任            |
| 11              | 鈴木正治        | 2017年5月16日   | 2019年5月14日   |                 |
| 12              | 大石勇          | 2019年5月14日   | 2021年4月23日   |                 |
| 13              | 松本均          | 2021年5月17日   | 2023年5月16日   |                 |
| 14              | 山本裕三        | 2023年5月16日   | 2024年8月30日   |                 |
| 15              | 松本均          | 2024年8月30日   | 現職            | 再任            |

| 掛川市議会 副議長 | 掛川市議会 副議長 | 掛川市議会 副議長 | 掛川市議会 副議長 |
| 代                | 氏名              | 就任日            | 退任日            |
| ----------------- | ----------------- | ----------------- | ----------------- |
| 1                 | 鈴木治弘          | 2005年5月17日     | 2006年5月16日     |
| 2                 | 水野薫            | 2006年5月16日     | 2007年5月16日     |
| 3                 | 河住光重          | 2007年5月16日     | 2008年5月14日     |
| 4                 | 豊田勝義          | 2008年5月14日     | 2009年4月23日     |
| 5                 | 竹嶋善彦          | 2009年5月14日     | 2010年5月14日     |
| 6                 | 雜賀祥宣          | 2010年5月14日     | 2011年5月16日     |
| 7                 | 大石與志登        | 2011年5月16日     | 2012年5月16日     |
| 8                 | 髙木敏男          | 2012年5月16日     | 2013年4月23日     |
| 9                 | 堀内武治          | 2013年5月16日     | 2015年5月15日     |
| 10                | 鈴木正治          | 2015年5月15日     | 2017年4月23日     |
| 11                | 榛葉正樹          | 2017年5月16日     | 2019年5月14日     |
| 12                | 山本行男          | 2019年5月14日     | 2021年4月23日     |
| 13                | 二村禮一          | 2021年5月17日     | 2023年5月16日     |
| 14                | 松浦昌巳          | 2023年5月16日     | 現職              |

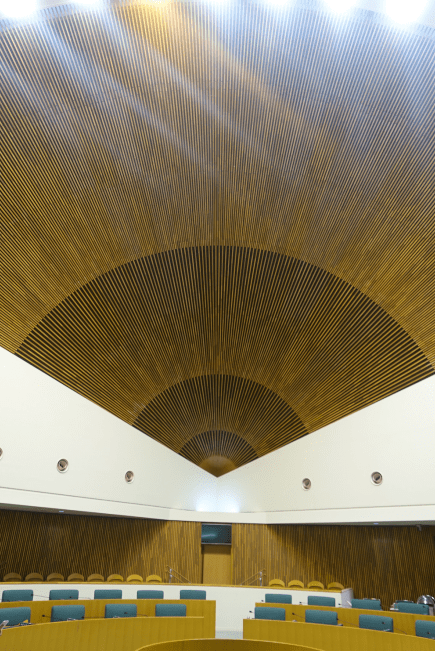
掛川市役所本庁舎の議場

- 第1回掛川市議会議員選挙（新制・2005年）結果

| 会派                   | 人数 |
| ---------------------- | ---- |
| 親和会                 | 23   |
| みどりの会             | 4    |
| 日本共産党掛川市議員団 | 2    |
| かけがわ21             | 1    |

- 第2回掛川市議会議員選挙（2009年）結果

| 会派             | 人数 |
| ---------------- | ---- |
| 創世会           | 8    |
| 誠和会           | 6    |
| 新政会           | 4    |
| みどりの会       | 3    |
| 共産党掛川市議団 | 2    |
| 公明党かけがわ   | 1    |

### 市政の混乱

#### 人事
2005年の合併に伴う市長選挙が行われ、戸塚進也が市長に就任した。しかし、戸塚の姻族を収入役候補とする特別職人事案が議会により否決され、収入役不在の波瀾含みの市政スタートとなった。

#### 市町村合併
戸塚の公約である「掛川市、菊川市、御前崎市3市による『小笠郡全域合併構想』」の実現が焦点となっている。
2005年、助役大倉重信（旧大東町長）が「合併しない方が良かった」と発言し、波紋を呼んでいる。

#### 農業用水目的外転用
2003年、農業用水である大井川用水を市内の事業所が工業用水として目的外転用した問題が発覚した。『サンデープロジェクト』などの報道番組や経済誌等で特集報道され、「水泥棒」とのセンセーショナルな表現も一部で散見されるなど、大きな問題となった。
2004年3月、静岡県から2007年までの暫定的な小笠工業用水の水利権許可を受ける暫定対応を実施した。また、大井川用水路、牧之原用水路の水を工業用水に正式に流用することで抜本的な解決を図ることになった。静岡県、静岡県大井川広域水道企業団による長島ダム使用権の工業用水一部転換申請が認可され、2007年1月9日、東遠工業用水道企業団が発足し、2007年4月1日工業用水の給水開始を目指している。

### ごみ処理
- 掛川市・菊川市衛生施設組合 環境資源ギャラリー（掛川市満水）

ガス化溶融炉を備えるごみ処理施設。2005年9月5日に本番運用を開始した。掛川市と菊川市のゴミを共同でごみ処理する。

### 警察

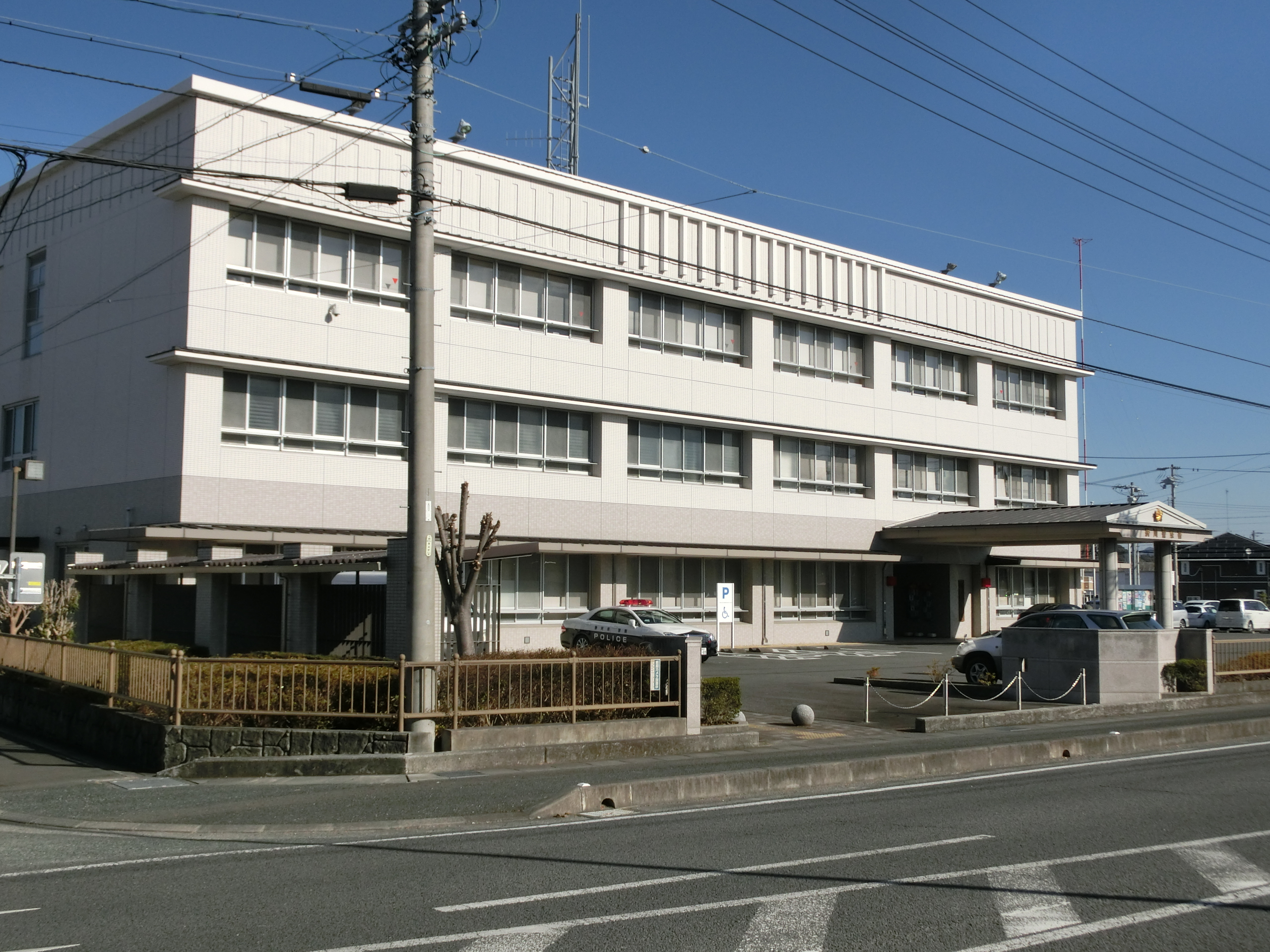
掛川警察署

- 静岡県掛川警察署（市内全域を管轄）
  - 掛川駅前交番
  - 大須賀交番
  - 大東交番
  - 西部交番
  - 日坂駐在所
  - 上内田駐在所
  - 原谷駐在所
  - 原田駐在所
  - 伊達方駐在所
  - 倉真駐在所
  - 西郷駐在所
  - 千浜駐在所
  - 城東駐在所

犬のおまわりさん制度
掛川市内を管轄する掛川地区防犯協会が導入した制度が犬のおまわりさん制度である。
掛川市民が飼い犬を散歩させる際、専用の腕章を着用し、専用のリードを使用するシステムである。散歩中に不審者や犯罪行為を発見した場合、掛川警察署に通報する制度である。

### 消防・防災
- 掛川市消防本部

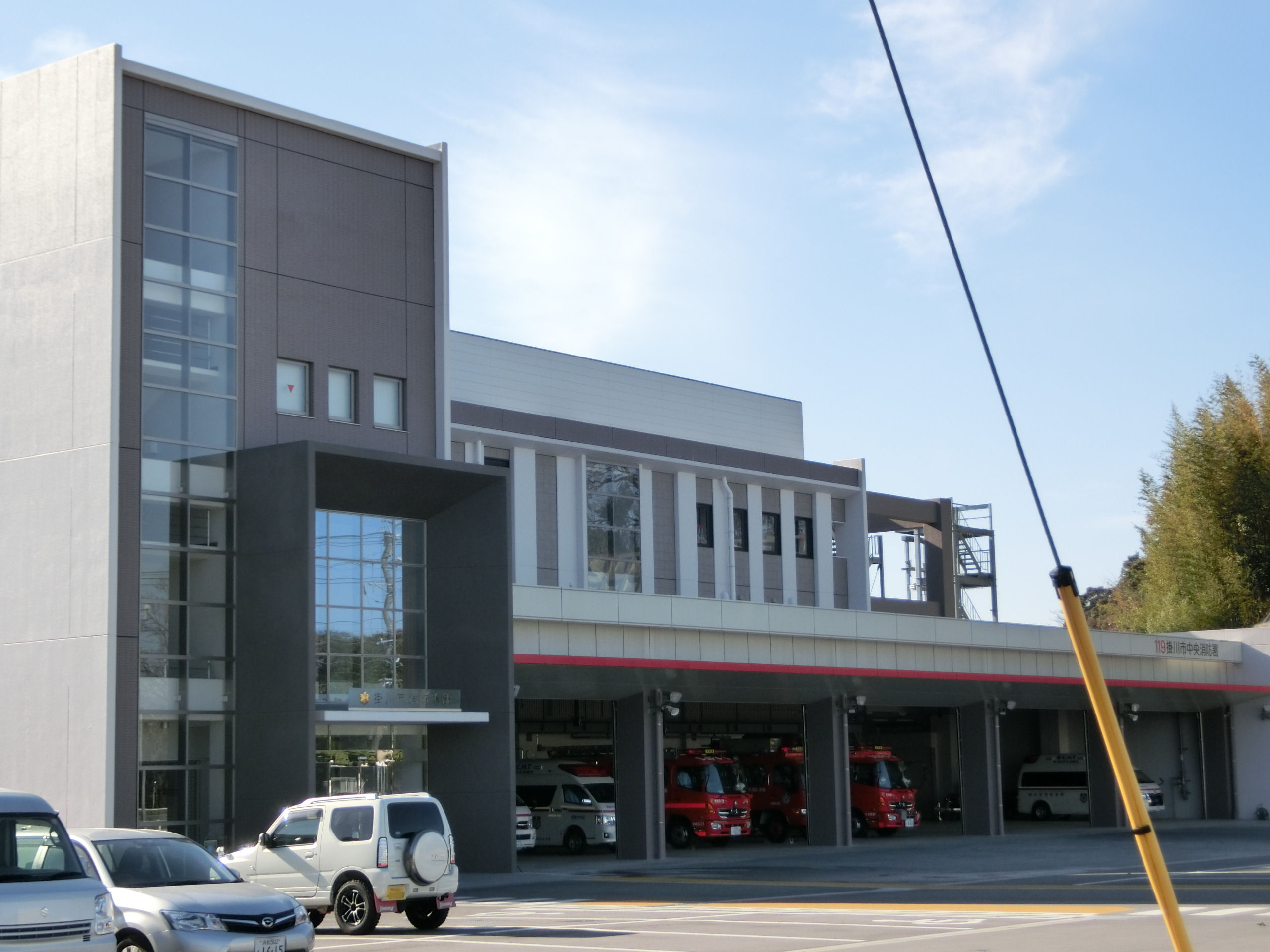
掛川市消防本部

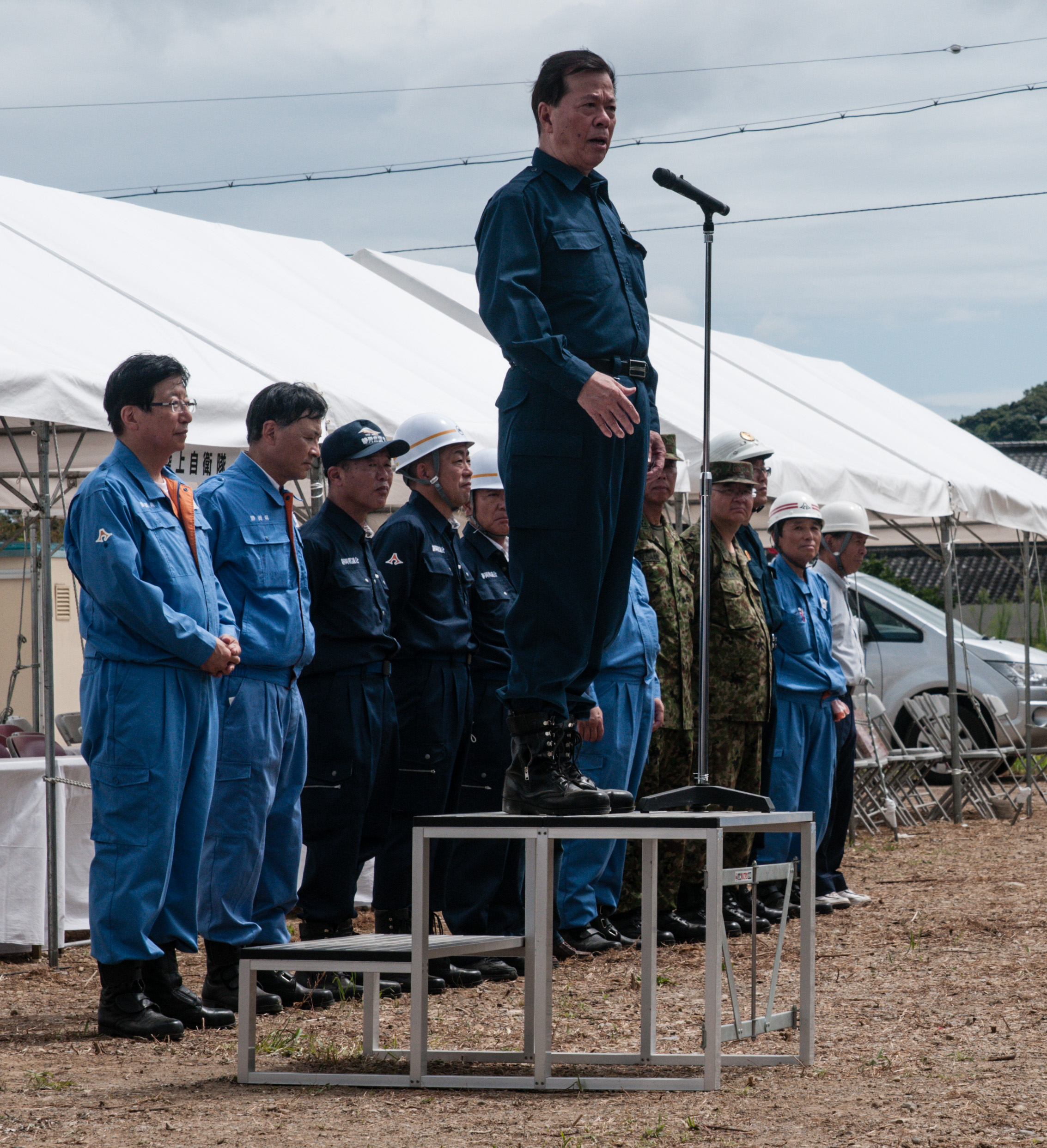
掛川市で開催された「静岡県・掛川市総合防災訓練」で挨拶する掛川市長

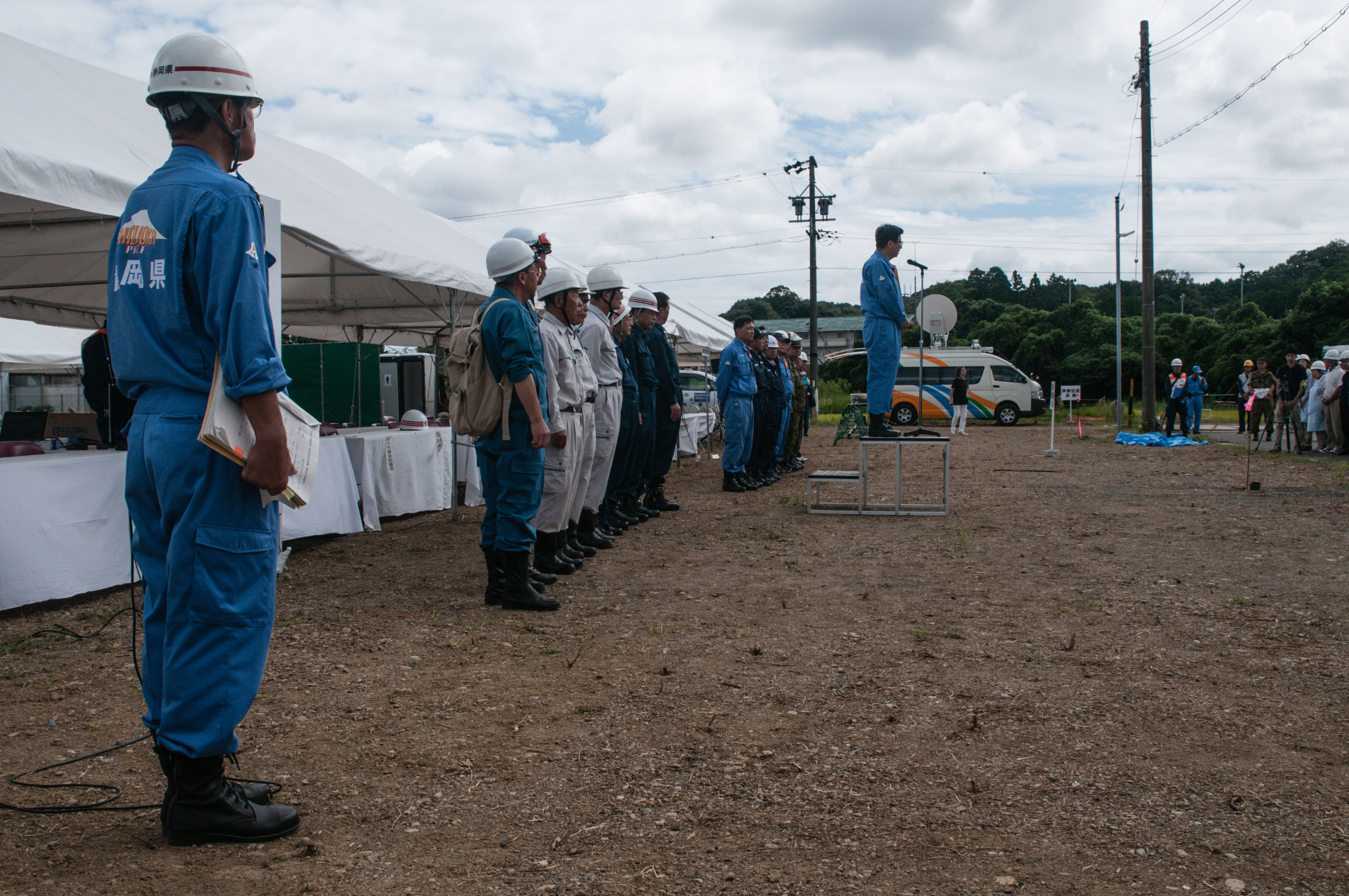
掛川市で開催された「静岡県・掛川市総合防災訓練」に参加する静岡県知事ら

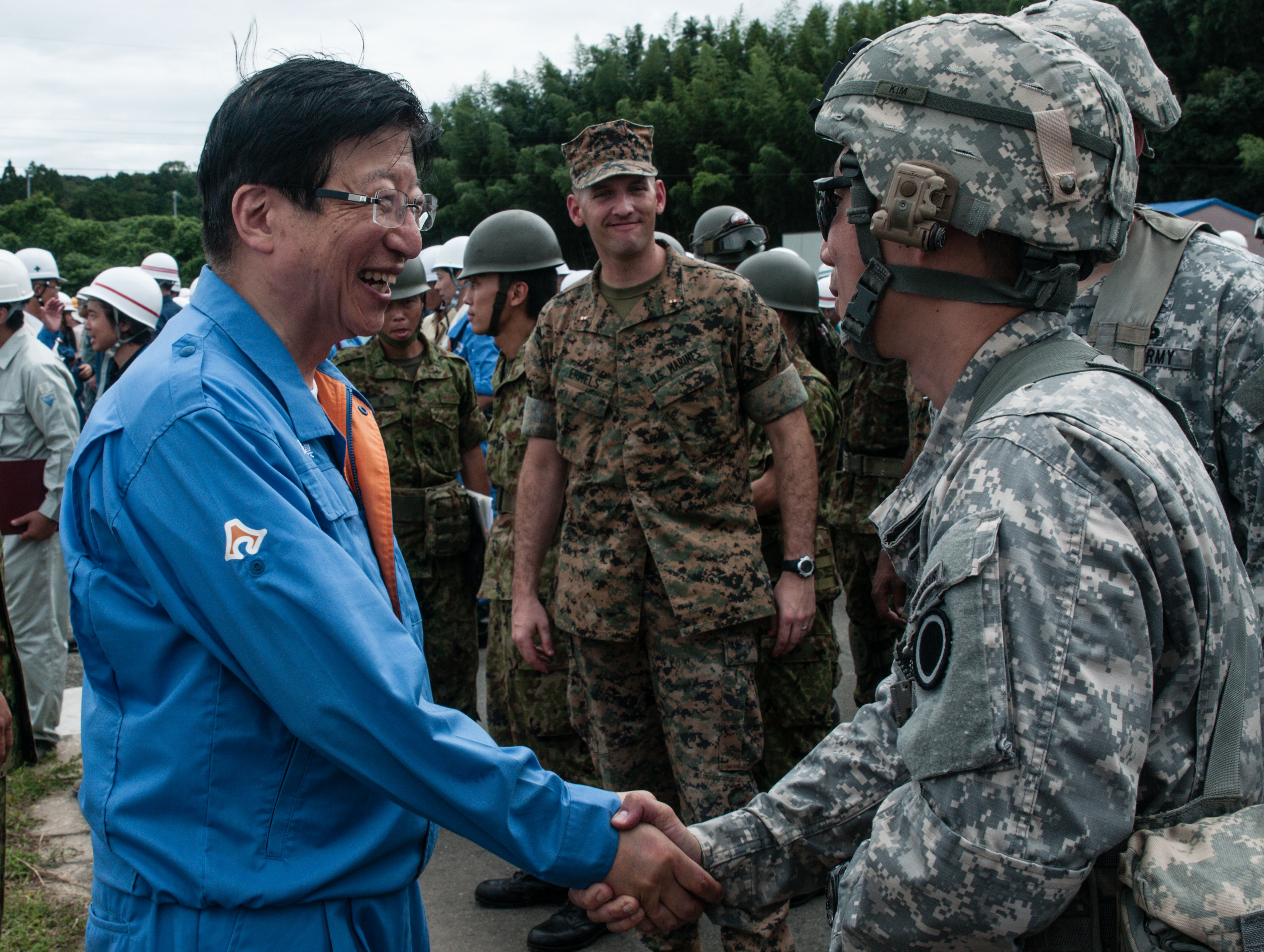
掛川市で開催された「静岡県・掛川市総合防災訓練」終了後にアメリカ合衆国軍兵士をねぎらう静岡県知事

  - 掛川市掛川消防署 - 市北部の旧掛川市域を管轄。
  - 掛川市南消防署 - 小笠地区消防本部南分署より改組。市沿岸部の旧大東町域と旧大須賀町域を管轄。
- 掛川市消防団
  - 第一方面
    - 第一分団
    - 西山口分団
    - 駅南分団
    - 上内田分団

  - 第二方面
    - 掛川分団
    - 中央分団
    - 掛二分団

  - 第三方面
    - 東山口分団
    - 日坂分団
    - 東山分団

  - 第四方面
    - 粟本分団
    - 西郷分団
    - 倉真分団

  - 第五方面
    - 原谷分団
    - 原田分団
    - 原泉分団

  - 第六方面
    - 曽我分団
    - 桜木東分団
    - 桜木西分団
    - 和田岡分団

  - 第七方面
    - 大東第一分団
    - 大東第二分団
    - 大東第三分団

  - 第八方面
    - 大東第四分団
    - 大東第五分団
    - 大東第六分団

  - 第九方面
    - 大須賀第一分団
    - 大須賀第二分団

  - 第十方面
    - 大須賀第三分団
    - 大須賀第四分団

市町村防災行政無線を市内全域で運用。屋外スピーカーの設置のほか、全戸に個別受信装置を配布している。

### 国の行政機関
- 掛川税務署
- 浜松河川国道事務所掛川国道維持出張所
- 天竜森林管理署掛川森林事務所
- 掛川公共職業安定所
- 静岡地方法務局掛川支局
- 静岡地方検察庁掛川支部
  - 掛川区検察庁

### 裁判所
- 静岡地方裁判所掛川支部
- 静岡家庭裁判所掛川支部
  - 掛川簡易裁判所

### 日本年金機構
- 掛川年金事務所

### シンボル

#### 市歌
- 掛川市歌
  - 作詞：菅沼孝行
  - 補作：土屋智宏
  - 作曲：大野雄二（静岡県熱海市出身）
  - 唄：サーカス

#### 市章
桔梗をモチーフに掛川(Kakegawa)の頭文字Kを図案化したもの。旧掛川市・大東町・大須賀町の合併時に、一般公募により決定された。桔梗は掛川藩藩主であった太田氏の家紋であり、旧掛川市の市章や市花にもなっていた掛川のシンボルである。また、市内の学校の校章デザインにも多く採り入れられている。

#### 市のCM
2004年度
「浦野くんの夕暮れ自転車散歩」
第3回しずおかふるさとCM大賞静岡県教育長賞受賞
2005年度
「ひろがった浦野くんの自転車散歩みち」
第4回しずおかふるさとCM大賞静岡県知事賞受賞
2006年度
「掛川市在住 浦野タカユキ、14歳。」
第5回しずおかふるさとCM大賞エントリー

#### マスコットキャラクター
2012年（平成24年）に全国お茶まつり静岡大会in掛川の開催に合わせて募集され235点応募された。
名前は、「茶のみや きんじろう」で愛称「きんじろうくん」。
掛川ゆかりの二宮金治郎をモチーフにデザインされ、手には掛川茶のことが書かれた本を持ち、常に掛川茶のことを研修して知り尽くしている男の子。頭と本には、一芯二葉の掛川茶がデザインされ、掛川の深蒸し茶をイメージした緑の着物を着ている。

## 姉妹都市・提携都市

### 海外
姉妹都市
- ユージン市（アメリカ合衆国オレゴン州）[15]
  - 1979年（昭和54年）8月3日 - 姉妹都市提携（友好宣言書調印）[16]

相互に姉妹都市提携先を探しておりマッチング。掛川市によれば、産業構造が似ている、という。
- コーニング市（アメリカ合衆国ニューヨーク州）[15]
  - 1990年（平成2年）4月7日 - 旧大須賀町と姉妹都市提携（姉妹都市共同宣言調印）[16][17]
  - 2005年（平成17年）8月19日 - 掛川市と姉妹都市継続提携に調印[17]

1988年、コーニング市に本社を置くガラスメーカー・コーニング社（コーニング・ジャパン）が大須賀町に進出することを契機として、大須賀町がコーニング社を通じてコーニング市に提携を打診。1995年にはコーニング市のシンボルである時計塔のレプリカが大須賀町に贈られ（大須賀中学校に設置）、1996年には大須賀町からサクラの苗木20本がコーニング市に寄贈・植樹された。
- 横城郡（大韓民国江原特別自治道）[15]
  - 2011年（平成23年）11月25日 - 姉妹都市提携

ともに「生涯学習」を掲げる自治体であることから。
- ペーザロ市（イタリア）
  - 2016年（平成28年）9月20日 - 姉妹都市協定締結

2015年3月、掛川出身・イタリア在住のテノール歌手榛葉昌寛がプロデューサーとなり、ペーザロのロッシーニ歌劇場管弦楽団が掛川でコンサートを開いたのが契機。

### 日本国内
姉妹都市
- 奥州市（岩手県）[20]
  - 1985年（昭和60年）8月16日 - 旧大東町と旧胆沢町が姉妹都市提携
  - 2007年（平成19年） - 災害時相互応援に関する協定締結[20]
  - 2010年（平成22年）2月13日 - 姉妹都市協定締結[20]

ともに「教育に力を入れたまちづくり」を掲げていたことから、旧大東町と旧胆沢町が姉妹都市提携。児童・生徒の作品交換や物産交流、住民交流などを行っていた。市町村合併による両町の消滅により一時は提携が見直されたものの、地区間の交流は継続。また、合併後に結ばれた「災害時相互応援に関する協定」により岩手・宮城内陸地震（2008年6月）、駿河湾地震（2009年8月）で相互に支援が行われたことを契機として、姉妹都市提携を行う機運が高まった。

### その他
- 一豊公&千代様サミット

山内一豊と千代(見性院)との関係が深い市町および関係を大切にしている市町の集まりに参加している。1994年から2007年まで毎年開催。
2006年に大河ドラマ「功名が辻」が放映され、一定の成果を収めたことから、翌2007年より民間主導に切り替えられた。
※関連リンク：山内一豊、千代（見性院）
TASKIプロジェクト(中部環境先進5市サミット)
Tajimi、Anjo、Shinshiro、Kakegawa、Iidaの5都市の頭文字から｢TASKI｣
- 多治見市（岐阜県）
- 安城市（愛知県）
- 新城市（愛知県）
- 掛川市（静岡県）
- 飯田市（長野県）

大東サミット
- 大阪府大東市
- 岩手県東磐井郡大東町（現・一関市）
- 島根県大原郡大東町（現・雲南市）

旧大東町が1986年より同名の市町と地域活性化・交流のためのサミットを毎年開催していたが、平成の大合併により「大東」の名称が大東市のみとなるため、2004年に解散。
その他
- 外国人集住都市会議
静岡県浜松市が中心に呼びかけ、日本国内の外国人が多く住む自治体や国際交流協会などが集まり、外国人住民が多数居住する都市の行政と地域の国際交流のために設立された組織。

## 産業

### 農業

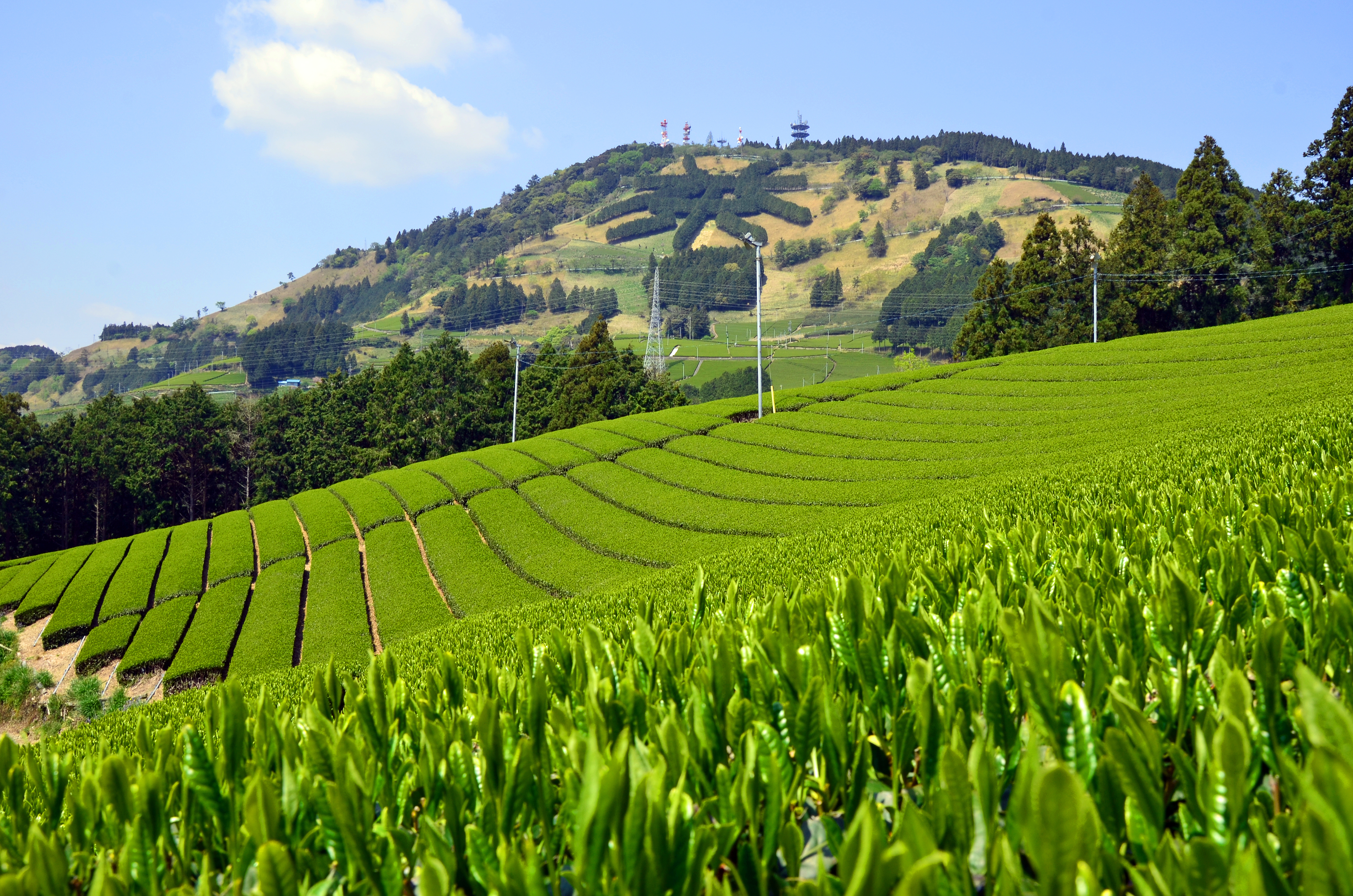
掛川市の茶園の新芽

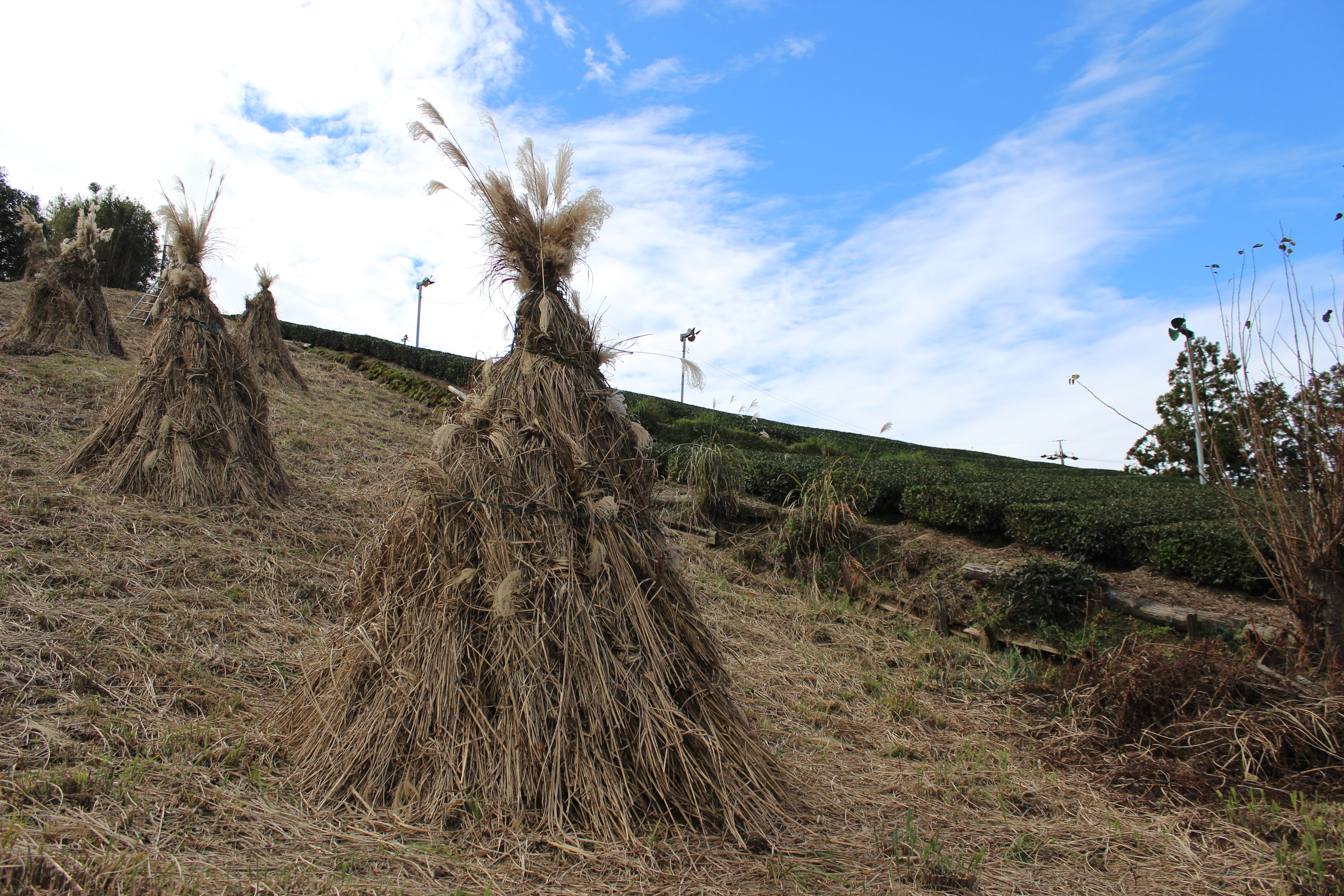
掛川市の茶園の「かっぽし」

全国最大規模の茶の栽培地であり、緑茶を用いた土産物も多い。「全国お茶まつり」の「全国茶品評会」では、掛川市が深蒸し煎茶部門の産地賞を受賞し続けており、2007年現在で三連覇中である。2006年に日本茶で初めてモンドセレクションで丸山製茶の「茶師名人」が金賞を受賞し、2008年までに3年連続受賞（2008年は最高金賞受賞）している。また、市内に本社を置く佐々木製茶が煎茶「静岡の誉」をモンドセレクションに出品し、2008年に特別金賞を受賞している。このように、市内の緑茶に対する評価は総じて高いとされている。なお、掛川茶振興協会による緑茶の産地表示は、下記の通りである。
掛川産掛川茶
掛川市内で生産された荒茶を100%使用した商品。
掛川茶
掛川市内と、同市に隣接する境界地域で生産された荒茶を100%使用した商品。
ただし、境界地域の荒茶を使用する場合、市内産の荒茶を50%以上含有しなければならない。
（※「境界地域」とは、市境に隣接して気候や土質、地形、栽培管理、製造方法などが市内と同様の地域。）
茶以外では、メロン、いちご、トマト、バラ、芽キャベツの栽培が盛んである。

### 工業
製造品出荷額は約1兆1147億円（工業統計表、2018年）であり、静岡県内では浜松市、磐田市、静岡市に次いで4位である。
主要な品目は、ADSL機器、ファクシミリ、化粧品、アップライトピアノ、自動車部品、携帯電話など。
市内に立地する工業団地には掛川東部工業団地「エコポリス」、新エコポリス工業団地、上土方工業団地などがある。

### 商業

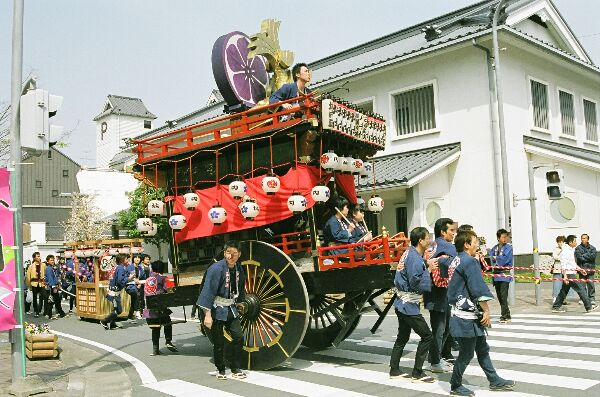
旧城下町にて山車を曳き回す掛川祭

掛川市（旧掛川地区）の商圏人口は278,750人（静岡県消費動向調査、2006年）であり、静岡県西部地区における最大商圏の浜松（旧浜松市）に次ぐ規模である。また掛川市は浜松商圏（掛川市全域）、袋井商圏（大東地区を除く）に含まれる。
掛川駅北口周辺に商店街、飲食店街が集積し中心市街地を形成する。掛川市中心市街地活性化基本計画では、中心市街地は大手町、連雀、肴町、中町、緑町、瓦町、紺屋町、栄町、研屋町、城内、松尾の11町と定義しており、この範囲には掛川城、大日本報徳社などの歴史・文化施設群も含まれる。
平成期には市街地の空洞化が進行し、商業機能は大池地区（アピタ掛川店・バロー掛川店など）、西郷地区（しずてつ掛川ショッピングセンター「Sプラザ」など）など郊外に分散している。また大東地区には大東ショッピングプラザ「ピア」、大須賀地区にはロックタウン大須賀などの郊外型ショッピングセンターがある。

#### 市街地の建設規制

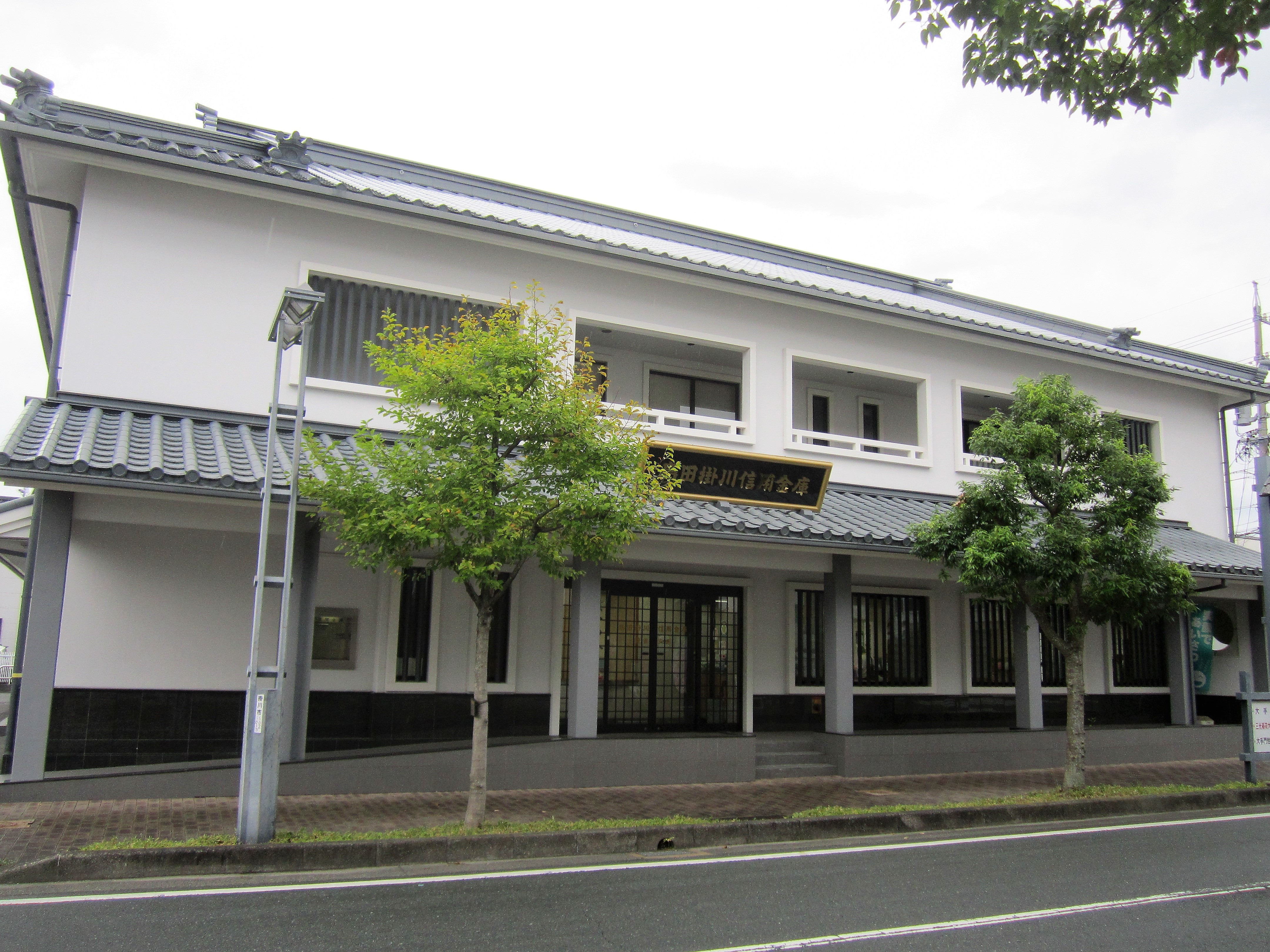
城下町風の外観を見せる島田掛川信用金庫連雀支店

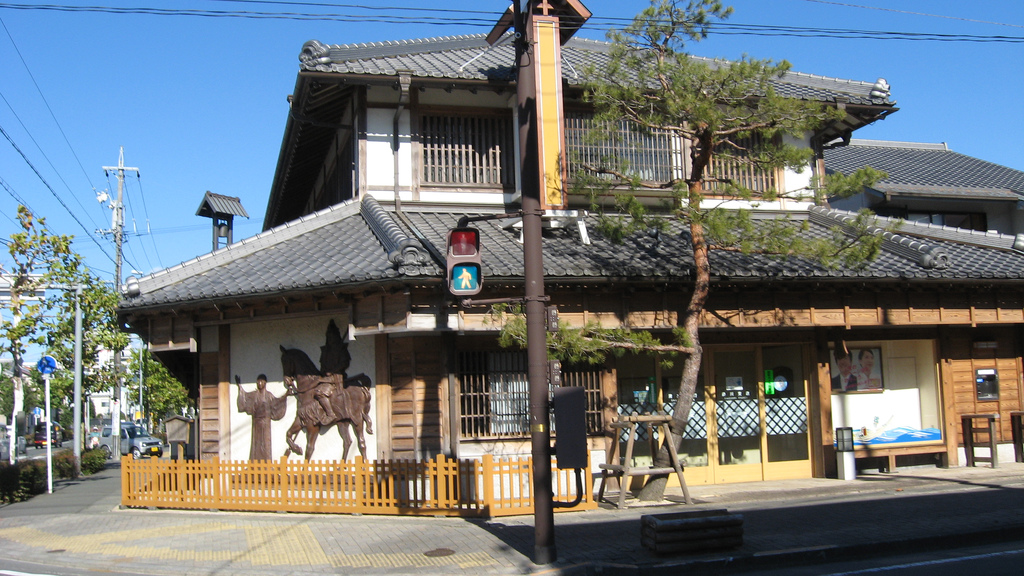
城下町風の外観を見せる清水銀行掛川支店

掛川城の周辺では人力車が運行され、自動販売機にまで「なまこ壁」があしらわれており、旧城下町らしい街並が整備されている。地区計画による城下町風街づくりの規制に、以下の物がある。
建物の用途
葛川下俣線、駅前通り線、掛川駅大手線に面する建物の一階は、店鋪などの用途に限定する。
建物の壁面の位置
都市計画道路の道路境界から1m以上離す。
建物の高さ制限
高度利用地区以外の軒の高さ制限は15m。
建物の形態
道路に面する部分は城下町風のイメージで統一。
塔、屋外階段、付属する建物は主建物と一体化。
外壁は白、黒、自然素材色。
見え掛かり部分は石張り。
附帯設備
道路、公園からの景観を妨げない位置に設置。
広告物
屋外広告物は城下町風のイメージに調和させる。屋上広告塔は全面禁止。

### 主な企業
- NECプラットフォームズ株式会社掛川事業所（旧・NECアクセステクニカ、本社：東京都千代田区）
- 遠州夢咲農業協同組合（JA遠州夢咲・本店：静岡県菊川市）
- オスラム・メルコ株式会社（本社：横浜市西区）
- 掛川市農業協同組合（JA掛川市）
- カワサキ機工株式会社 本部・技術センター　（本社：島田市）
- 株式会社キャタラー
- コーニングジャパン株式会社（本社：東京都港区）
- 株式会社資生堂（本社：東京都中央区）
- 資生堂企業資料館
- 島田掛川信用金庫
- スズキ株式会社 大須賀工場 （本社:浜松市南区）
- 社団法人大日本報徳社
- 株式会社たこ満（本社：菊川市、本店：掛川市）
- 千歳産業株式会社
- 株式会社土井酒造場
- トリンプ・インターナショナル・ジャパン株式会社（本社：東京都大田区）
- パナソニック モバイルコミュニケーションズ株式会社（本社：横浜市都筑区）
- 株式会社古田屋
- 株式会社山下工業研究所（ブランド名「Ko-ken」。ソケットレンチの世界3大メーカーの1社）
- ヤマハ株式会社（本社：浜松市）ピアノ生産拠点を浜松から掛川に集約している。
- ヤマハモーターエレトニクス株式会社 大須賀工場 （本社:周智郡森町）
- ヤマハモーターハイドロリックシステム株式会社 （本社:周智郡森町/本社が掛川市のヤマハモーターパワープロダダツク株式会社から事業を分離独立した会社ではあるが掛川市とは直接的には関係しない。）
- ヤマハモーターパワープロダクツ株式会社

## 関連組織

### 一部事務組合
- 太田川原野谷川治水水防組合
- 東遠広域施設組合
- 小笠老人ホーム施設組合
- 浅羽地域湛水防除施設組合
- 東遠学園組合
- 東遠地区聖苑組合
- 静岡県大井川広域水道事業団
- 中東遠看護専門学校組合
- 掛川市・菊川市衛生施設組合

### 第三セクター

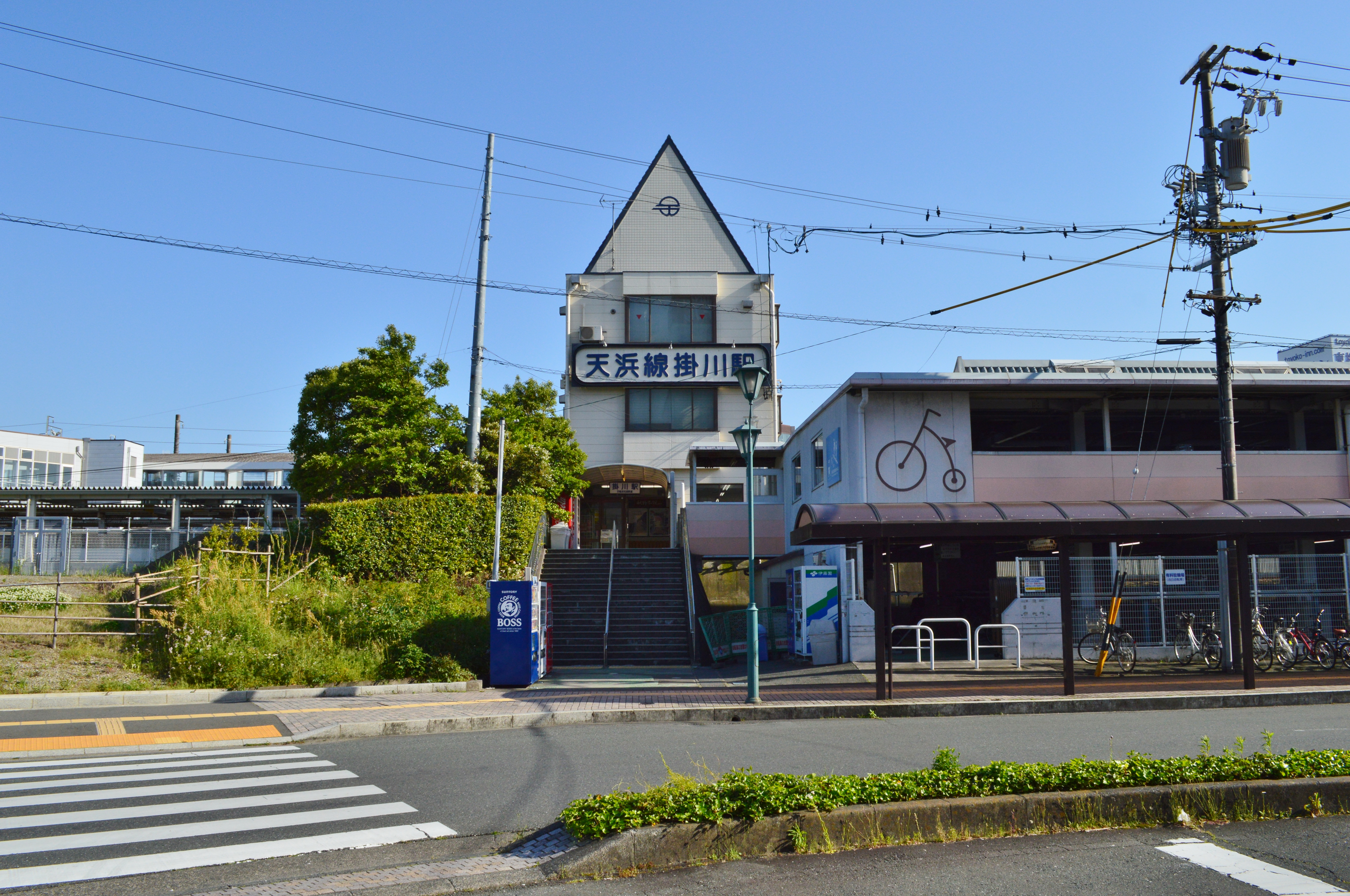
第三セクターが運営する天竜浜名湖鉄道天竜浜名湖線掛川駅

- 株式会社東遠青果流通センター
- 株式会社東遠水産物流通センター
- 天竜浜名湖鉄道株式会社
- 株式会社これっしかどころ
- 牧之原総合開発株式会社
- 小笠山麓開発株式会社
- 株式会社オレゴン生涯学習村
- 株式会社緑茶人間科学研究所
- 株式会社森の都ならここ
- かけがわ街づくり株式会社
- 株式会社道の駅掛川
- 株式会社大東マリーナ

## 教育

### 専門職大学
- 静岡県立農林環境専門職大学 掛川機械研修場

### 専修学校
- 静岡アルス美容専門学校

### 高等学校

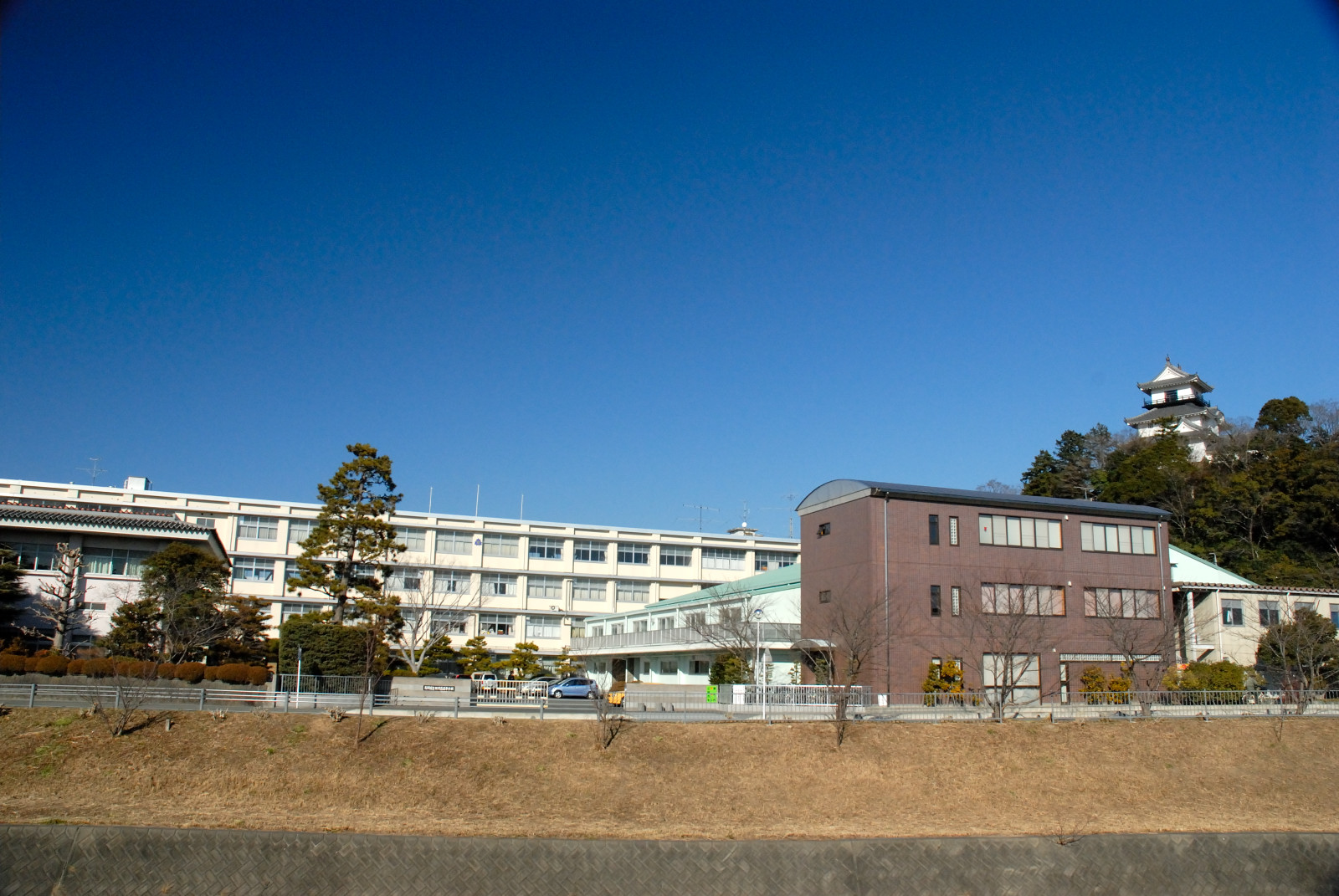
静岡県立掛川西高等学校と掛川城

- 静岡県立掛川西高等学校
- 静岡県立掛川工業高等学校
- 静岡県立掛川東高等学校
- 静岡県立横須賀高等学校
- 静岡アルス美容専門学校 高等課程

### 中学校

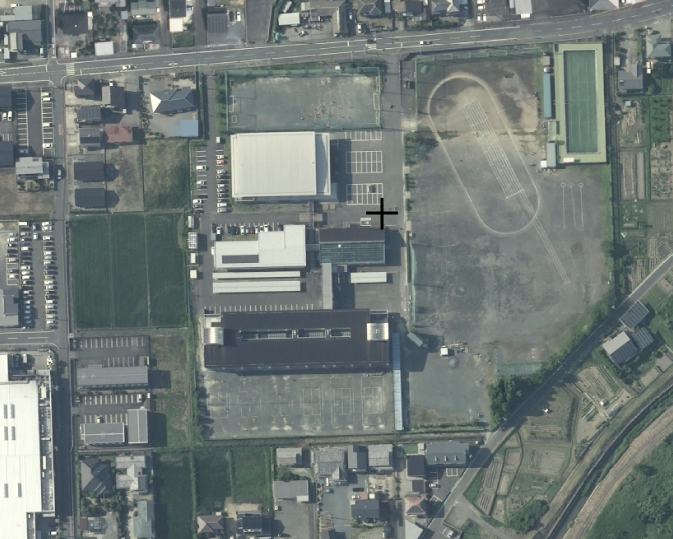
掛川市立北中学校の航空写真

- 掛川市立西中学校
- 掛川市立東中学校
- 掛川市立北中学校
- 掛川市立栄川中学校
- 掛川市立桜が丘中学校
- 掛川市立原野谷中学校
- 掛川市立大浜中学校
- 掛川市立城東中学校
- 掛川市立大須賀中学校

### 小学校

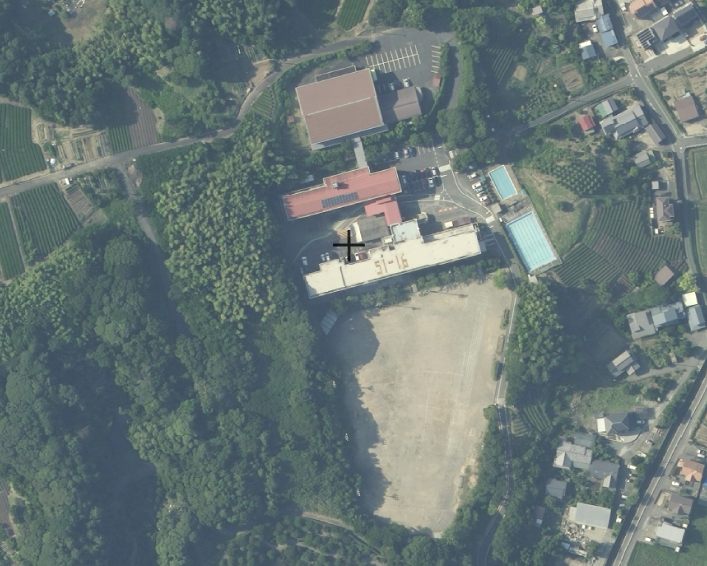
掛川市立城北小学校の航空写真

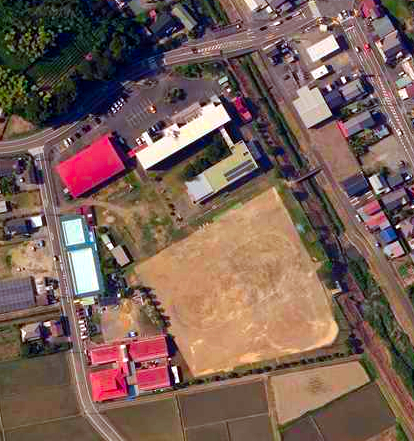
掛川市立佐束小学校の航空写真

- 掛川市立中央小学校
- 掛川市立第一小学校
- 掛川市立第二小学校
- 掛川市立城北小学校
- 掛川市立倉真小学校
- 掛川市立原泉小学校
- 掛川市立西郷小学校
- 掛川市立西山口小学校
- 掛川市立東山口小学校
- 掛川市立日坂小学校
- 掛川市立曽我小学校
- 掛川市立桜木小学校
- 掛川市立和田岡小学校
- 掛川市立原谷小学校
- 掛川市立原田小学校
- 掛川市立上内田小学校
- 掛川市立大坂小学校
- 掛川市立千浜小学校
- 掛川市立土方小学校
- 掛川市立中小学校
- 掛川市立佐束小学校
- 掛川市立横須賀小学校
- 掛川市立大渕小学校

### 特別支援学校

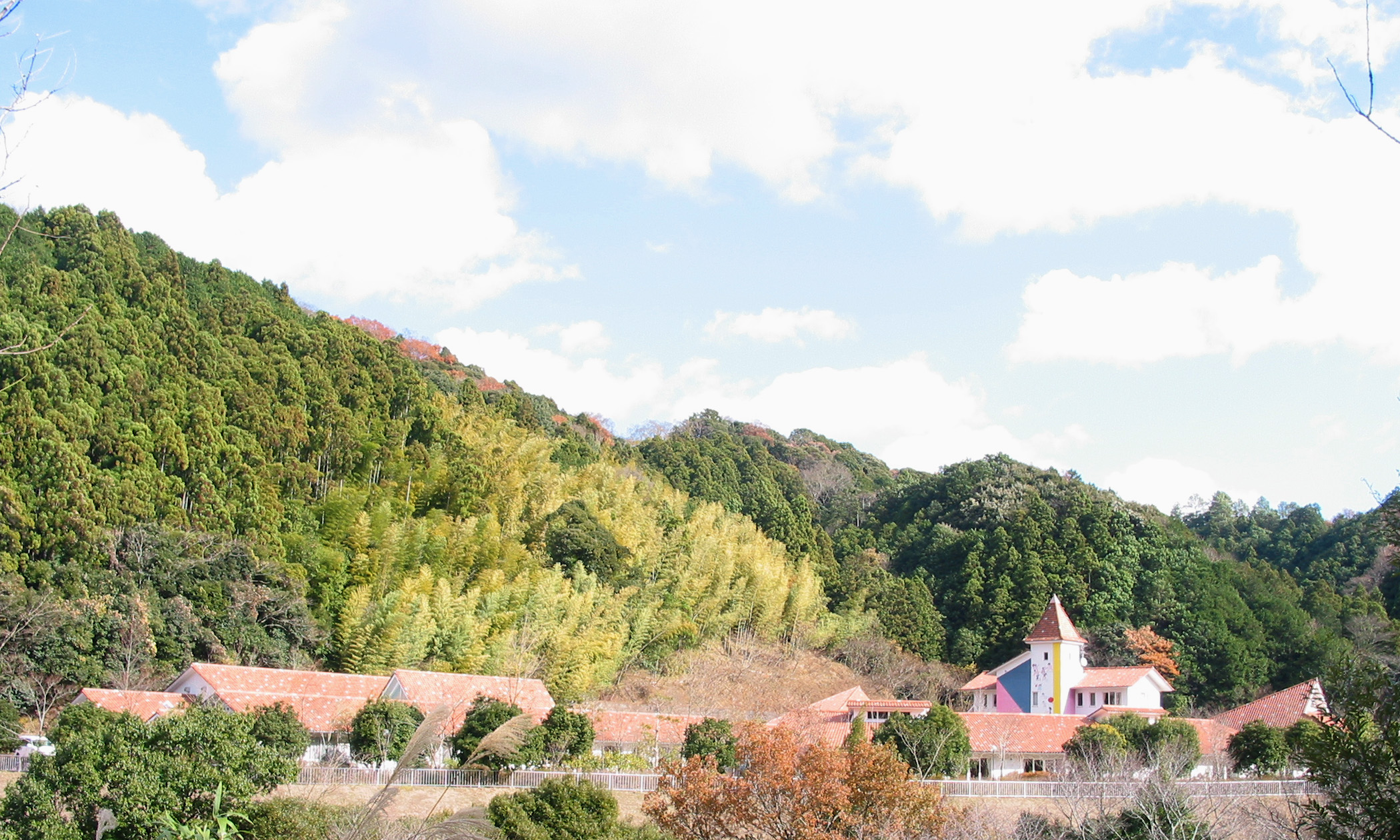
特別支援学校ねむの木

- 静岡県立掛川特別支援学校
- 特別支援学校ねむの木

### 幼稚園
- 掛川市立さかがわ幼稚園
- 掛川市立乳幼児センターすこやか幼稚園部
- 掛川市立掛川幼稚園
- 掛川市立三笠幼稚園
- 掛川市立土方幼稚園
- 掛川市立佐束幼稚園
- 掛川市立中幼稚園
- 掛川市立大坂幼稚園
- 掛川市立千浜幼稚園
- 掛川市立睦浜幼稚園
- 掛川市立横須賀幼稚園
- 掛川市立大渕幼稚園
- 智光幼稚園
- くるみ幼稚園
- こども広場あんり幼稚園部
- 子育てセンターひだまり幼稚園部
- 掛川こども園幼稚園部
- 子育てセンターさやのもり幼稚園部

### 学校教育以外の施設
職業訓練施設
- 小笠高等職業訓練校（小笠建築合同組合による認定職業訓練）

保育所
- 掛川市立西保育園
- 掛川市立乳幼児センターすこやか保育園部
- 掛川聖マリア保育園
- こども広場あんり保育園部
- 宮脇保育園
- 子育てセンターさやのもり保育園部
- 子育てセンターひだまり保育園部

- 掛川こども園保育園部
- 桜木保育園
- 千浜保育園
- 大坂保育園
- 城東保育園
- よこすか保育園
- おおぶち保育園

## 地域

### 方言
市内全域で遠州弁が話されている。また、旧遠江国に属しながらも、大井川を越えた旧駿河国に程近いという位置から、一部では静岡弁（駿河弁）も話されており、遠州弁と静岡弁の混在したアクセントも見受けられる。

### 祭事

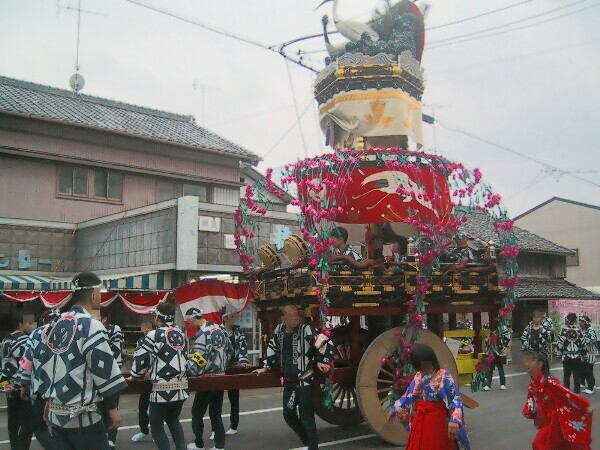
享保年間頃から始まったとされる遠州横須賀三熊野神社大祭（静岡県の無形民俗文化財）

市内に所在する各神社を中心に、さまざまな祭礼が行われている。観光客が多く訪れる祭礼としては、遠州横須賀三熊野神社大祭や掛川祭などが知られている。これらの祭礼では二輪屋台が用いられ、一本柱万度型、掛川型、日坂型など、祭りが開催される地域によりさまざまな形状がある。

### 食
郷土料理としては、「いも汁」が挙げられる。とろろは静岡県を代表する郷土料理の一つであるが掛川では一般にいも汁と呼ばれる。自生したヤマノイモをすりおろし、すり鉢でこねながら、鯖出汁の味噌汁で伸ばし、これをご飯に掛けて食べる。薬味としてすりおろした生姜、刻みネギ（わけぎ）を添える。
B級グルメとしては、かつて掛川市から浜松市にかけての地域で広く食べられていた「酢味噌の素麺」が挙げられる。2000年代以降、B級グルメの一品として再評価がなされ、酢味噌の素麺が再び注目され始めている。
ご当地グルメとしては、掛川商工会議所「大河ドラマを生かす会」の呼びかけで制定された「お千代御膳」が挙げられる。以下の条件さえ満たせばそれ以外は制限がないため、刺身、てんぷら、鰻の蒲焼きなど多彩な品を添えた各店独自のメニューが市内各所で楽しめる。
お千代御膳の定義
- 特産の緑茶を使用した茶飯。
- 千代（見性院）が十両で名馬を購入した伝承に基づき、小判に見立てた卵焼き。
- 地元の野菜を使用した煮物。
- 果物。
- 1590年に山内一豊が掛川城主になった事から、価格は1590円以上。

### 通信
市内全域がNTT西日本静岡支店の営業区域である。市外局番は市の大半の地域で0537であるが、市南西部の本谷地区、山崎地区は0538である。

### 交流

#### 地域SNS
掛川市役所が、地域ソーシャル・ネットワーキング・サービス（SNS）用のウェブサイトとして「e-じゃん掛川」を開設した。掛川市役所IT政策課情報化推進係を中心として運営が行われている。さまざまなコミュニティが存在し、地域住民間の交流を深める狙いがある。2006年12月現在、SNSへの会員登録は市民以外にも開放されており、会員からの招待がなくても登録可能である。

### 医療

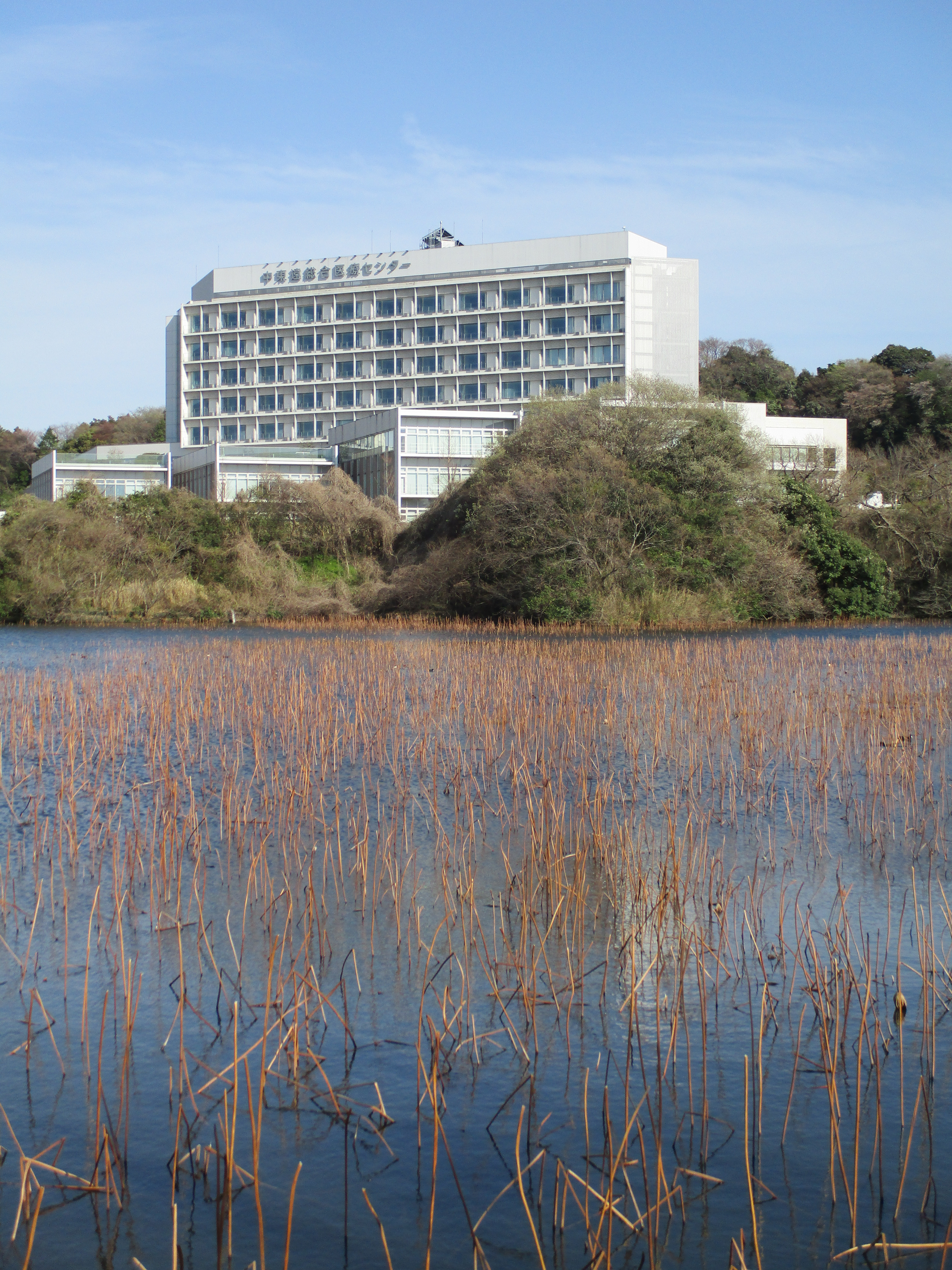
掛川市・袋井市病院企業団立中東遠総合医療センター（奥）と居沼池（手前）

市内全域で医薬分業が浸透している。特に、掛川市立総合病院では、処方箋を処方箋薬局に対しファックスで送信するサービスを実施しているため、かかりつけ薬局に行けば、即時に薬を受け取る事ができる。2000年代後半からは、薬局での処方内容を記録する手帳（いわゆる「お薬手帳」）に、病院・診療所、歯科医院での診察内容も併せて記録する試みが始まっており、医師、歯科医師、薬剤師間での情報共有が進められている。
医師不足や病院設備の老朽化が課題となっており、2013年5月1日に袋井市と共同で新病院「掛川市・袋井市病院企業団立中東遠総合医療センター」を掛川市菖蒲ヶ池に開院した。複数の市立病院の統合は全国初の事例となる。また、予測される東海地震の想定震源域であることから、事業継続計画に対応した病院としても注目されている。旧病院跡地は医療・福祉関連施設として利用される予定。

### ガス
市内中心部では、静岡ガス系の都市ガス会社、中遠ガスによって都市ガス（13A、熱量46MJ）が供給されている。郊外では戸別または集中方式によるLPガスを使用している。

### 自然環境
マイバッグ運動が展開されており、2007年から市内全域のスーパーマーケットでレジ袋が有料化された。環境保護を目的とする基金「掛川市環境基金」を市が設立し、環境保護活動に取り組んでいる。市内の企業から提供されたリサイクル資源を環境保護団体「掛川エコ・ネットワーキング」に販売させ、その収益を基金に積み立て環境対策に充当している。また、市民有志によりマイバッグ運動のテーマ曲『いつも持っているマイバッグ』が作成され、掛川市役所の公式ウェブサイトやマイバッグ運動に参加する各店舗で流されている。
歌詞、および、メロディーは『マイバッグソング』を参照。

## 市内の町丁・大字
- 葵町[27]
- 青葉台[27]
- 秋葉路[27]
- 上張[27]
- 旭ケ丘[27]
- 旭台[27]
- 安養寺[27]
- 家代[27]
- 家代の里[27]
- 居尻[27]
- 板沢[27]
- 今滝[27]
- 入山瀬[27]
- 岩滑[27]
- 印内[27]
- 梅橋[27]
- 駅前[27]
- 大池[27]
- 大坂[27]
- 大多郎[27]
- 大坪台[27]
- 大野[27]
- 大渕[27]
- 大和田[27]
- 岡津[27]
- 沖之須[27]
- 小鷹町[27]
- 小貫[27]
- 海戸[28]
- 各和[28]
- 掛川[28]
- 葛ケ丘[28]
- 金城[28]
- 上内田[28]
- 上西郷[28]
- 上垂木[28]
- 上西之谷[28]
- 上土方[28]
- 上土方落合[28]
- 上土方工業団地[28]
- 上土方旦付新田[28]
- 上土方嶺向[28]
- 上屋敷[28]
- 亀の甲[28]
- 川久保[28]
- 岩井寺[28]
- 菊浜[28]
- 北池新田[28]
- 北門[28]
- 喜町[28]
- 清崎[28]
- 葛川[28]
- 国包[28]
- 国安[28]
- 久保[28]
- 倉真[28]
- 黒田[28]
- 黒俣[28]
- 結縁寺[28]
- 高御所[28]
- 紺屋町[28]
- 光陽[28]
- 紅葉台[28]
- 子隣[28]
- 小原子[28]
- 御所原[28]
- 五明[28]
- 細田[29]
- 逆川[29]
- 坂里[29]
- 肴町[29]
- 佐夜鹿[29]
- 沢田[29]
- 塩町[29]
- 篠場[29]
- 下西郷[29]
- 下垂木[29]
- 下土方[29]
- 下俣[29]
- 下俣南[29]
- 菖蒲ヶ池[29]
- 城下[29]
- 城西[29]
- 十九首[29]
- 城北[29]
- 杉谷[29]
- 杉谷南[29]
- 炭焼[29]
- 千羽[29]
- 薗ケ谷[29]
- 高瀬[30]
- 高田[30]
- 満水[30]
- 丹間[30]
- 淡陽[30]
- 伊達方[30]
- 千浜[30]
- 中央[30]
- 中央高町[30]
- 寺島[30]
- 天王町[30]
- 徳泉[30]
- 富部[30]
- 中[31]
- 中宿[31]
- 中西之谷[31]
- 中方[31]
- 中町[31]
- 長谷[31]
- 七日町[31]
- 成滝[31]
- 西大渕[31]
- 西之谷[31]
- 西山[31]
- 日坂[31]
- 仁藤[31]
- 仁藤町[31]
- 萩間[32]
- 幡鎌[32]
- 初馬[32]
- 浜川新田[32]
- 浜野[32]
- 浜野新田[32]
- 原川[32]
- 原里[32]
- 孕石[32]
- 東山[32]
- 久居島[32]
- 平島[32]
- 平野[32]
- 二瀬川[32]
- 細谷[32]
- 本郷[32]
- 本所[32]
- 水垂[33]
- 三俣[33]
- 緑ケ丘[33]
- 南[33]
- 南西郷[33]
- 宮脇[33]
- 八坂[34]
- 矢崎町[34]
- 柳町[34]
- 谷の口町[34]
- 山崎[34]
- 弥生町[34]
- 遊家[34]
- 洋望台[34]
- 横須賀[34]
- 吉岡[34]
- 領家[35]
- 連雀[35]
- 和光[36]
- 和田[36]

## 思想

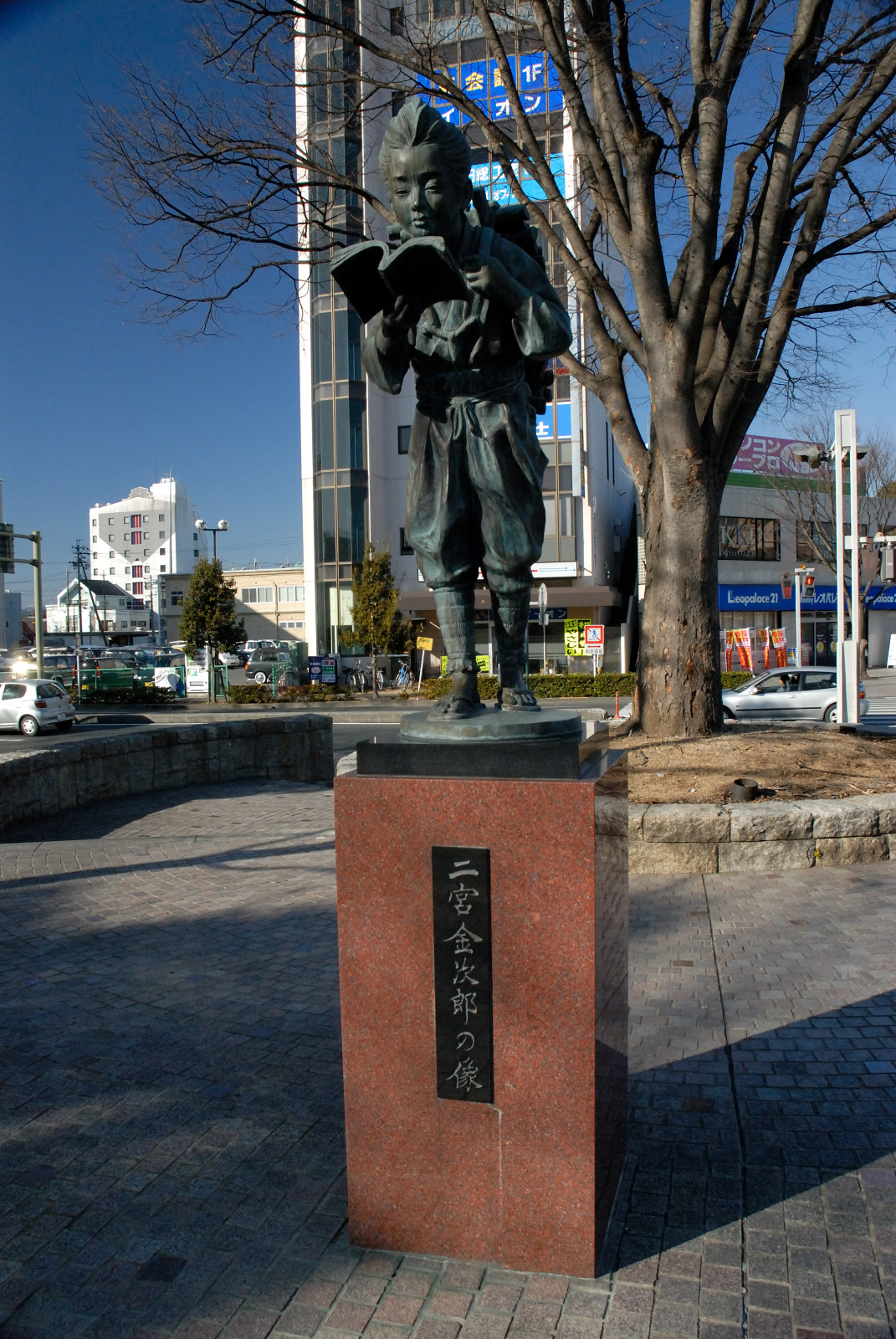
掛川駅前の二宮金次郎像

### 報徳思想
二宮尊徳（幼名二宮金次郎）とその弟子たちが提唱した経済学説・農村復興運動「報徳思想」が盛んである。二宮尊徳の弟子たちによって遠州地方に報徳思想が説かれ、遠江国報徳社（後の大日本報徳社）社長岡田良一郎（1839年 - 1915年）が、全国初の信用金庫である島田掛川信用金庫の前身「勧業資金積立組合」や、静岡県立掛川西高等学校の前身「冀北学舎」を設立した。
現在では全国団体である公益社団法人大日本報徳社が掛川に置かれ、各地、各事業所の報徳社（社団法人）を統括している。
掛川駅北口には、明治天皇愛蔵の二宮金次郎立像（2005年現在、明治神宮蔵）を模した二宮金次郎像が建立されている。
遠州地方から起業家が多く輩出される理由として、一説には浜松を中心とした「やらまいか精神」と、掛川を中心とした報徳思想が起業家に大きな影響を与えたためとされる。
報徳思想は、あくまで農村復興運動や、幕府や藩の財政再建などの理論的支柱となった経済学説である。希に混同されるが、あくまで学説・思想であり、宗教宗派などとは一切関係が無い。そのため、全国各地の報徳社も宗教法人ではなく社団法人である。

### 生涯学習

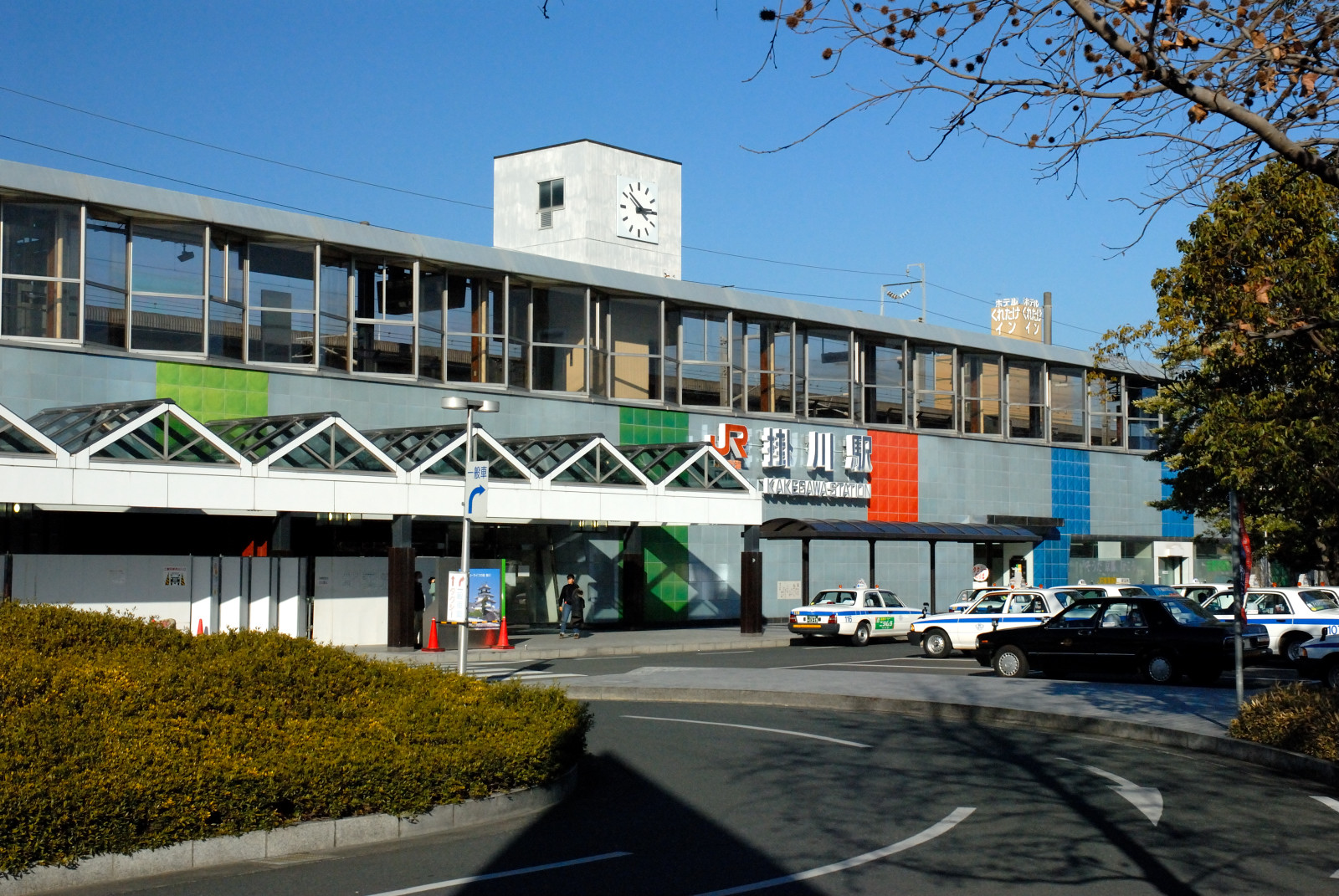
30億円の募金を募り誘致に成功したJR東海道新幹線掛川駅

旧掛川市長の榛村純一が、生涯学習と都市造りを結び付け、全国初の「生涯学習都市宣言」を行った。（2005年の新設合併によって失効）
向都離村の社会が地域と両親を否定するとの考えに立ち、土地条例、30億円の市民募金による東海道新幹線掛川駅建設など、生涯学習をキーワードとし、様々な市の事業と有機的に結び付けた。

### スローライフ
掛川市（旧制）市長榛村純一は、7選目の市長選（2001年）に際して、スローライフを公約に掲げた。
2002年11月に「スローライフ月間 in 掛川」が開催され、国土交通省都市・地域整備局長澤井英一、千葉大学法経学部教授新藤宗幸、ジャーナリスト筑紫哲也、榛村市長、地域活性化研究所代表川島正英によるシンポジウムが行われた。
（旧）市制50周年を機に、ファストフードに代表されるライフスタイルやモータリゼーションに対して異議を唱え、勤労・分度・推譲を重視する報徳思想と絡めた、「歩行文化・スローライフ・報徳文化都市宣言」を行った（2004年4月）。スローライフシティを宣言した都市は、掛川が全国初である。

## 交通

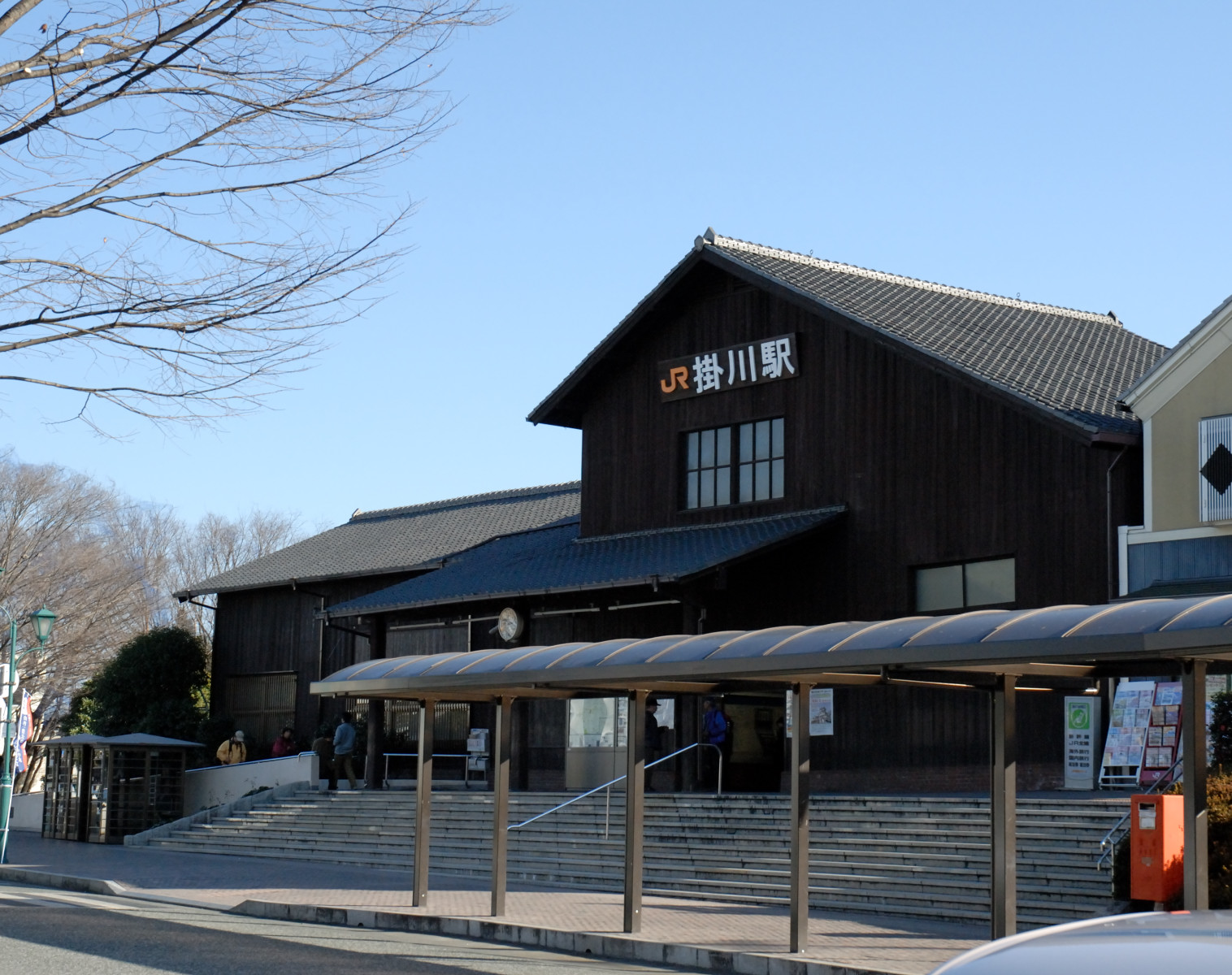
『名門!多古西応援団』、『シュート!』、『水色時代』等で舞台ともなった掛川駅

東海道新幹線、東海道本線、東名高速道路、国道1号といった国土の大動脈が市街地中心部を横断しており、都市間交通、広域交通は比較的充実しているといえる。しかし、地域間交通、特に南北方向の交通整備はやや遅れており、改善のためにコミュニティバス路線の拡充、また合併特例事業として掛川市街地と大東・大須賀市街地及び新東名高速道路森掛川ICを結ぶ南北縦貫道路・東西環状線の建設などの施策が行われている。

### 鉄道路線
中心駅：掛川駅
東海旅客鉄道（JR東海）
- 東海道新幹線 :（静岡市葵区）- 掛川駅 -（浜松市中央区）
- CA 東海道本線：（菊川市）- 掛川駅 -（袋井市）

天竜浜名湖鉄道（THR）
- ■天竜浜名湖線：掛川駅 - 掛川市役所前駅 - 西掛川駅 - 桜木駅 - いこいの広場駅 - 細谷駅 - 原谷駅 - 原田駅 -（森町）

#### 廃止路線
かつては海岸部を静岡鉄道駿遠線が走っていた。1914年に中遠鉄道として開業し、1967年8月に廃止された。
静岡鉄道（静鉄）
- 駿遠線（廃止）：千浜駅 - 国安海岸駅 - 西千浜駅 - 新三俣駅 - 南大坂駅 - 谷口駅 - 野賀駅 - 野中駅 - 河原町駅 - 新横須賀駅 - 七軒町駅 - 石津駅

### バス路線

#### 一般路線バス
- しずてつジャストライン（掛川・大東地区）
  - 掛川大東浜岡線
  - 掛川東高線
- 秋葉バスサービス（大須賀・大東地区）

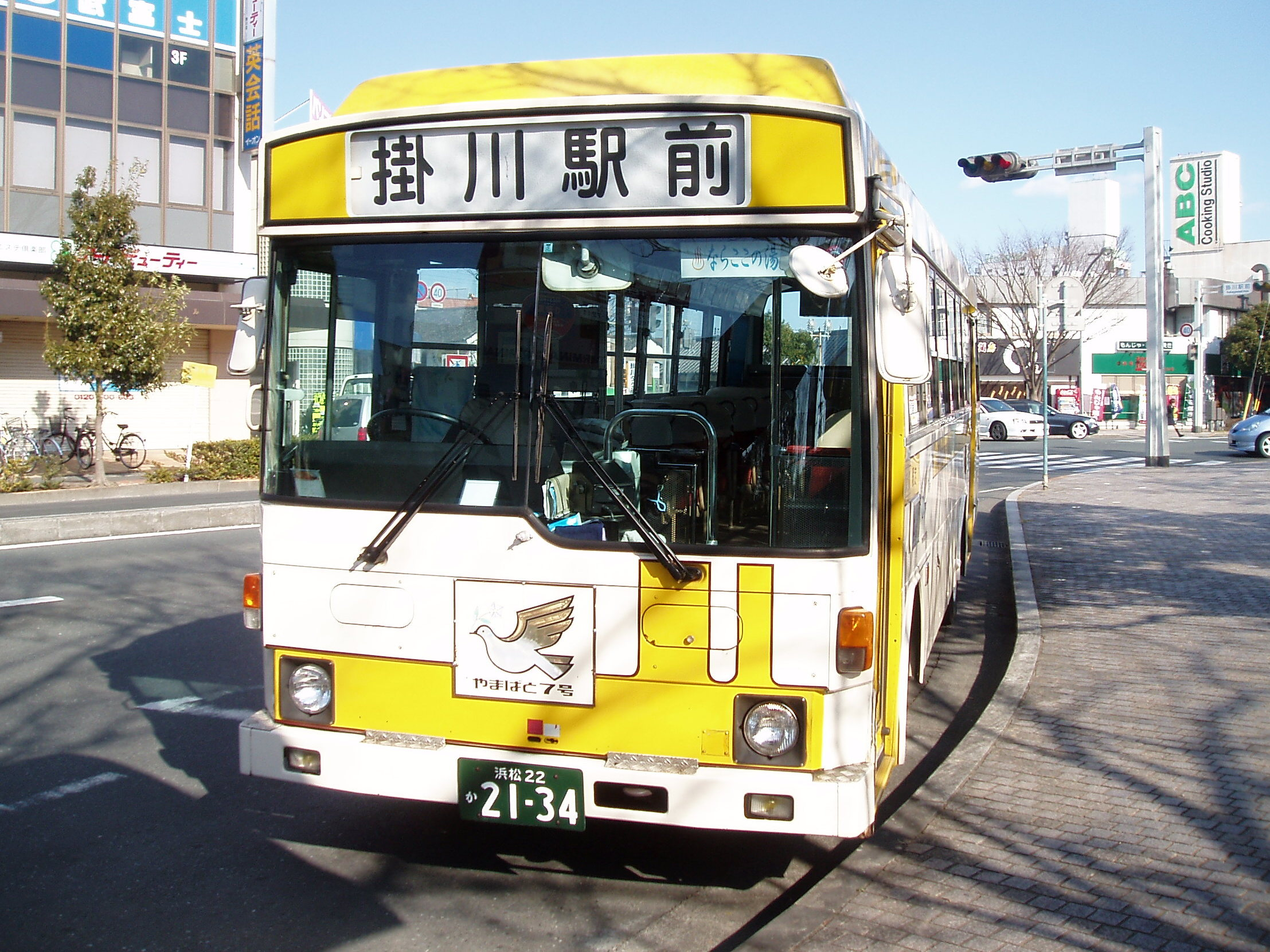
掛川バスサービスの運行する路線バス

  - 秋葉中遠線（2006年10月 - ）（大東支所まで）

#### コミュニティバス

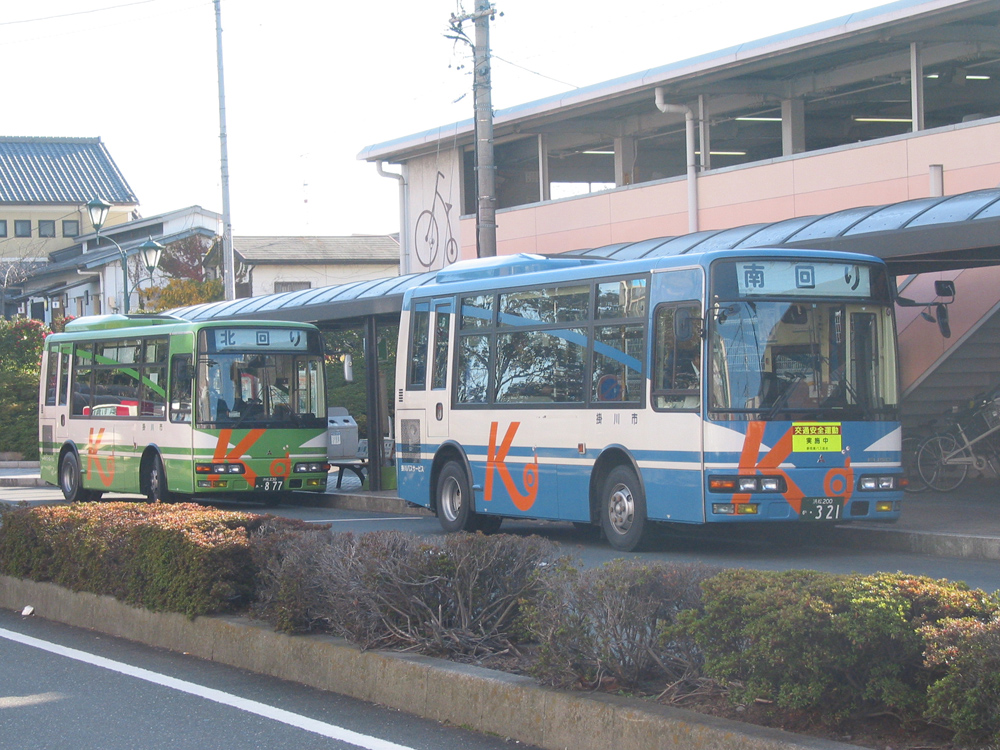
掛川市自主運行バス

- 掛川市自主運行バス（2003年5月20日 - ）
  - 桜木線
  - 居尻線
  - 粟本線
  - 倉真線
  - 東山線
  - 市街地循環線 北回り
  - 市街地循環線 南回り
  - 掛川大須賀線（2018年10月1日 - ）
- デマンド型乗合タクシー
  - 曽我・和田岡ふれあいタクシー
  - 大須賀ふれあいタクシー
  - 満水ふれあいタクシー
- 生活支援車（乗車は利用登録済みの住民のみ）
  - 中地区
  - 原田地区（友愛はらだ号）
  - 佐束地区
  - 倉真地区
  - 東山口地区

#### 高速バス・空港アクセスバス
- ジェイアール東海バス及び共同運行事業者
  - 東名ハイウェイバス：東名掛川 - 東名岡津（1969年6月10日 - ）
  - ドリーム静岡・浜松号：東名掛川 - 掛川駅南口（2007年12月1日 - ）
  - 京阪神ドリーム静岡号：掛川駅南口（2007年12月20日 - ）
- 遠州鉄道
  - 「e-wing」中部国際空港線：掛川インター駐車場 - 掛川駅南口（2006年5月8日 - ）

### 主な道路

#### 国道

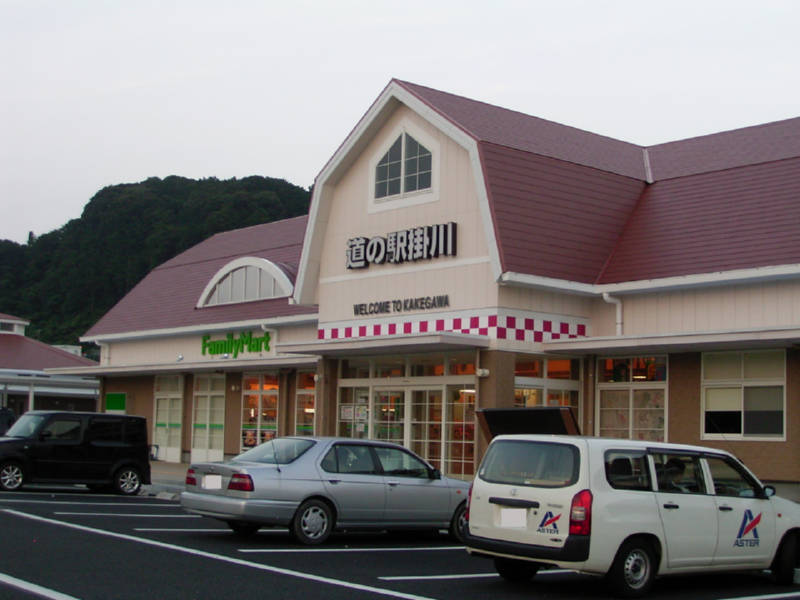
日坂バイパスに設置された道の駅掛川

##### 高速自動車国道
- 東名高速道路（第一東海自動車道）：掛川IC - 小笠PA
- 新東名高速道路（第二東海自動車道）：掛川PA - 森掛川IC

##### 一般国道
- 国道1号
- 島田金谷バイパス：小夜の中山TN
- 日坂バイパス：日坂IC - 道の駅掛川 - 八坂IC
- 掛川バイパス：八坂IC - 千羽IC - 宮脇IC - 西郷IC - 大池IC - 沢田IC
- 袋井バイパス：沢田IC
- 国道150号

#### 県道

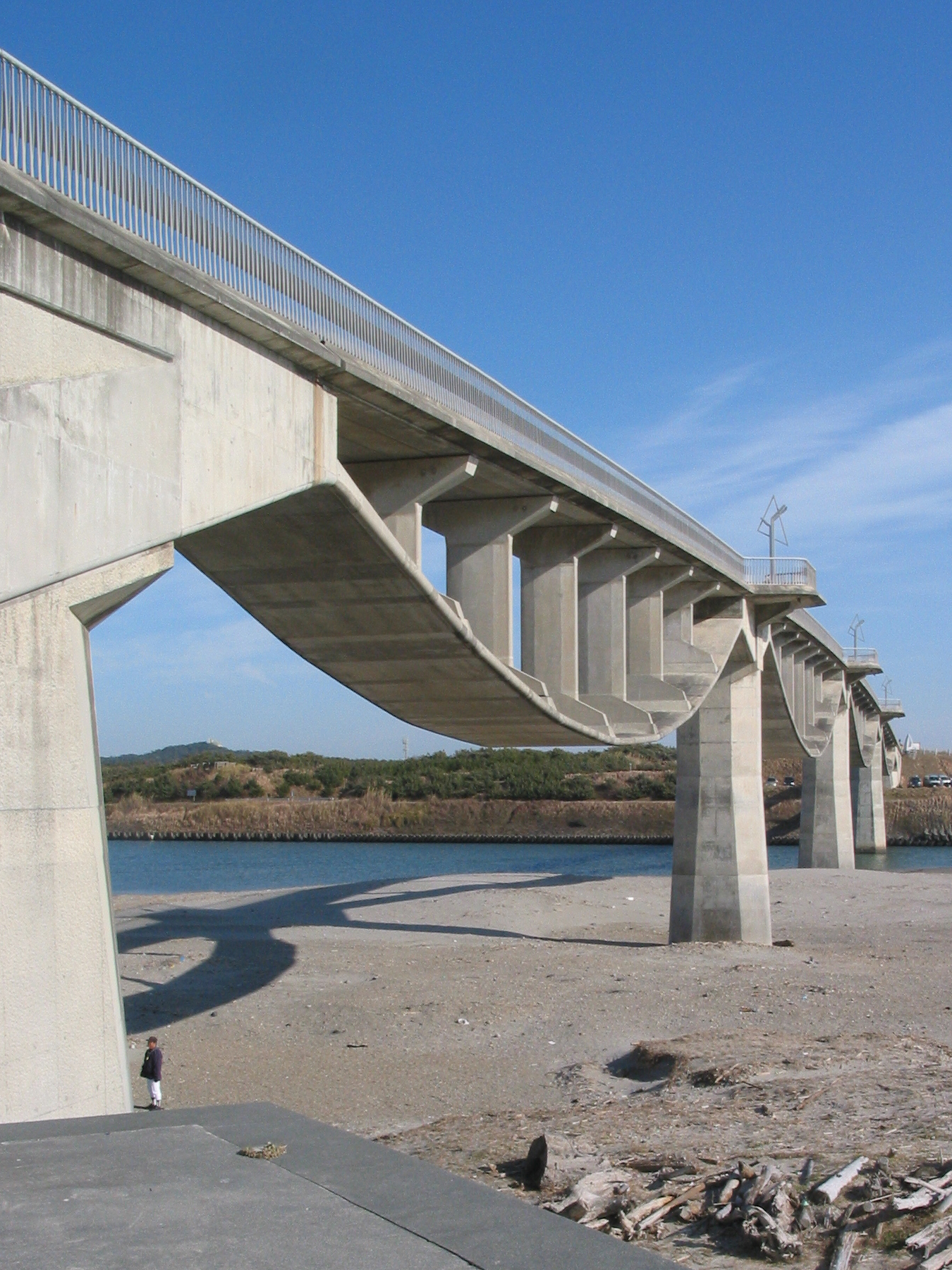
静岡県道376号浜松御前崎自転車道線の潮騒橋

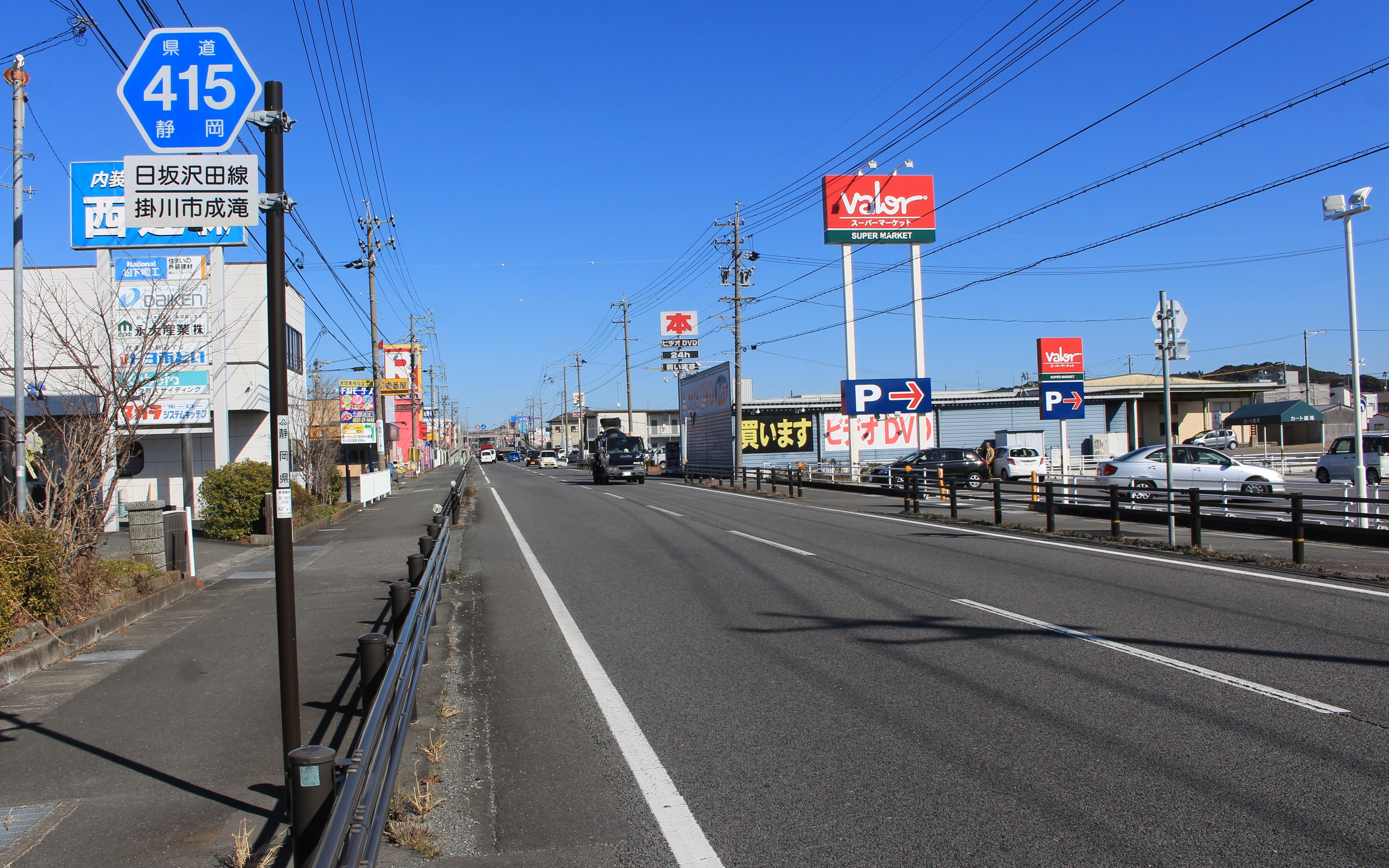
静岡県道415号日坂沢田線（掛川市成滝）

- 静岡県道37号掛川浜岡線
- 静岡県道38号掛川大東線
- 静岡県道39号掛川川根線
- 静岡県道40号掛川天竜線
- 静岡県道41号袋井大須賀線
- 静岡県道69号相良大須賀線
- 静岡県道79号吉田大東線
- 静岡県道81号焼津森線
- 静岡県道244号大東菊川線
- 静岡県道247号中方千浜線
- 静岡県道249号掛川大東大須賀線
- 静岡県道250号菊川停車場伊達方線
- 静岡県道251号袋井小笠線
- 静岡県道253号掛川袋井線
- 静岡県道254号掛川停車場線
- 静岡県道269号大和田森線
- 静岡県道270号方の橋薗ケ谷線
- 静岡県道271号掛川山梨線
- 静岡県道272号遠江原谷停車場線
- 静岡県道372号大東相良線
- 静岡県道373号原里大池線
- 静岡県道376号浜松御前崎自転車道線
- 静岡県道386号小笠掛川線
- 静岡県道402号小笠山総合運動公園線
- 静岡県道403号磐田掛川線
- 静岡県道409号大須賀掛川停車場線
- 静岡県道415号日坂沢田線

#### 道の駅
- 道の駅掛川

### 旧街道

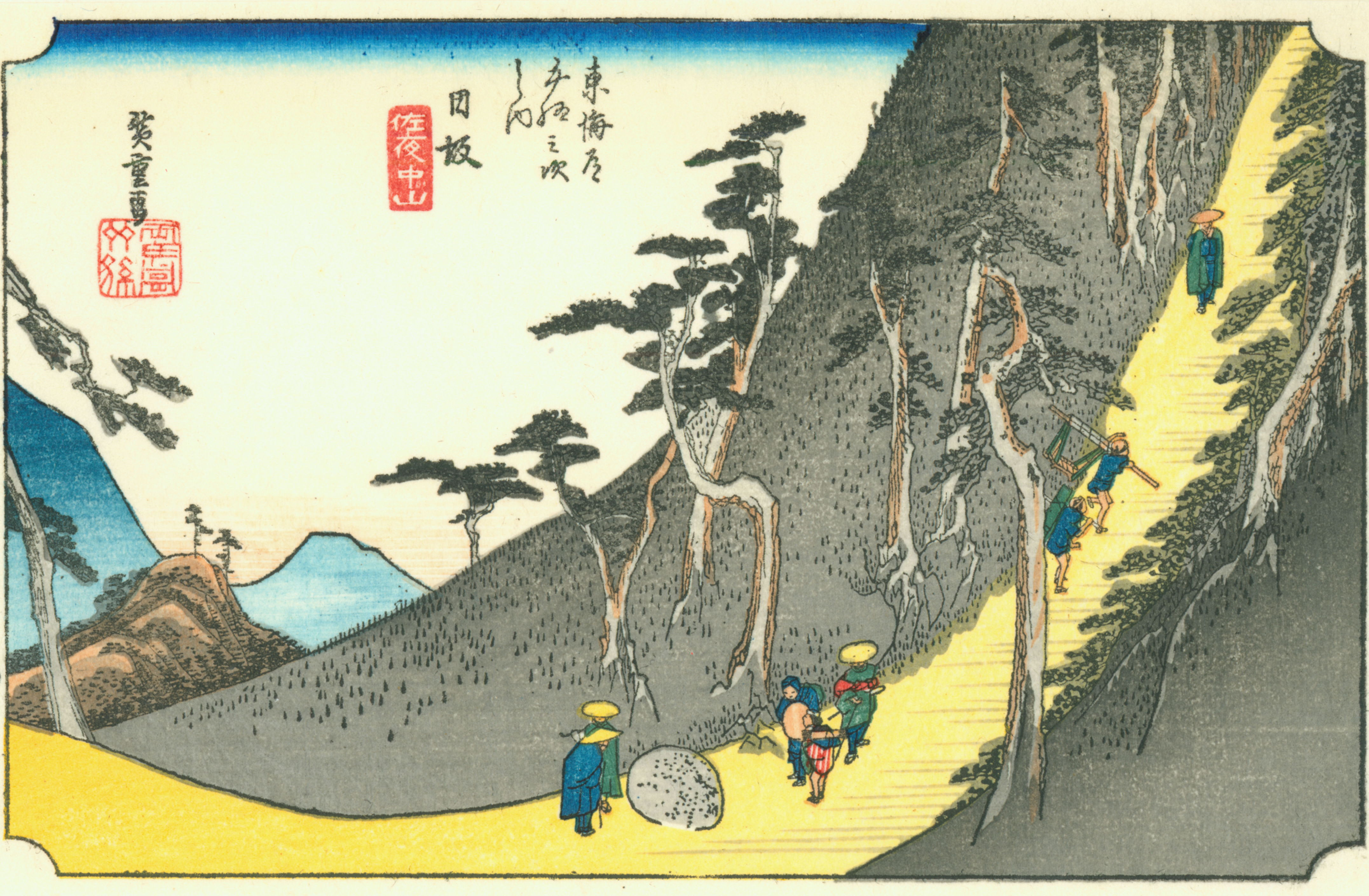
『東海道五十三次之内日坂宿』（歌川広重作、1833年）に描かれた日坂宿

- 東海道：日坂宿 - 掛川宿

### 空港
- 県内の牧之原市・島田市に静岡空港が2009年6月4日に開港した。掛川市から自家用車で片道約25分程である。
- 国際空港クラスの空港へは愛知県常滑市にある中部国際空港へ自家用車で約1時間40分程である。
- 掛川駅南口と静岡空港を結ぶ路線バスが運行されている。所要時間は約35分（遠鉄バス）、約45分（しずてつジャストライン、菊川駅経由）としており中部国際空港へも遠州鉄道の高速バスが掛川インターより運行されている。

## 文化

### 文化・芸術施設
- 掛川市生涯学習センター（市民ホール）

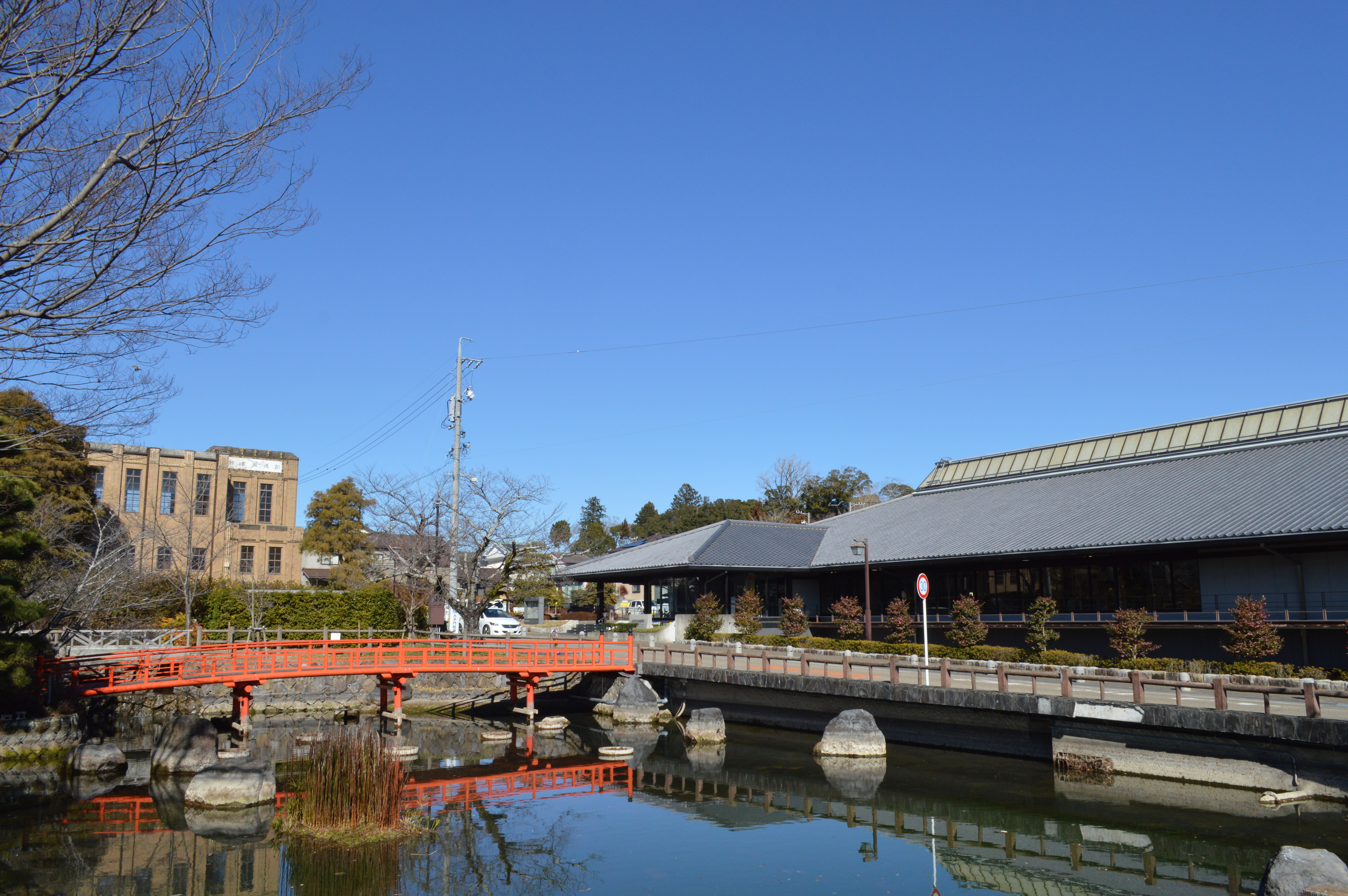
掛川市立中央図書館と淡山翁記念報徳図書館

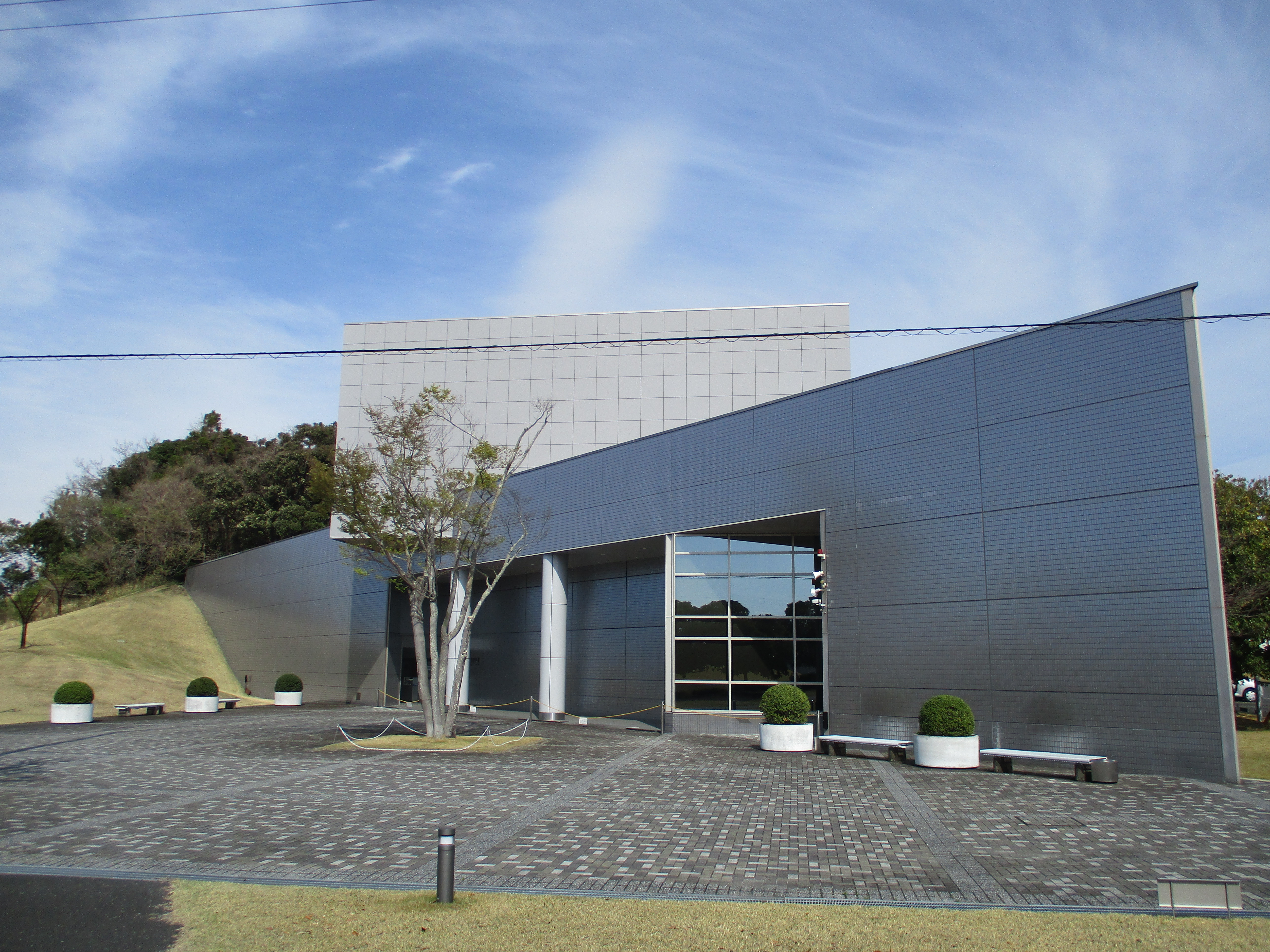
資生堂企業資料館

資生堂アートハウス

- 掛川市美感ホール（講演会・コンサートホール）
- 掛川市立図書館
  - 掛川市立中央図書館
  - 掛川市立大東図書館
  - 掛川市立大須賀図書館
- 掛川市二の丸美術館
- 大須賀歴史資料館
- ふじ美術館
- 資生堂企業資料館
- 資生堂アートハウス
- 淡山翁記念報徳図書館
- 吉岡弥生記念館（生家）
- 松本亀次郎記念館
- 吉行淳之介文学館
- 戦国の館・掛川（旧千代と一豊・掛川館）
- 掛川市文化会館シオーネ

### 宗教

#### 神道

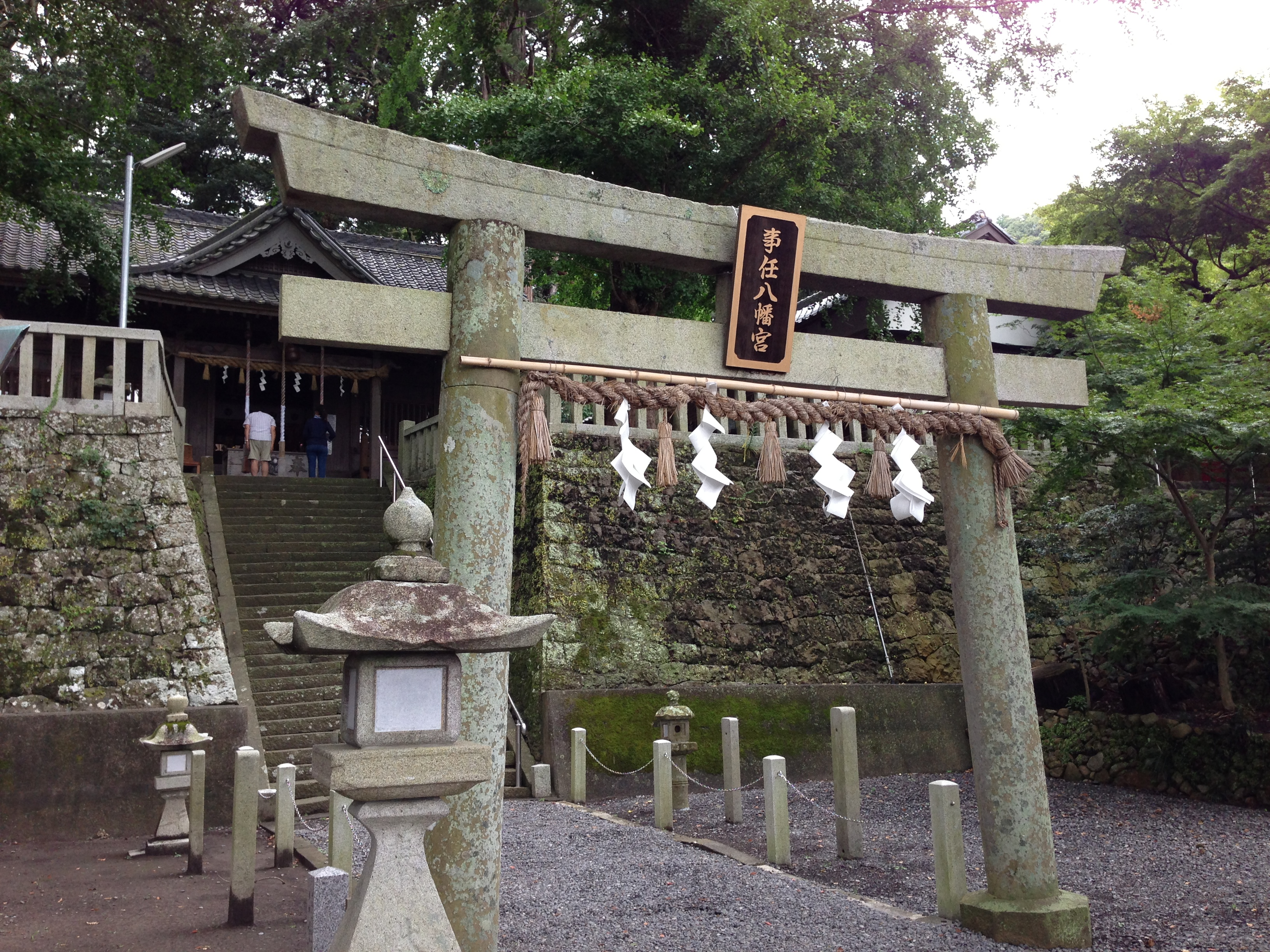
事任八幡宮

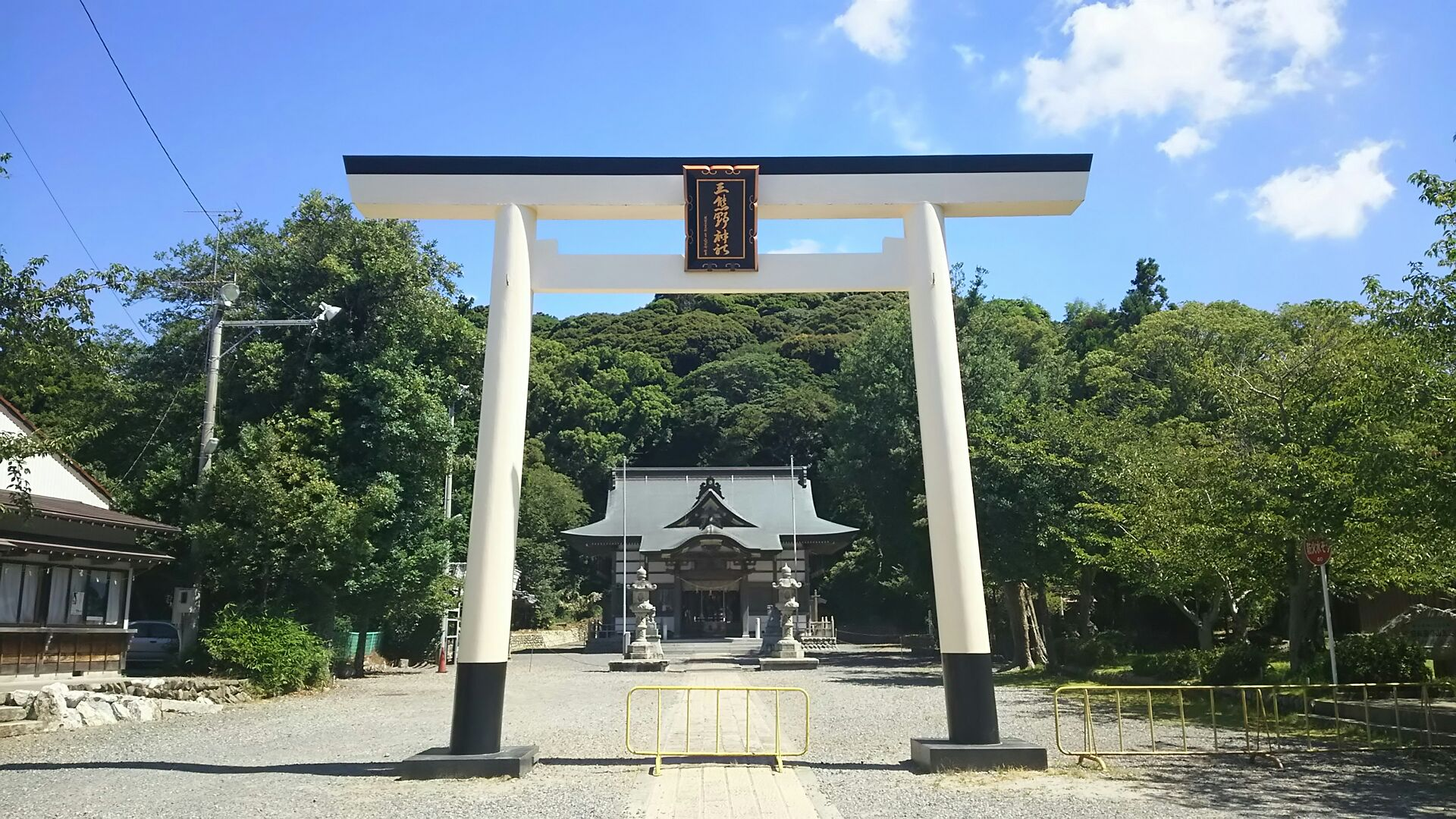
三熊野神社

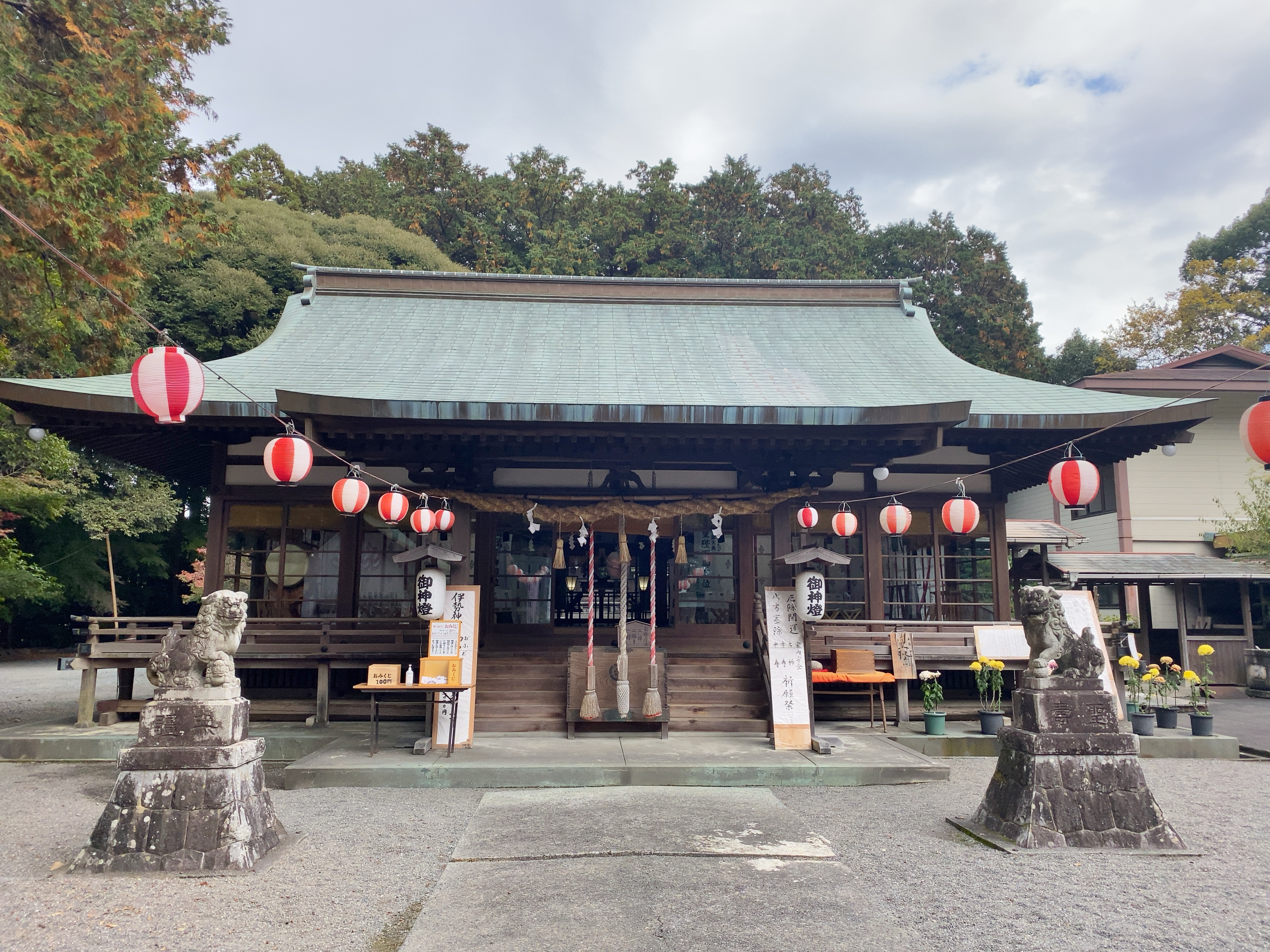
龍尾神社

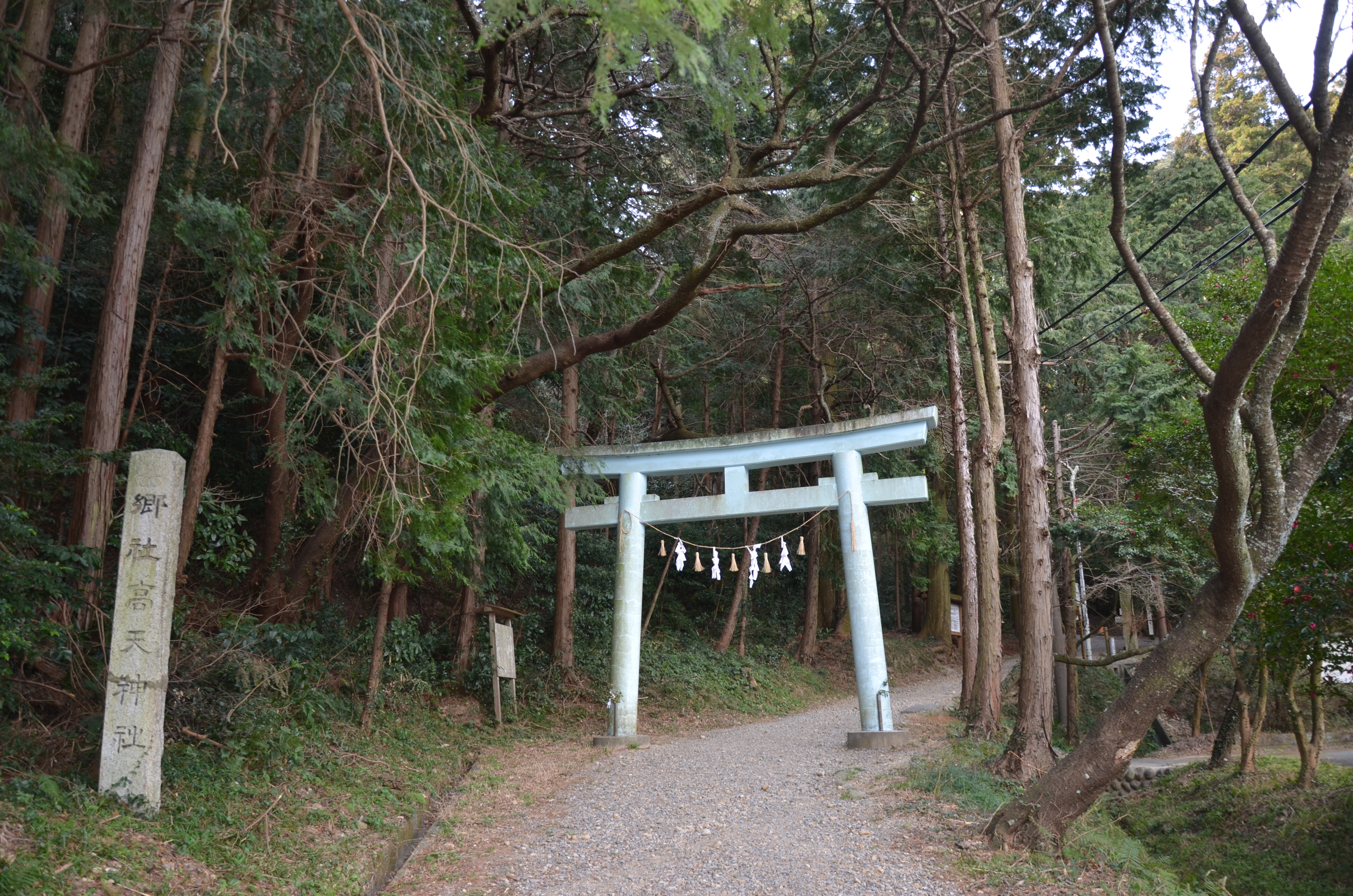
高天神社

市内には多数の神社が鎮座しており、人々の信仰を集めている。事任八幡宮は、周智郡森町の小國神社とともに、遠江国一宮に比定されている。また、三熊野神社、小笠神社、および、静岡県御前崎市に鎮座する高松神社の3社は、文武天皇の命により熊野三山から勧請されたため「遠州の熊野三山」と称される。その際、この3社の神だけでなく御供の神も信仰されるようになり、熊野神社、若宮神社、十二社神社、古楠神社、王子神社の5社に祀られている。そのほか、龍尾神社は掛川城を守護する神社として、高天神社は高天神城を守護する神社として、それぞれ知られている。

##### 神社
- 雨櫻神社
- 阿波々神社
- 雨垂天神社
- 王子神社
- 小笠神社
- 春日神社
- 貴船神社
- 熊野神社
- 事任八幡宮
- 高麗神社
- 猿田彦神社
- 十二社神社
- 神明宮
- 神明宮
- 水神宮
- 高天神社
- 高室天神社
- 高室神社
- 龍尾神社
- 二宮神社
- 野賀天神社
- 八幡宮
- 八幡神社
- 八幡神社
- 八所神社
- 浜天神社
- 比奈多乃神社
- 古楠神社
- 三熊野神社
- 矢柄神社
- 六所神社
- 若宮神社

#### 仏教

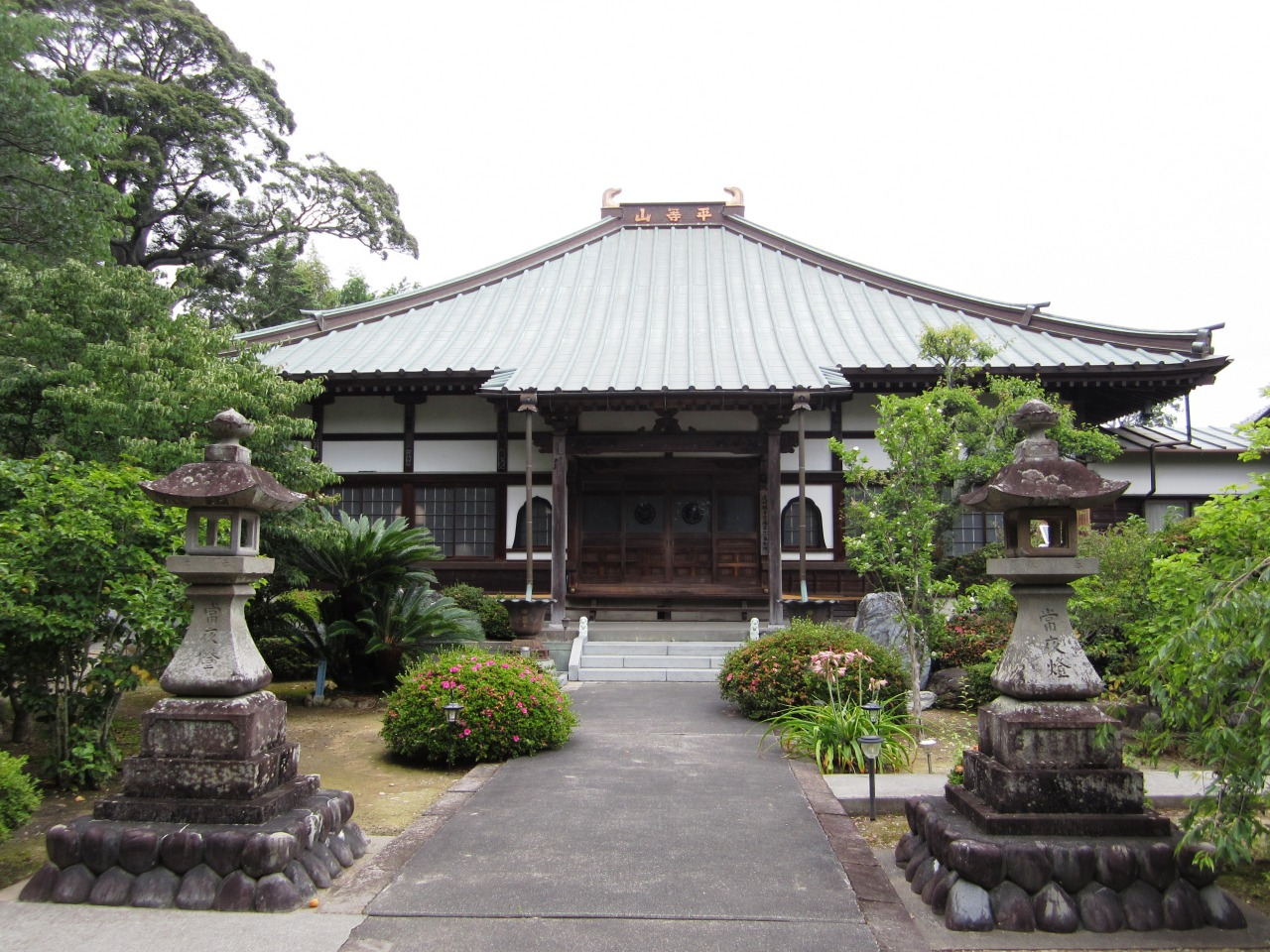
龍眠寺

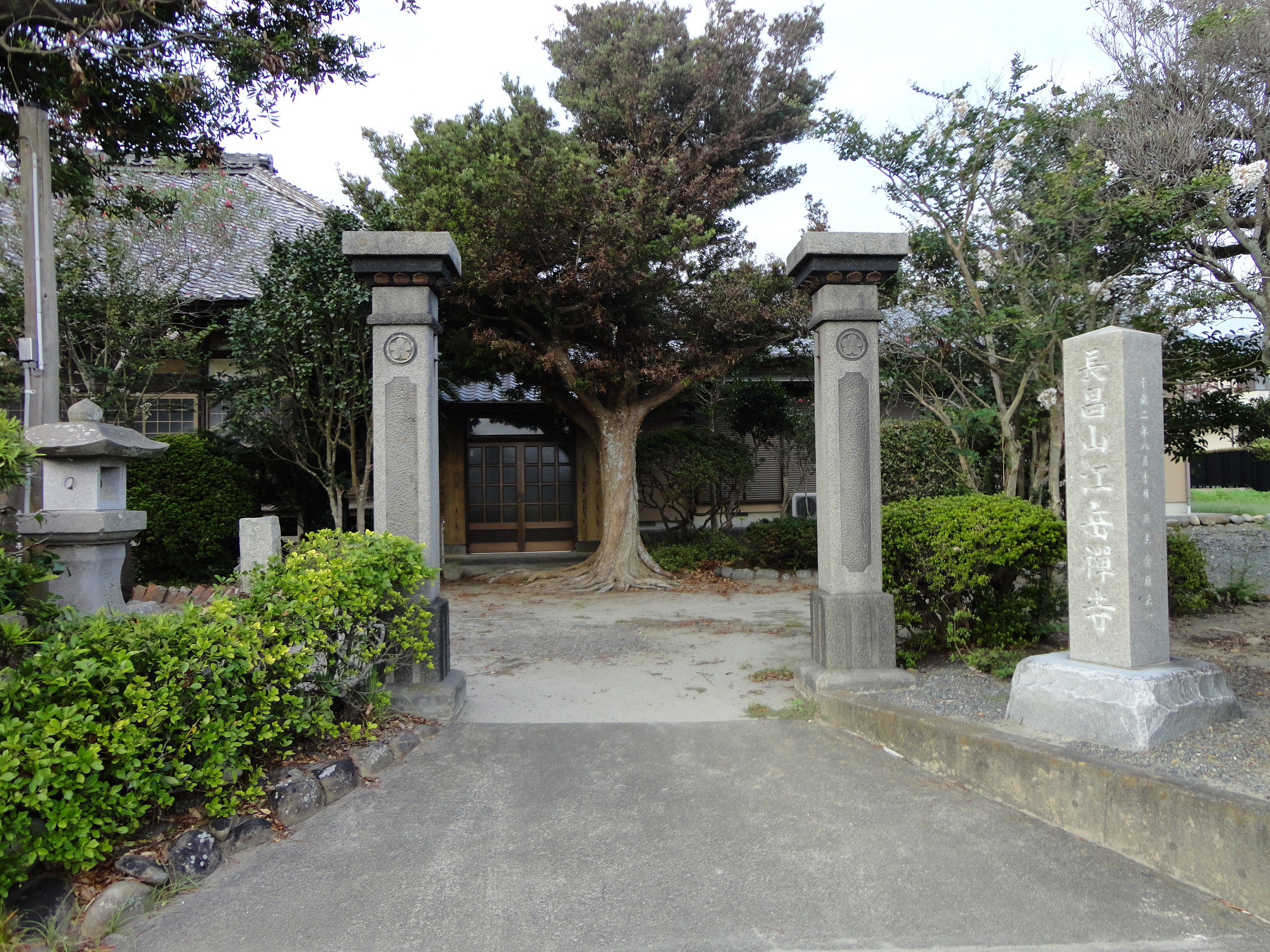
江岳寺

市内には多数の寺院が存在し、人々の信仰を集めている。貞永寺は、遠江国の安国寺となっている。また、長福寺、春林院、大雲院、永江院、正法寺、常現寺、龍眠寺、普門寺は、遠州三十三観音霊場の札所として知られている。

##### 寺院
- 浮島堂
- 顕光寺
- 広泉寺
- 江岳寺
- 昌雲寺
- 正伝庵
- 瑞雲寺
- 窓泉寺
- 長谷寺
- 東雲寺
- 普門寺
- 薬師寺
- 龍眠寺
- 蓮昌庵

#### キリスト教

##### 教会
- 日本基督教団掛川教会

## 娯楽

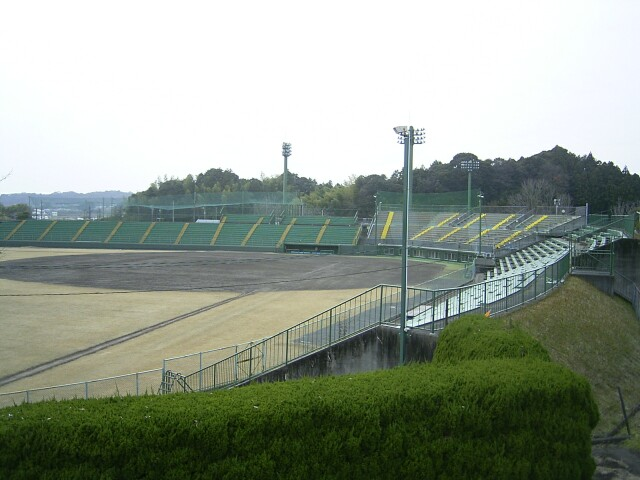
いこいの広場に立地する掛川市営球場

トランポリンの普及に力を入れており、全日本トランポリントーナメント競技選手権大会が開催されている。

### 娯楽施設
- 22世紀の丘公園
- 安養寺運動公園
- いこいの広場
- 小笠山総合運動公園[注釈 2]
- 大須賀運動場
- 大東北運動場

- 大東マリーナ
- 大東総合運動公園
- 掛川市南体育館し〜すぽ
- 東遠カルチャーパーク総合体育館さんりーな
- つま恋リゾート 彩の郷（旧・ヤマハリゾートつま恋）[注釈 3]

## 観光

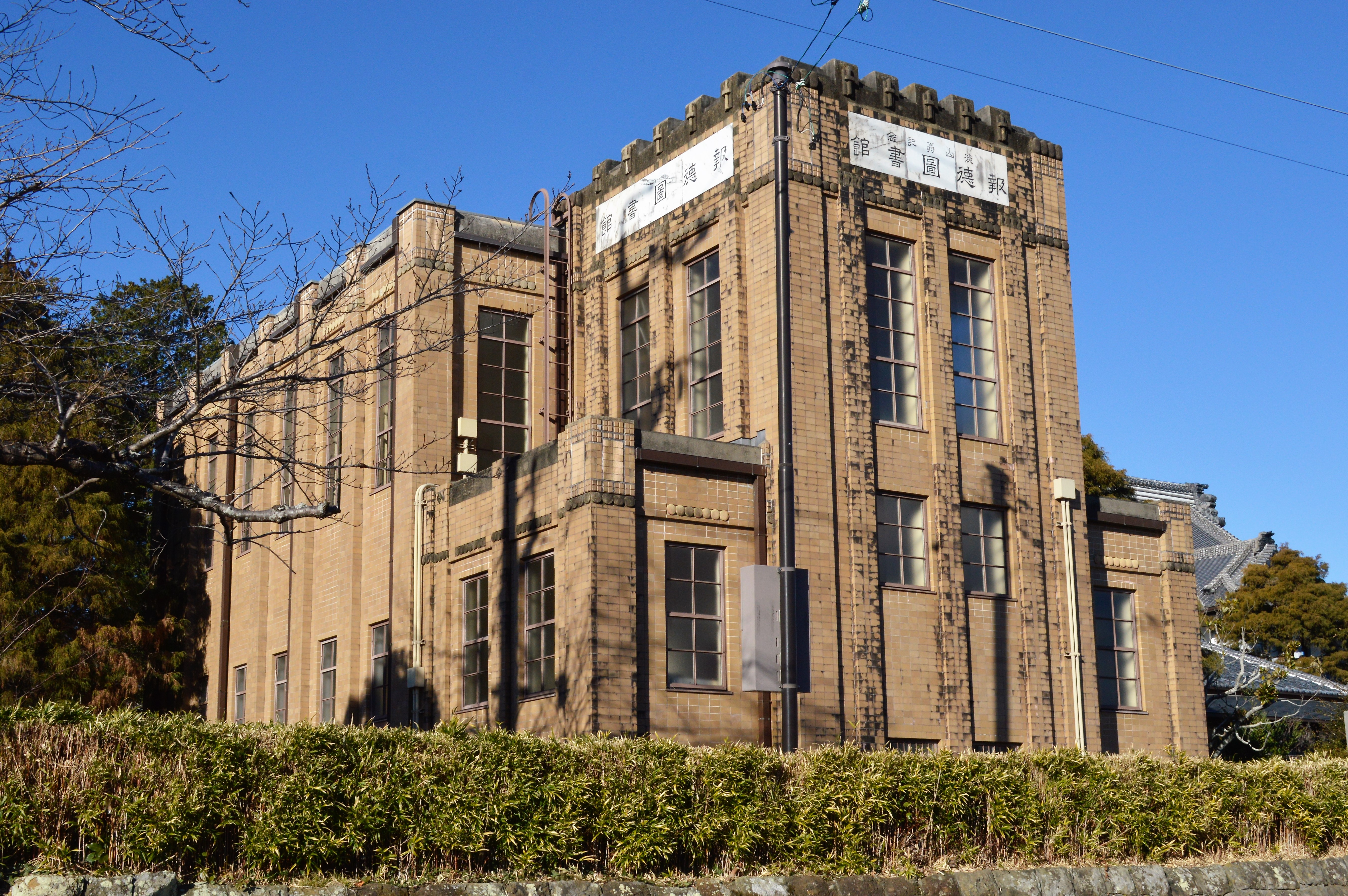
大日本報徳社淡山翁記念報徳図書館

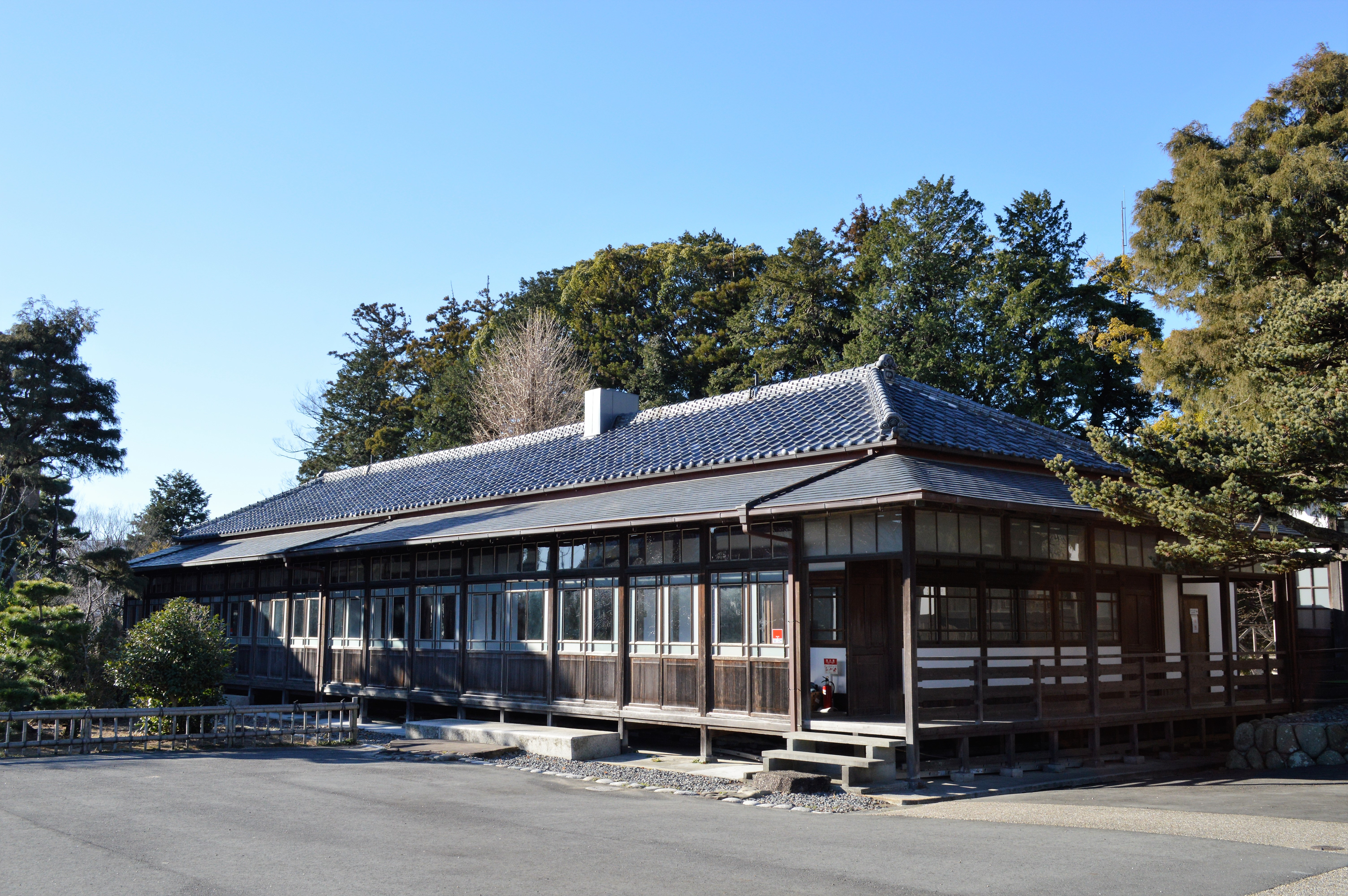
大日本報徳社仰徳記念館

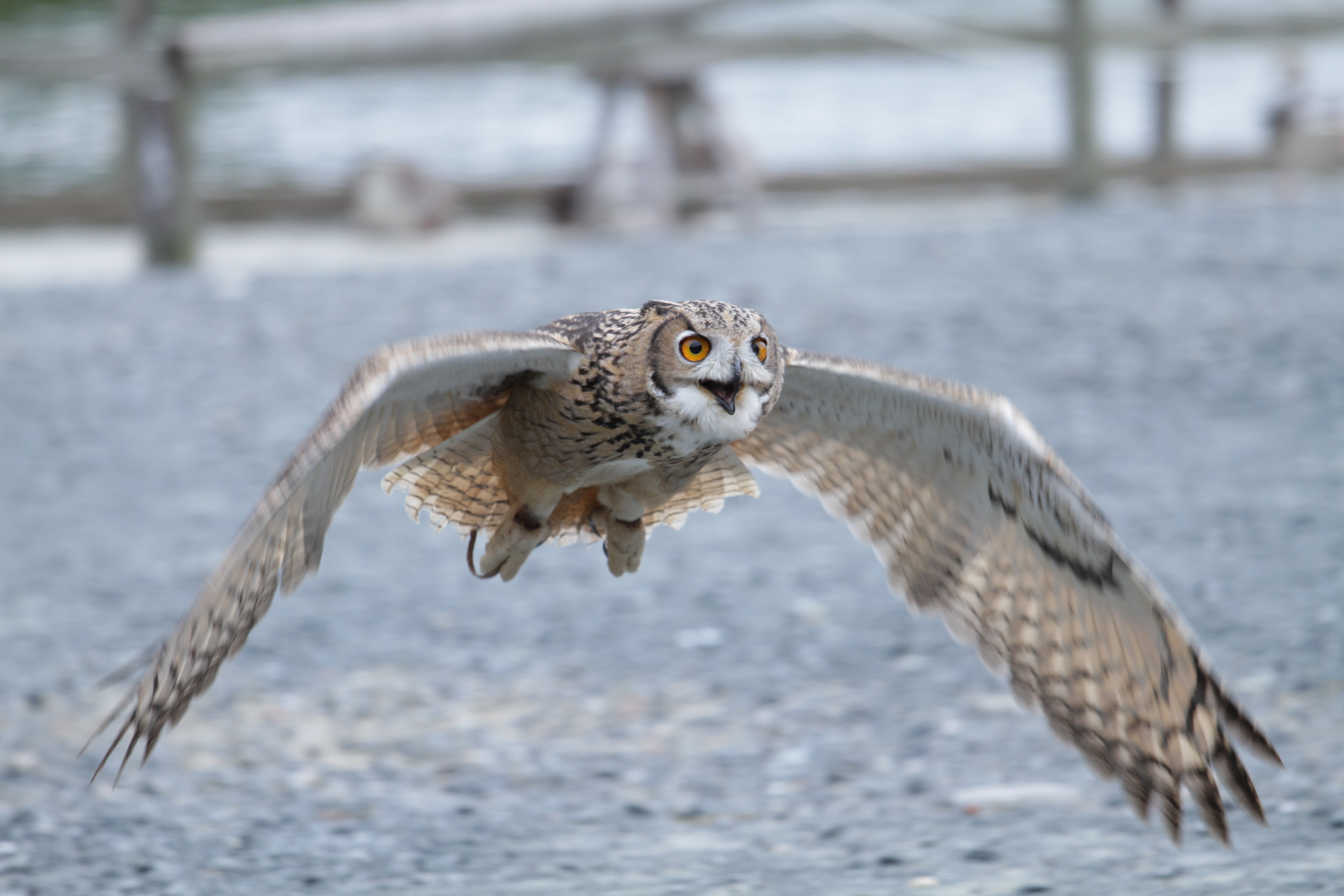
掛川花鳥園

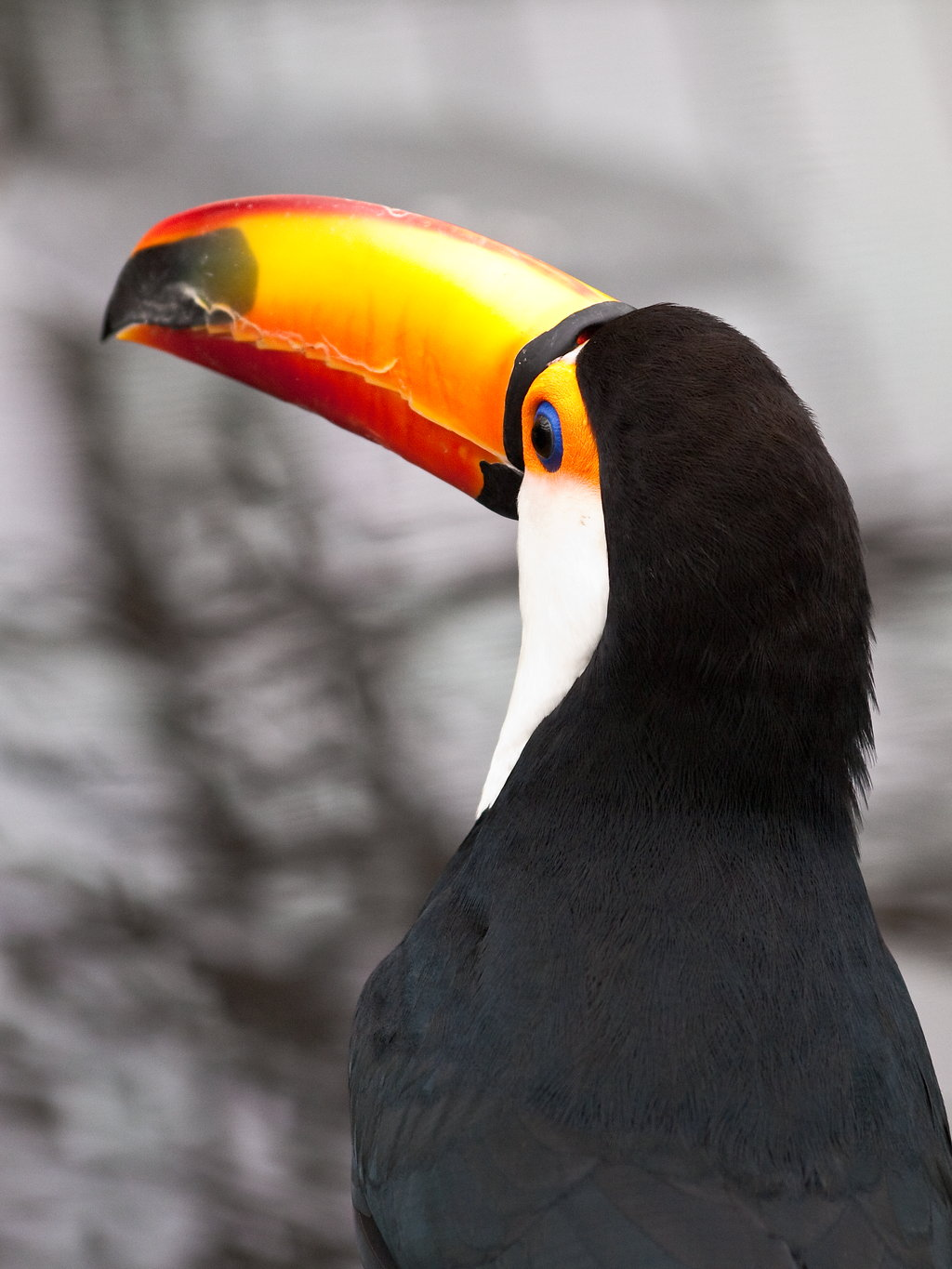
掛川花鳥園

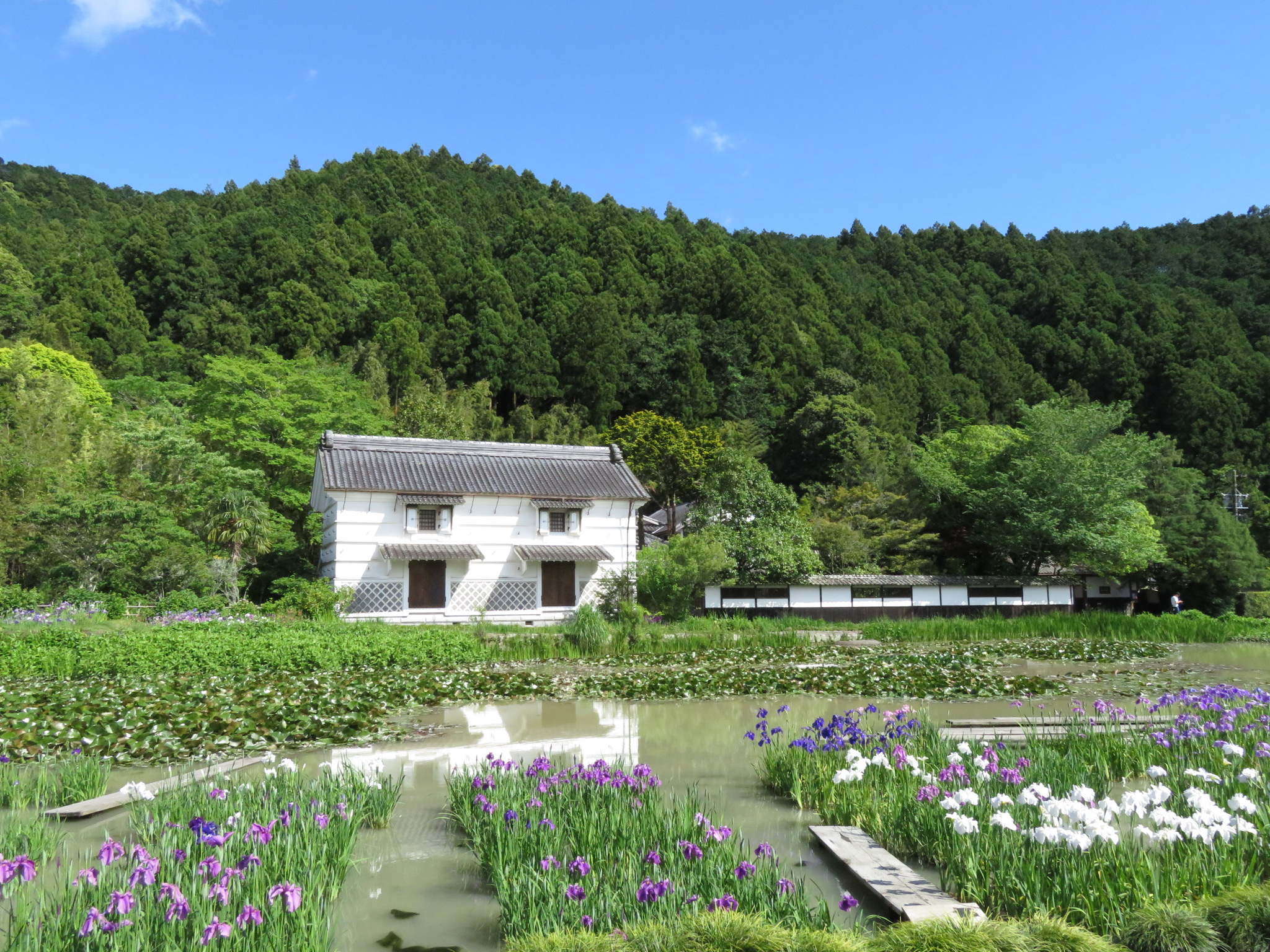
加茂荘花鳥園（旧・加茂花菖蒲園）

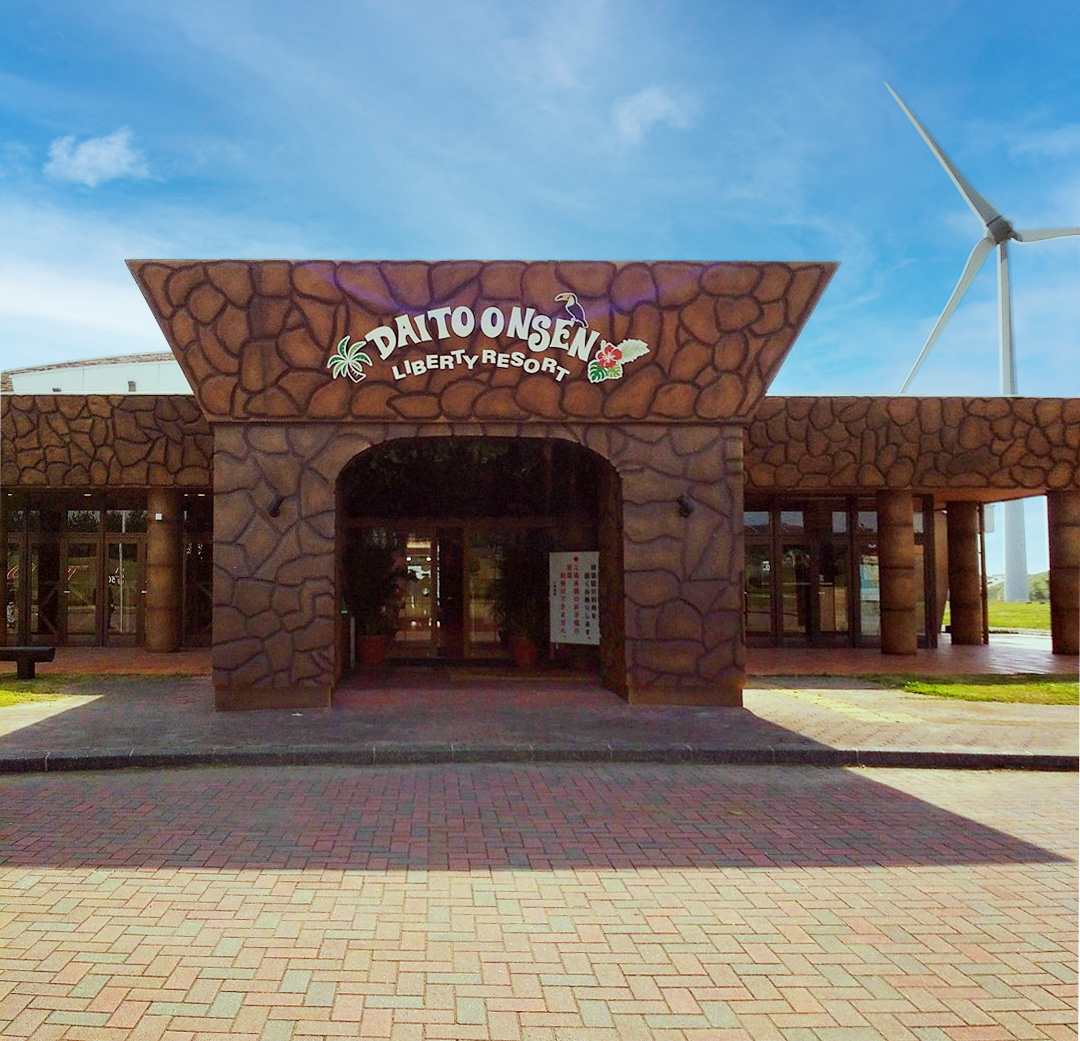
リバティーリゾート大東温泉

### 自然
- 小笠山
- 高天神山
- 佐束山
- 大尾山
- 粟ヶ岳
- 大東海岸
- 大須賀海岸

### 名所・旧跡
- 潮騒橋
- 掛川城（二の丸御殿が重要文化財）
- 高天神城（国史跡）
- 横須賀城（国史跡）
- 大日本報徳社

### 公園
- 大浜公園
- 佐束山公園
- 松本亀次郎公園
- 西大谷ダム公園

### 温泉・レジャー等
- 掛川花鳥園
- 加茂荘花鳥園（旧・加茂花菖蒲園）
- ミオス菊川カントリークラブ
- タミヤ掛川サーキット
- ねむの木村
- 倉真温泉
- 法泉寺温泉
- 倉真赤石温泉
- ならここの湯
- リバティーリゾート大東温泉

### 祭事・催事
- 遠州横須賀凧揚げ祭（2月）
- 高天神社例大祭（3月）
- 大浜公園桜まつり（3～4月）
- 遠州横須賀三熊野神社大祭（4月）
- 掛川・新茶マラソン（4月）
- 掛川納涼まつり（7月末）
- 砂の祭典（8月）
- 事任八幡宮例大祭（9月）
- 掛川祭（10月）
- 中村八坂神社祇園祭（10月）
- 小笠神社矢矧祭（11月）

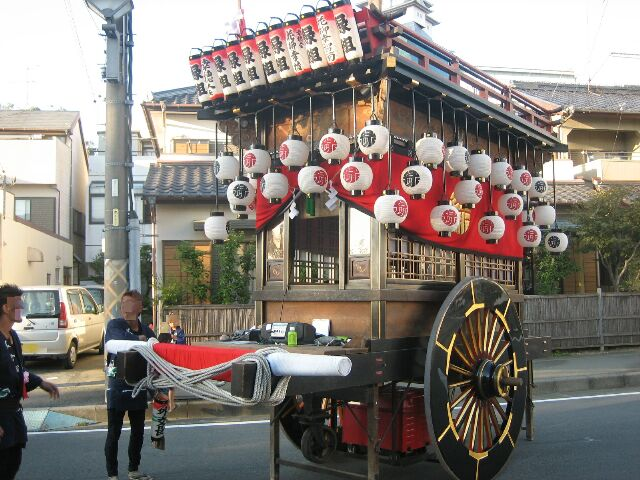
掛川祭にて曳き回される二輪屋台

- 三の丸楽市（毎月第四土曜に開かれる物産市）
- 功名が辻フェスタ in 掛川（開催期間：2006年1月21日 - 12月17日）

### 名産品

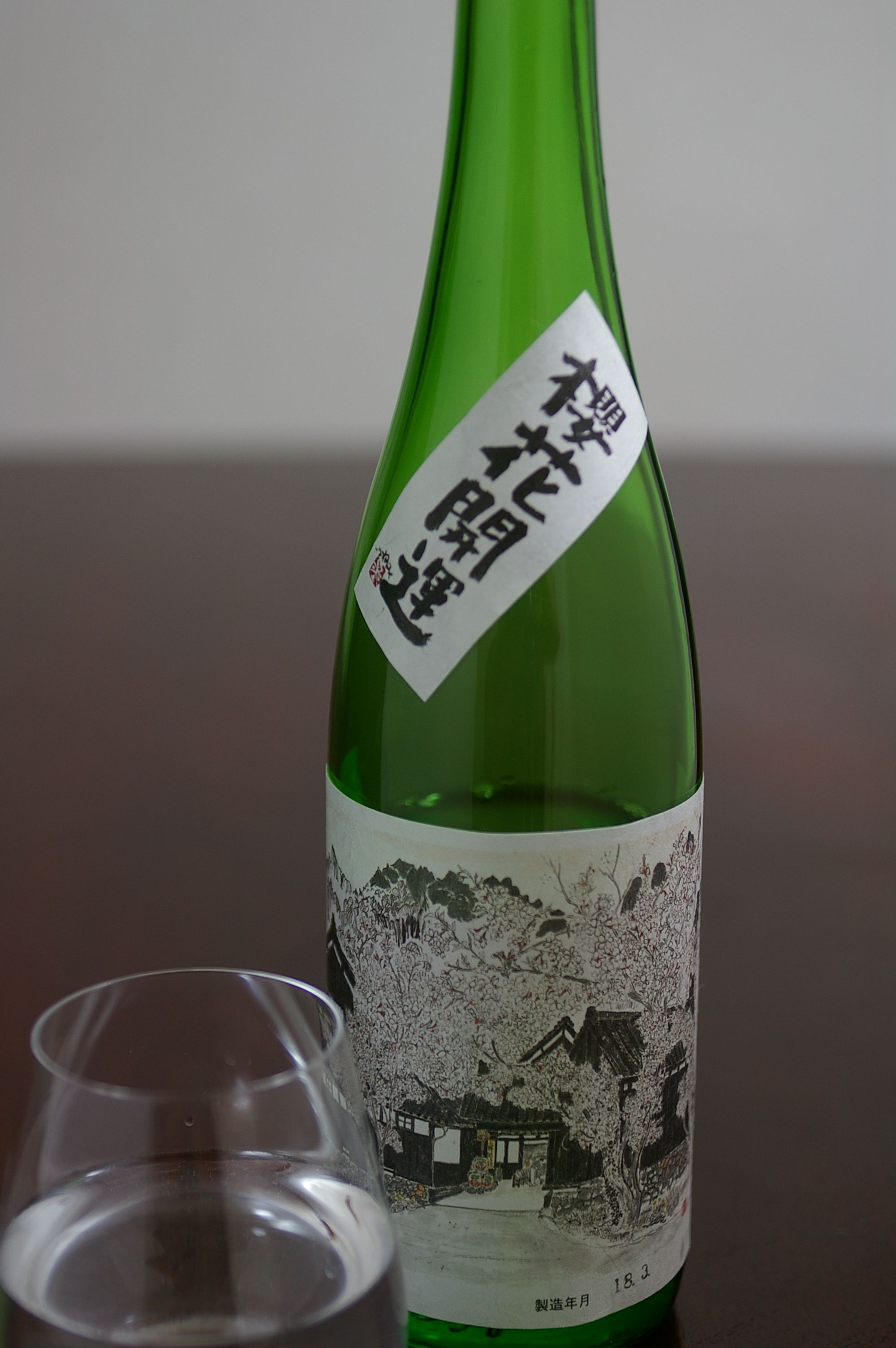
土井酒造場の「櫻花開運」

- 緑茶
- メロン
- 苺
- トマト
- 薔薇
- キウイフルーツ
- 葛布
- 竹細工
- ワイン

キウイフルーツを原料とするワインが醸造されている。
- 日本酒

土井酒造場が高天神山の湧水を使用して、「開運」「遠州灘」といった地酒を仕込む。

### 伝承
- 夜泣き石 (小夜の中山)
- 粟ヶ岳の無間の鐘

## 掛川を舞台にした作品
※ 制作年順

### 映画
- 対決 （原作：南條範夫、脚色：柳川真一、監督：安田公義、大映、1963年）
- 影武者 （脚本：黒澤明・井手雅人、監督：黒澤明、1980年）
- 名門!多古西応援団 （原作：所十三、脚本：渡辺千明・我妻正義・橋本以蔵、監督：橋本以蔵、1987年）
- シュート! （原作：大島司、脚本：橋本以蔵、監督：大森一樹、松竹、1994年3月12日公開）
- 蒼き伝説 シュート! （原作：大島司、脚本：武上純希、監督：西尾大介、東映、1994年12月4日公開）
- 菊次郎の夏 （脚本・監督：北野武、1999年）
- 雨あがる （原作：山本周五郎、脚本：黒澤明、監督：小泉堯史、2000年）[注釈 4]

### ドラマ

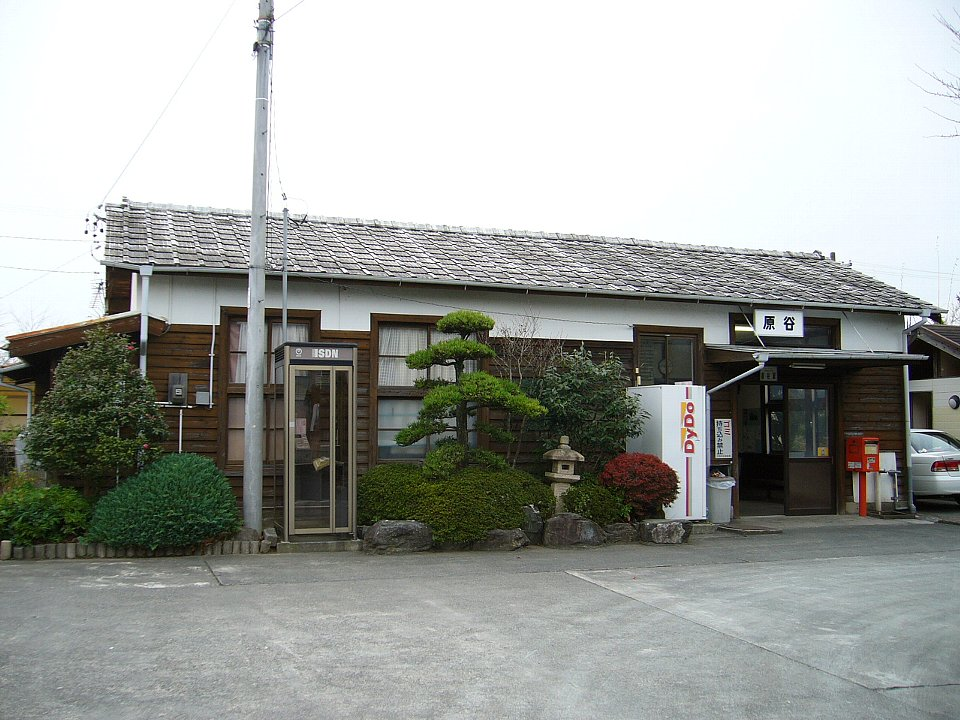
『WATER BOYS2』に登場する「姫乃駅」

- 新・必殺からくり人・東海道五十三次殺し旅（第6話「日坂」：早坂暁・野上龍雄・安倍徹郎ほか脚本、工藤栄一・蔵原惟繕・南野梅雄ほか監督、朝日放送・松竹、1977年）
- 眠狂四郎円月殺法（第12話「月光けもの谷暗殺剣」：柴田錬三郎原作、和久田正明・鈴木生郎・米谷純一ほか脚本、皆元洋之助・南野梅雄・家喜俊彦ほか監督、テレビ東京・歌舞伎座テレビ、1983年）
- WATER BOYS2（矢口史靖原作、橋本裕志・中谷まゆみ脚本、佐藤祐市・髙橋伸之・吉田使憲演出、フジテレビジョン、2004年）[注釈 5]
- 功名が辻（司馬遼太郎原作、大石静脚本、尾崎充信ほか演出、日本放送協会、2006年）
- 風林火山（井上靖原作、大森寿美男脚本、清水一彦ほか演出、日本放送協会、2007年）

### 小説
- 石言遺響（曲亭馬琴作、江戸時代後期）
- 東海道中膝栗毛（十返舎一九作、江戸時代後期）
- 功名が辻（司馬遼太郎作、文藝春秋、1974年）
- 駿河城御前試合（南條範夫作、河出書房新社、1983年）
- 黒い風を見た…（小沢冬雄作、新樹社、1993年）
- 冀北の人岡田良一郎（三戸岡道夫作、栄光出版社、1999年）
- 中央構造帯（内田康夫作、講談社、2002年）

### 絵本
- おけちゅう（ミキオ・E作、狩野富貴子絵、エヌ・ティ・ティ出版、2000年）

### 浮世絵

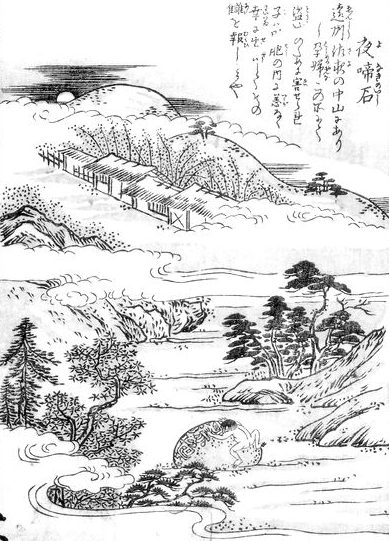
『今昔百鬼拾遺』（鳥山石燕著、1780年）に描かれた「夜啼石」

- 今昔百鬼拾遺（鳥山石燕作、1780年）
- 東海道五十三次（歌川広重作、1833年）

### 漫画
- 名門!多古西応援団（作：所十三、講談社）
- シュート!（作：大島司、講談社）
- シグルイ（原作：南條範夫、漫画：山口貴由、秋田書店）
- アタック!!（作：大島司、新潮社、『週刊コミックバンチ』連載中）
- 女の道（作：青木光恵、『週刊アスキー』連載中）

### アニメ
- 蒼き伝説 シュート!（原作：大島司、脚本：武上純希・神戸一彦、演出：貝沢幸男・角銅博之・矢部秋則ほか、フジテレビジョン・読売広告社・東映、1993年 - 1994年）
- 水色時代（第38話「あの頃のように」、原作：やぶうち優、脚本：武上純希、監督：ときたひろこ、テレビ東京・日本アドシステムズ、1997年。）[注釈 6]
- シグルイ（原作：南條範夫、漫画：山口貴由、シリーズ構成・脚本：水上清資、監督：浜崎博嗣、マッドハウス、2007年）
- 氷菓（第4話「栄光ある古典部の昔日」、原作：米澤穂信、監督：武本康弘、京都アニメーション、2012年）[注釈 7]
- 勇者になれなかった俺はしぶしぶ就職を決意しました。（原作：左京潤、シリーズ構成：鈴木雅詞、監督：ヨシモトキンジ、アスリード、UHFアニメ、2013年）[注釈 8]

## 出身の人物

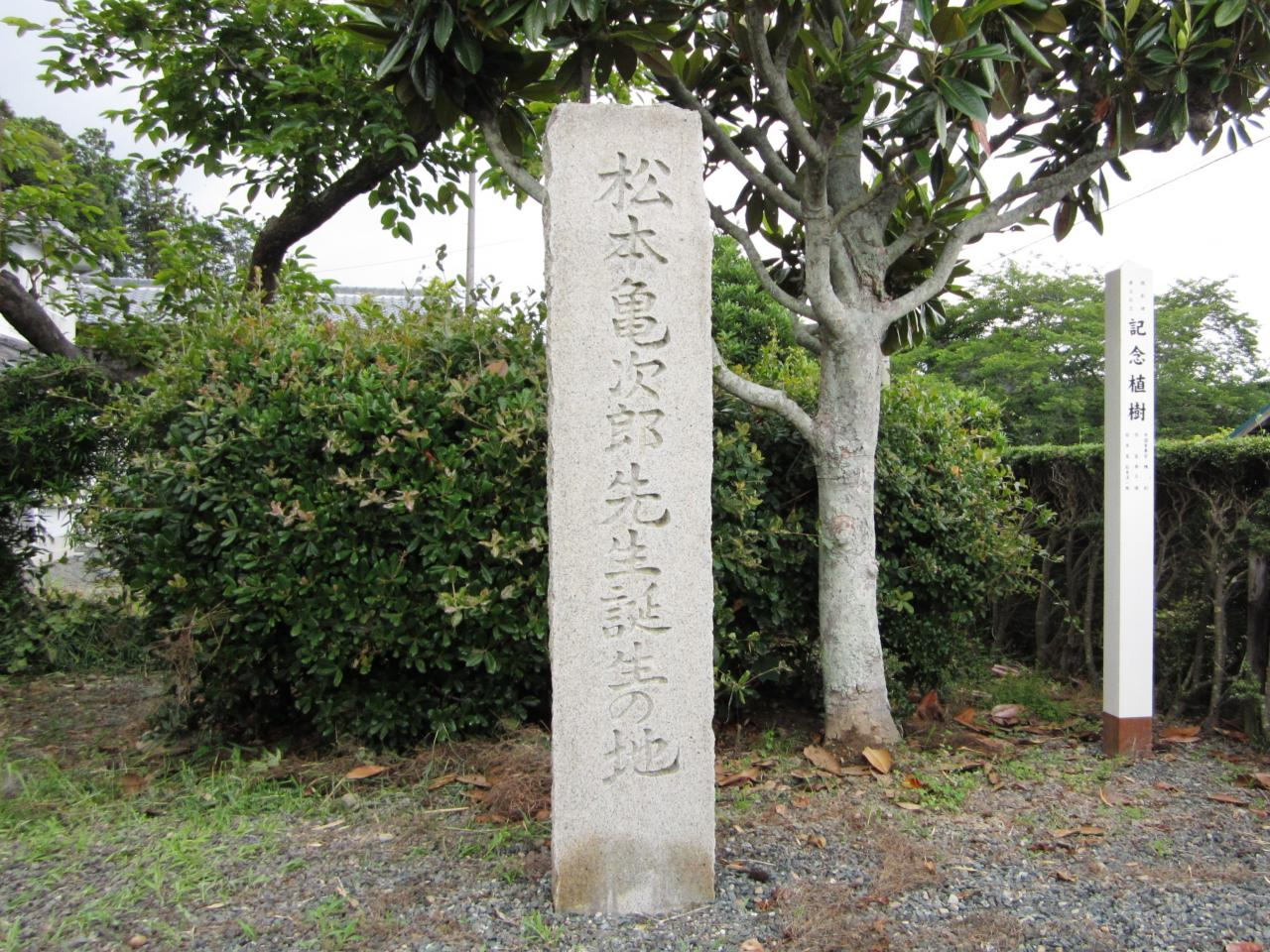
『松本亀次郎先生誕生の地』の碑

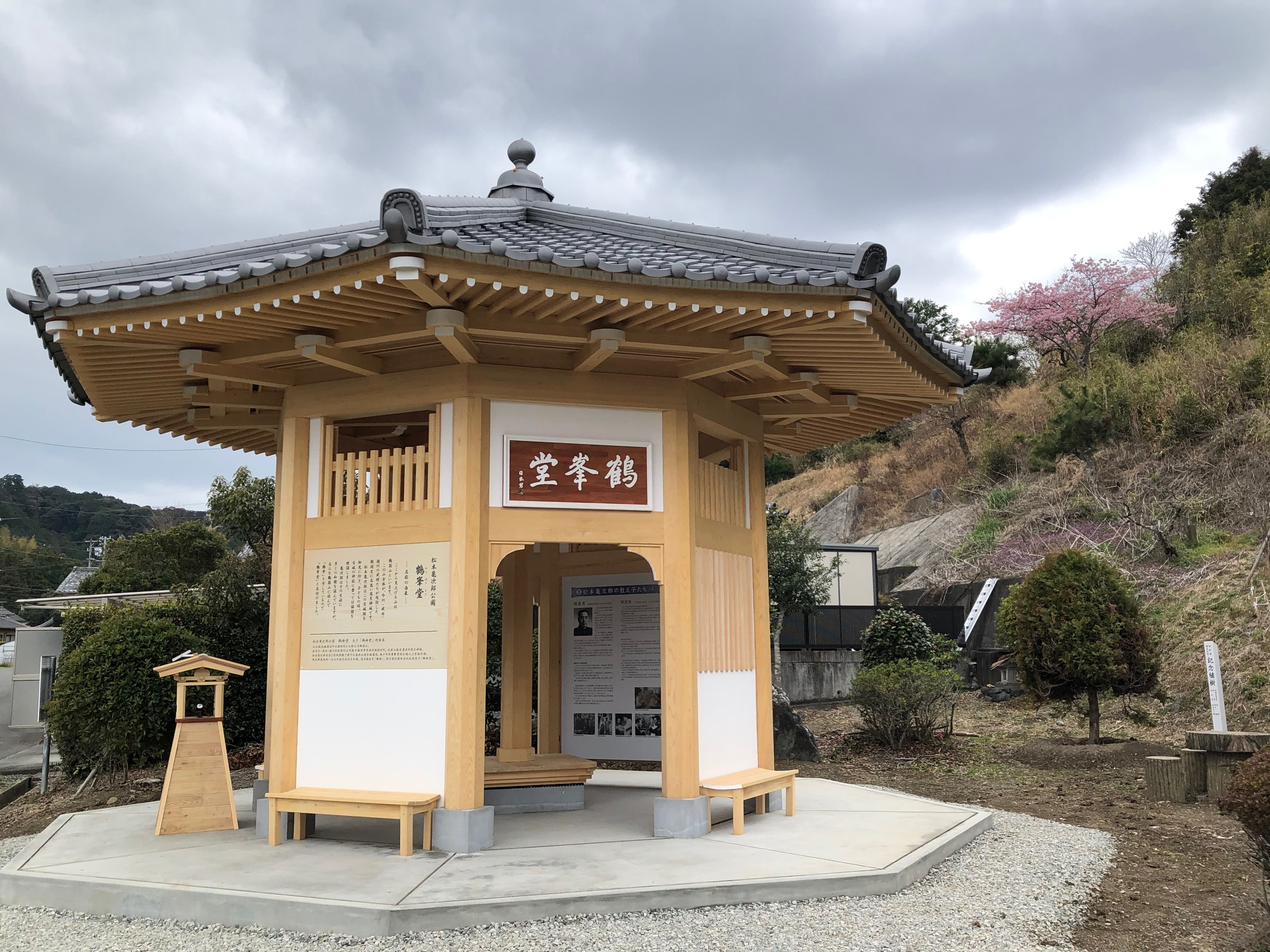
松本亀次郎記念公園

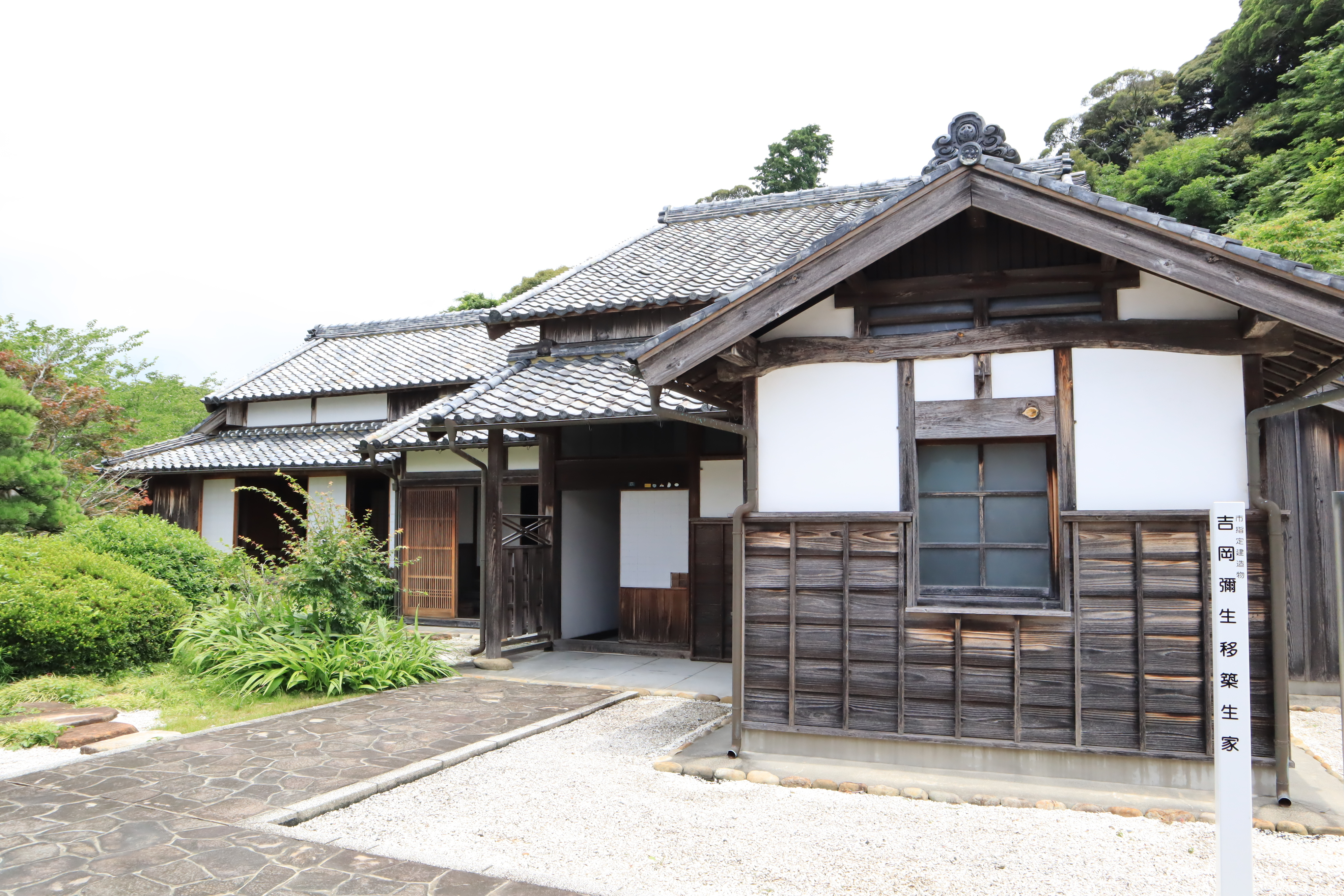
吉岡彌生移築生家

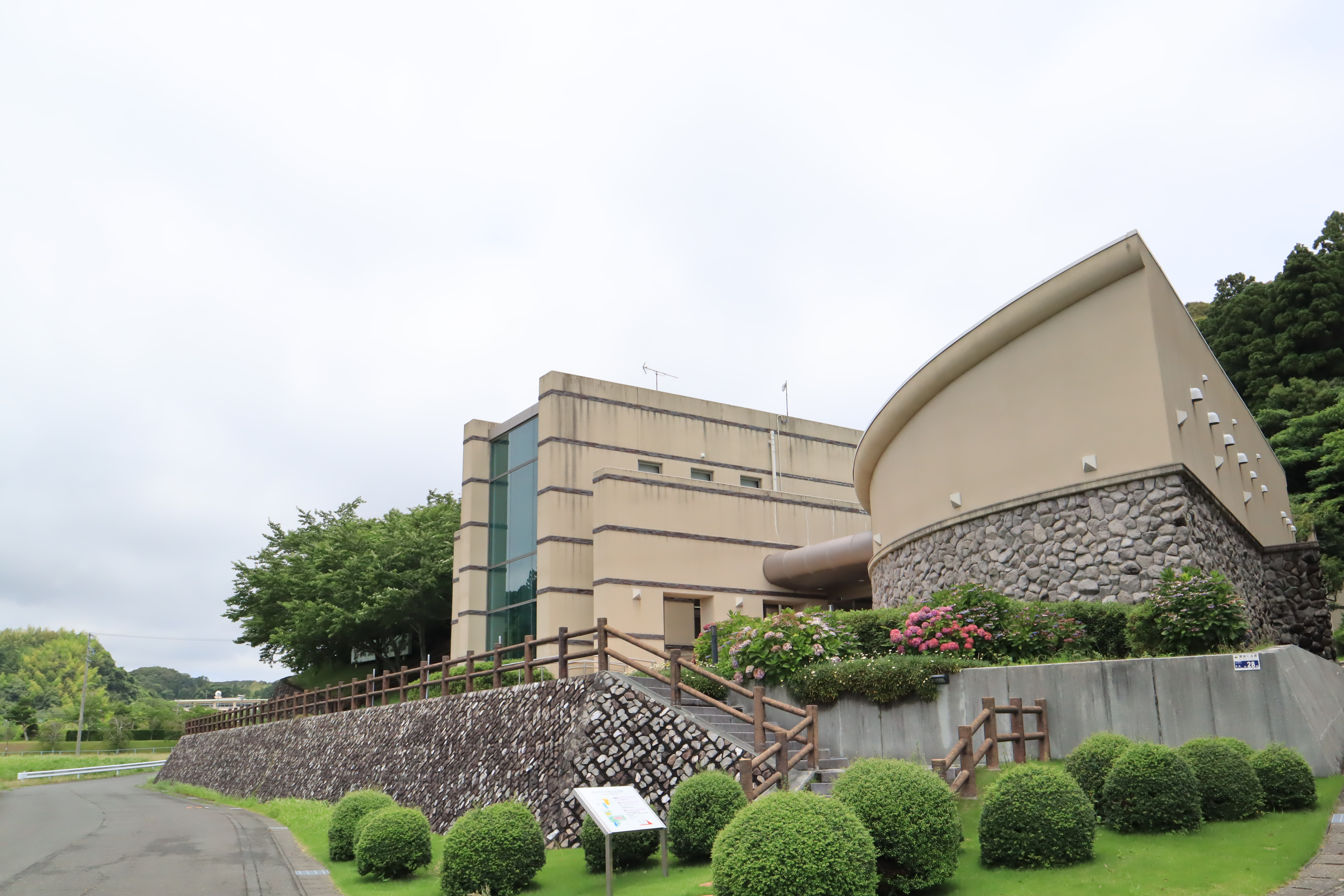
掛川市吉岡彌生記念館

代表的な職業を括弧内に併記し、五十音順に記載した。
- 靑野卯吉（銀行家・政治家）
- 赤堀四郎（化学者）
- 赤堀大智（野球選手）
- 浅原正和（生物学者）
- 伊咲ウタ（漫画家）
- 石川嘉延（自治官僚・政治家）
- 一木喜德郞（法学者・内務官僚）
- 一色日和（ベーシスト）
- 伊藤京子（声楽家）
- 鵜藤俊平（水泳選手）
- 大倉重信（政治家）
- 大倉重作（政治家）
- 大島司（漫画家）
- 大竹省二（写真家）
- 大庭浩（実業家）
- 岡田良一郎（実業家・政治家）
- 岡田良平（文部官僚・政治家）
- 岡本教平（野球選手）
- 岡山兼吉（弁護士・政治家）
- 小澤祥司（ジャーナリスト）
- 尾澤聖子（水上オートバイ選手）
- 小沢冬雄（小説家・文学者）
- 笠原鯥太郞（政治家）
- 加藤定吉（実業家・政治家）
- 河井重藏（政治家）
- 河井彌八（内務官僚・政治家）
- 川岸銀次（俳優）
- 木曽美雪（アナウンサー）
- 久保田崇（内閣府官僚・政治家）
- 久米里紗（モデル）
- 小長井誠（工学者）
- 小林莉子（競輪選手）
- 小山展弘（政治家）
- 西郷局（武将の妻）
- 佐藤貴也（レーサー）
- 柴田隆二（写真家）
- 榛葉英治（小説家）
- 榛葉淳（実業家）
- 榛葉昌寛（声楽家）
- 榛村純一（政治家）
- 菅沼五十一（詩人）
- 杉浦佳子（自転車競技選手）
- 鈴木叶（野球選手）
- 鈴木康一郎（アナウンサー）
- 鈴木トオル（歌手）
- 鈴木博志（野球選手）
- 鈴木登（内務官僚・政治家）
- 鈴木美花（アナウンサー）
- 高須沙知子（アナウンサー）
- 高須基仁（プロデューサー）
- 高塚龜次郞（教育者・政治家）
- 竹內薰兵（医師・医学者）
- 土屋佑津季（サッカー選手）
- 角替九郞平（農家・政治家・銀行家）
- 角替弘志（教育学者）
- 角替利策（農芸化学者）
- 寺崎乙治郎（ジャーナリスト・政治家）
- 所十三（漫画家）
- 戸塚九一郎（内務官僚・政治家）
- 戸塚静海（医師）
- 飛永翼（お笑い芸人）
- 長尾春花（バイオリニスト）
- 中山紀子（バドミントン選手）
- 成瀬大域（書家）
- 西加南子（自転車競技選手）
- 西村栄男（団体職員・天文家）
- 西村亮（野球選手）
- 波多野承五郎（政治家・実業家）
- 原川孫九郞（政治家・銀行家・歌人）
- 兵藤庄右衛門（葛布商）
- 伏見広綱（右筆）
- 增田又右衞門（教育者）
- 松井謙弥（サッカー選手）
- 松井宏次（野球選手）
- 松井三郎（静岡県職員・政治家）
- 松浦永次郎（海軍軍人）
- 松浦三千男（野球選手）
- 松下誠（ギタリスト・編曲家）
- 松本亀次郎（言語学者・教育者）
- 水島総（映画監督・脚本家・実業家）
- 三戸岡道夫（実業家・小説家）
- 宮沢章夫（劇作家・演出家）
- 村松以弘（画家・歌人）
- 村松岐夫（政治学者）
- 森澤祐介（ダンサー・実業家）
- 森下龍矢（サッカー選手）
- 森下宗（野球選手）
- 森保一（サッカー選手）
- 森保洋（サッカー選手）
- 山崎覚次郎（経済学者）
- 山崎早紀（ソフトボール選手）
- 山崎諭（野球選手・教育者）
- 山崎知二（文学者）
- 山下宗一郎（実業家）
- 山内政豊（武将）
- 山本篤（陸上競技選手）
- 吉岡亜衣加（シンガーソングライター）
- 吉岡彌生（医師・医学者）
- 零士（実業家）
- わかないづみ（シンガーソングライター）
- 鷲山恭平（社会運動家・実業家・政治家）
- 鷲山恭彦（文学者・社会運動家）
- 鷲山養斎（医師）

## 縁故のある有名人

### 政官界
- 村田吉隆（元大蔵官僚、衆議院議員）

静岡県静岡市出身。掛川市立和田岡小学校卒業。第72代国家公安委員会委員長、内閣府特命担当大臣（防災担当）を歴任。
- 柳澤伯夫（元大蔵官僚、衆議院議員）

静岡県袋井市出身。静岡県立掛川西高等学校卒業。掛川市在住。掛川市を含む衆議院静岡県第3区から選出。初代金融再生委員会委員長、初代金融担当大臣、第7代厚生労働大臣を歴任。

### 文化・芸術

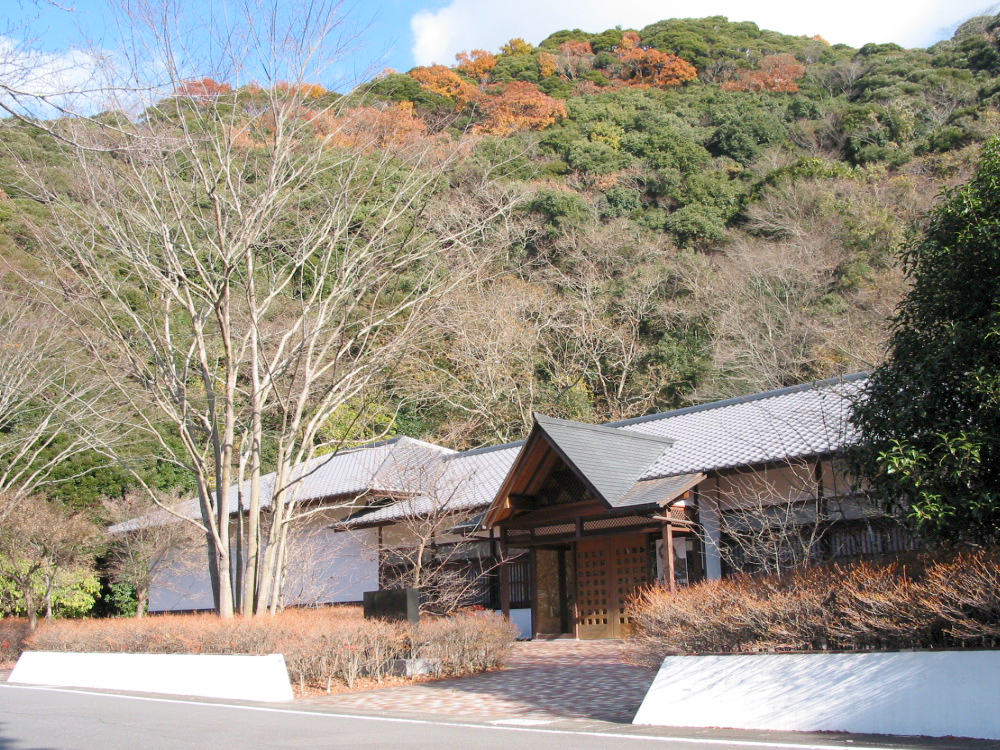
ねむの木村園内に立地する吉行淳之介文学館

- 伊東四朗（お笑い芸人、俳優）

東京都出身。戦時中、疎開のために掛川に転入した。未だ売れていない頃はよく帰って来ていたが、人気が出るにつれて人が群がってくるという理由で、それ以来は帰って来ていない。
- 三代目尾上菊五郎（歌舞伎俳優）

江戸小伝馬町出身。掛川宿にて客死し広楽寺に葬られる。
- 西行（僧侶・歌人）

京出身。佐夜の中山峠にて詠んだ和歌が『新古今和歌集』に収録された。
- 宮城まり子（芸能人）

東京都出身。掛川市にて施設群ねむの木村を運営する。
- 柳澤紀子（版画家）

静岡県浜松市出身。掛川市在住。武蔵野美術大学造形学部教授を務めながら版画家として活動し、ブルガリア国立美術館、サンフランシスコ美術館にも作品が収蔵されている。太田川河川敷の護岸に壁画を作成している。
- 吉行淳之介（作家）

岡山県岡山市出身。掛川市に吉行淳之介文学館が所在する。
- 大久保一丘（絵師）

出身地不明。横須賀藩御用絵師で、洋風画「真人図」で名を残す。市内の寺社などにその作品が残っている。
- 木谷恭介（推理作家）

兵庫県出身。掛川市在住。『宮之原警部シリーズ』において『新幹線《のぞみ47号》消失！』にて掛川駅が登場している。静岡県内を舞台とした作品も多い。

### スポーツ
- 藤田寛之（ゴルファー）

福岡県出身。掛川市在住。葛城ゴルフ倶楽部（袋井市）所属のプロゴルファーであり、ゴルフに関する著作多数。
- 三木つばき（スノーボード選手）

長野県出身。5歳の時に掛川市に移住。